# Storia dell'Alto Adige

L'Alto Adige nei suoi confini fissati nel 1948

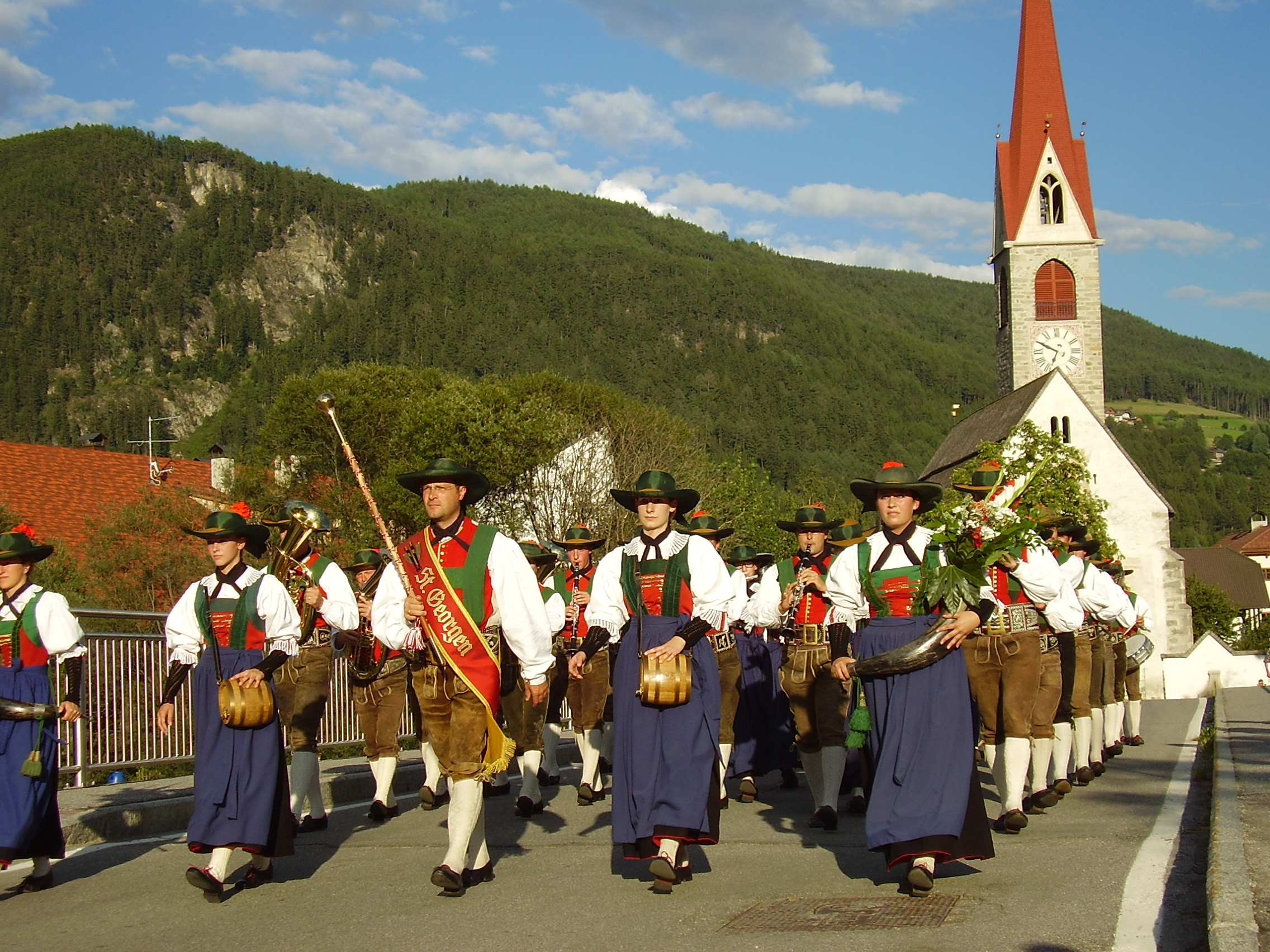
Una Musikkapelle in costumi tradizionali tirolesi

La storia dell'Alto Adige (o anche del Sudtirolo) comprende le vicende storiche inerenti al territorio della provincia autonoma di Bolzano, in Italia. Il territorio provinciale, in antichità abitato da popolazioni di origine retica, fu conquistato nel 15 a.C. dai romani, che lo organizzarono come provincia di Rezia. Dopo il crollo dell'Impero romano d'Occidente nel 476, la zona passò ai Regni romano-germanici, ai longobardi e infine ai franchi, entrando a far parte del Sacro Romano Impero. Di conseguenza il territorio subì un lungo processo di germanizzazione, soprattutto ad opera dei bavari. Nell'XI secolo, il suo territorio fu spartito dalla dinastia salica fra il principato vescovile di Trento, quello di Bressanone e quello di Coira. Il loro potere fu poi gradualmente eroso dalla contea del Tirolo, nata con i conti Albertini a partire dal XII secolo e poi passata dal 1363 alla Casa d'Asburgo, seguendone le sorti.
Tra il 1810 e il 1814 la parte meridionale e quella orientale della provincia appartennero al Regno d'Italia napoleonico come parte del Dipartimento dell'Alto Adige e del Dipartimento della Piave, la parte settentrionale fece invece parte del Regno di Baviera. Nel 1814 il territorio, in quanto parte del Tirolo, passò assieme al Trentino all'Impero austriaco, dal 1867 Impero austro-ungarico. Nel 1920, a seguito della sconfitta dell'Austria-Ungheria nella prima guerra mondiale, il territorio venne annesso al Regno d'Italia.
Dopo la seconda guerra mondiale, in base all'accordo De Gasperi-Gruber del 1946 siglato fra l'Italia e l'Austria, il territorio rimase sotto la giurisdizione dello Stato italiano, che riconobbe nella sua costituzione del 1948 i diritti specifici di tutela della minoranza germanofona, concedendo, allo scopo, lo status di regione italiana a statuto speciale al Trentino-Alto Adige con particolari norme di tutela delle minoranze linguistiche non-italiane presenti sul territorio. Nel 1972 l'accordo, dopo l'internazionalizzazione della questione sudtirolese dinnanzi l'ONU e dopo le proteste sudtirolesi e dell'Austria per la mancata applicazione dei diritti autonomistici da parte italiana, venne aggiornato ed ampliato con l'istituzione della provincia autonoma di Bolzano, con ampie competenze e ambiti di autogoverno.
Nel territorio altoatesino, che fu segnato da una forte politica di italianizzazione durante il fascismo e da episodi di terrorismo secessionista da parte del Befreiungsausschuss Südtirol (BAS) nel secondo dopoguerra, coesistono in modo pacifico, seppur non esente da tensioni, popolazioni di lingua tedesca, italiana e ladina.

## Preistoria
I rinvenimenti archeologici dimostrano la presenza dell'uomo nelle valli dell'odierno Alto Adige dopo la fine dell'ultima glaciazione, intorno al 12 000 a.C. Reperti provenienti dall'Alpe di Siusi sono databili al paleolitico inferiore. Accampamenti di cacciatori mesolitici risalenti all'VIII millennio a.C. sono stati scoperti nei fondi valle presso Bolzano, Bressanone, Valle Aurina e Salorno.
La celebre mummia del Similaun, nota anche come Ötzi, avrebbe un'età di circa 5 300 anni. Questo la pone nell'età del rame, momento di transizione tra il neolitico e l'età del bronzo. Sepolcri in pietra del 2000 a.C. sono stati localizzati ad Appiano. Il clima era ancora più mite di oggi, come dimostrano i reperti localizzati in grotte della Val Pusteria.
Per l'età del bronzo (1800-1300 a.C.) sono attestati insediamenti sia nelle valli principali che in quelle secondarie, localizzati su terrazzi alluvionali e su siti d'altura. Intorno al 1500 a.C., l'uomo si spinse più in alto, lasciando le vallate di mezza montagna, per estrarre il rame in Valle Aurina e d'Isarco. Durante l'età del bronzo e del ferro nella regione sono attestate culture locali autoctone che occupavano approssimativamente l'area del Tirolo storico.
Appartiene alla tarda età del bronzo e alla prima età del ferro la cultura di Luco-Meluno, che prende il nome da due importanti siti archeologici presso Bressanone. Essa ebbe origine nel XIV secolo a.C. nella valle dell'Adige tra Trento e Bolzano, da dove si diffuse fino ad occupare all'incirca l'area del Trentino a nord di Rovereto, dell'Alto Adige, del Tirolo Orientale e della Bassa Engadina. La cultura di Luco-Meluno è caratterizzata da un particolare stile di ceramica riccamente decorata, mentre la produzione metallurgica è influenzata dalle culture circostanti. Gli appartenenti a questa cultura cremavano i loro morti e raccoglievano i resti in urne che poi venivano sepolte in modo simile alla cultura dei campi di urne, attestatasi in questo stesso periodo nelle valli del Tirolo Settentrionale. I santuari nei quali venivano adorate le divinità si trovavano su colline sovrastanti le vallate e vicino a corsi d'acqua e laghi, spesso anche in aree remote. I ricchi corredi funebri rinvenuti dagli archeologi dimostrano che la cultura di Luco-Meluno raggiunse il suo apice tra il XIII e l'XI secolo a.C., soprattutto grazie all'estrazione del rame, materiale necessario per la produzione del bronzo.
Intorno al 500 a.C. si sviluppò la cultura di Fritzens-Sanzeno, conosciuta anche come la cultura dei Reti, che prese il posto della cultura di Luco-Meluno a sud dello spartiacque alpino e della cultura dei campi d'urne a nord dello stesso. Il nome di "Reti" per queste popolazioni viene tramandato dagli scrittori romani; la sua origine è incerta (Plinio lo attribuiva a un loro antico capo, Raetus), mentre sia Plinio sia lo storico romano Tito Livio affermano che i Reti sarebbero della stessa etnia degli Etruschi. Per altri il nome sembra connesso con la principale divinità di questi popoli, la dea Raetia. Come nella precedente cultura di Luco-Meluno, è la ceramica riccamente decorata che contraddistingue Fritzens-Sanzeno, mentre la lavorazione degli oggetti di metallo è influenzata dalle civiltà degli Etruschi e dei Celti. Tipici della cultura di Fritzens-Sanzeno sono i luoghi di culto, peraltro già frequentati dalla cultura di Luco-Meluno, certi tipi di fibula, particolari armature in bronzo e un alfabeto di derivazione etrusca.

## Epoca romana

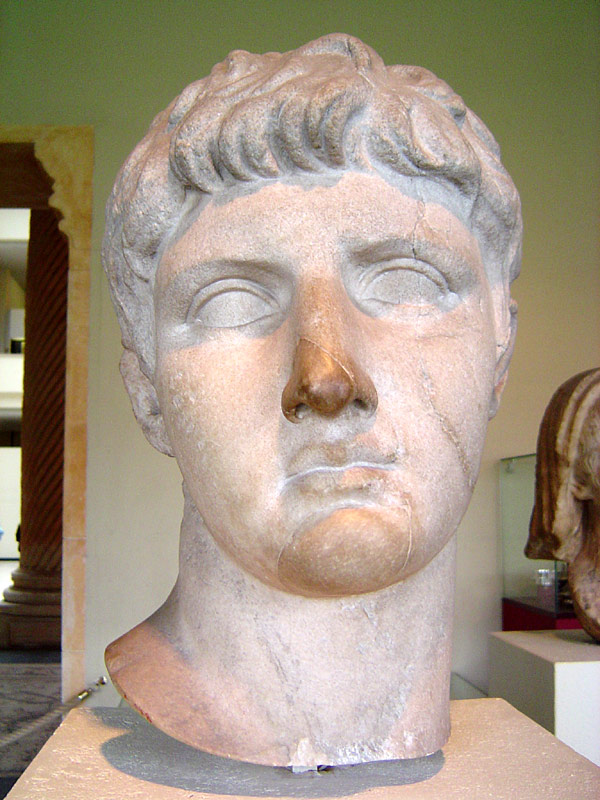
Druso Maggiore

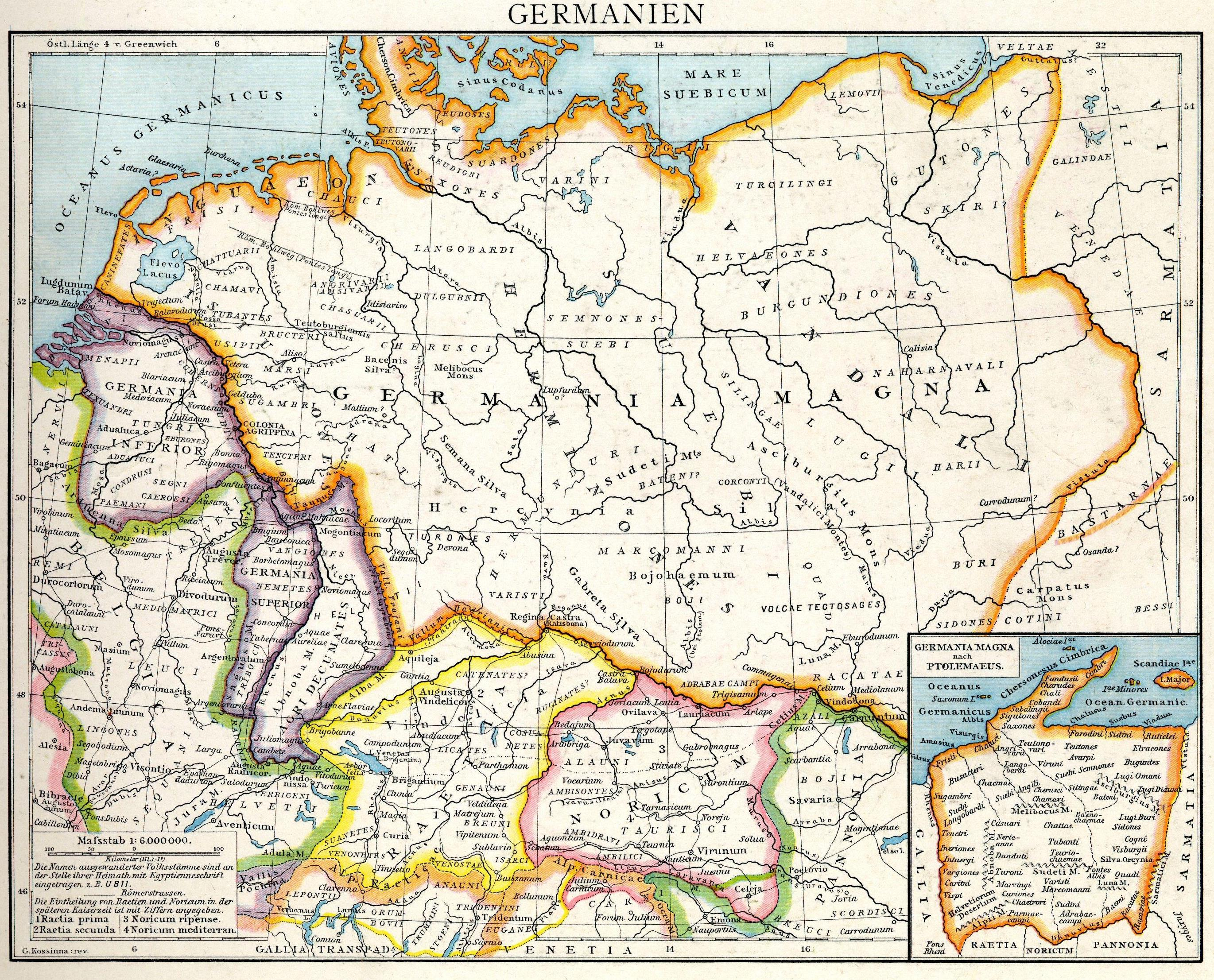
Le provincie della Rezia e del Norico

La conquista di Rezia ed arco alpino sotto Augusto avvenuta tra il 16 e il 7 a.C. portò la civiltà romana con Druso e Tiberio ad occupare il territorio alpino, spingendosi fino alle rive del Danubio. La parte settentrionale dell'odierno Alto Adige venne divisa fra le due province Rezia (Raetia prima e Raetia secunda) e Norico (Noricum), mentre quella meridionale che includeva la Val d'Adige fino all'altezza di Merano venne inclusa nella Regio X Venetia et Histria. L'insediamento di maggiori dimensioni finora noto è Sebatum/San Lorenzo di Sebato, un importante snodo stradale.
Il periodo romano lasciò profonde tracce nella regione che fu fortemente latinizzata. Le popolazioni autoctone, quali Isarci, Breuni, Venosti, svilupparono una parlata neolatina nella quale si fuse il sostrato retico-celtico, il cosiddetto retoromanzo. Fanno parte di questo gruppo linguistico le odierne varianti del ladino, oltre al romancio e al friulano.
Secondo la controversa teoria della continuità le popolazioni alpine avrebbero parlato un idioma romanzo già prima della conquista romana e il ladino sarebbe una lingua italide modificata da influssi slavi attribuibili a cercatori di rame provenienti dall'area balcanica durante l'età del bronzo. Questa teoria si scontra però col fatto che la presenza di Slavi nei Balcani è accertata solo a partire dai tempi delle invasioni di Attila, intorno al 440 d.C.
Dopo l'anno 400 d.C., nella tarda romanità, si diffuse il cristianesimo, influenzando in misura crescente la vita pubblica e privata. La sede vescovile di Sabiona, presso l'odierna Chiusa, ebbe un ruolo importante nella cristianizzazione del territorio.

## Alto Medioevo

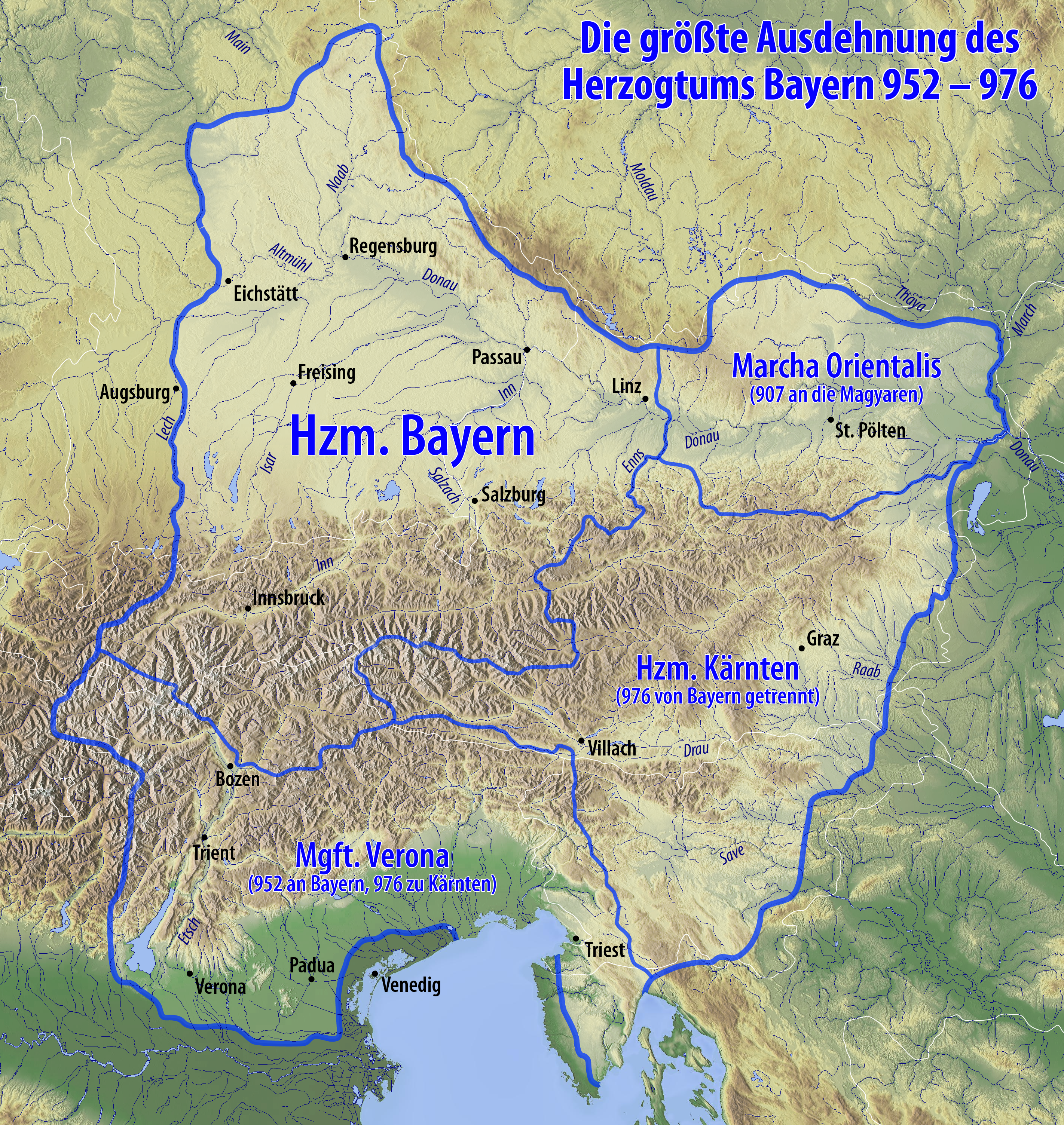
Massima espansione territoriale del ducato di Baviera (952-976)

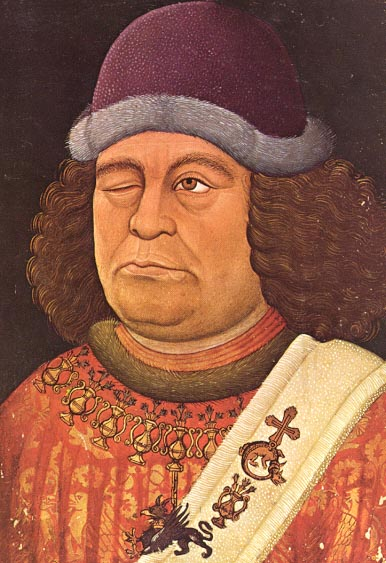
Oswald von Wolkenstein, 1377-1445

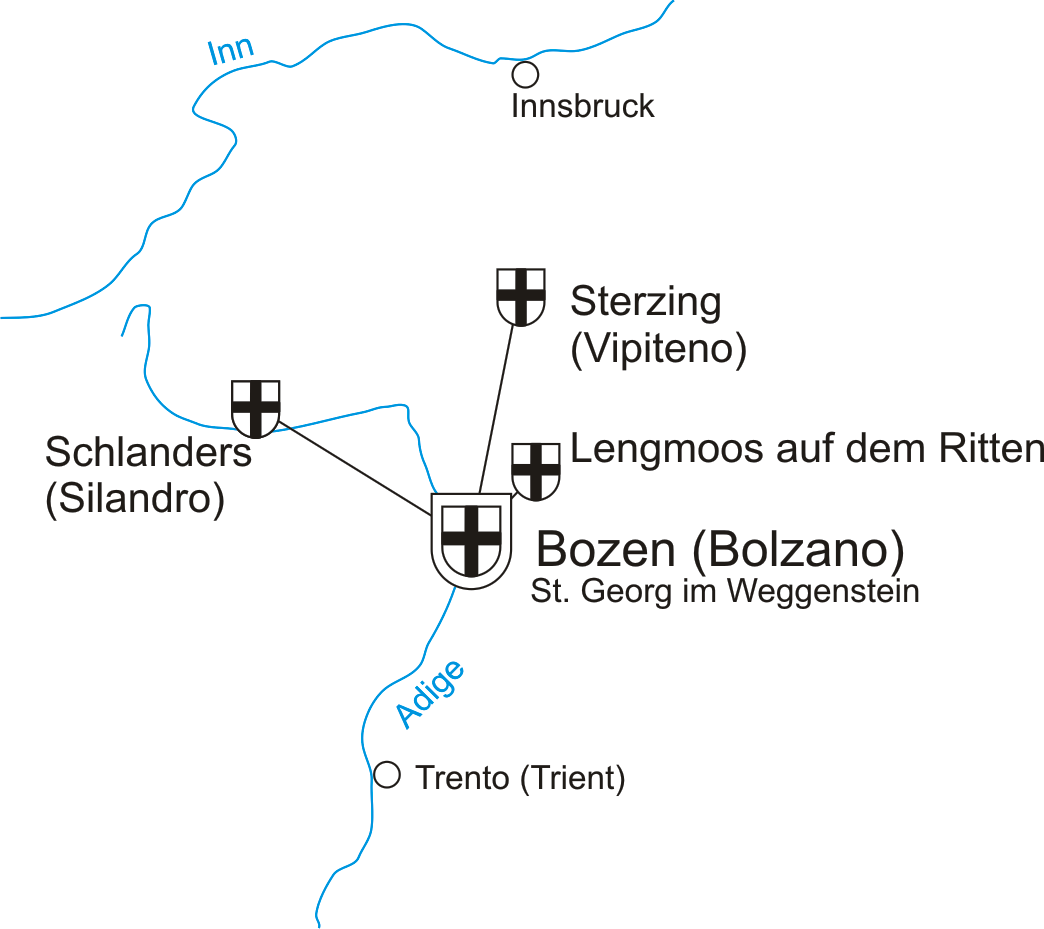
Il Baliato medievale dell'Ordine Teutonico

Con la caduta dell'Impero romano d'Occidente nel 476 d.C., la regione fu invasa da popolazioni barbare germaniche. Questo comportò l'inclusione nel Regno di Odoacre e successivamente nel Regno degli Ostrogoti (493-553). Dopo la caduta del regno ostrogoto, nel 558-559 fu la volta dei Longobardi, che annetterono al loro regno la regione. Bolzano e parte delle valli d'Adige e d'Isarco (da Maia-Merano a Sabiona) entrarono a far parte del Ducato di Baviera. I Baiuvari e i Franchi a più riprese penetrarono in Val Venosta e Val Pusteria, i primi favoriti dagli alleati Longobardi, che continuarono a controllare il Ducato di Trento.
All'inizio dell'VII secolo anche la conca meranese era stata occupata dai Baiuvari e nel 679, come attesta Paolo Diacono, un comes baiuvaro reggeva Bolzano, facendone il lembo più meridionale del Ducato di Baviera. Contestualmente, da questo periodo fino al XII secolo è attestato l'uso della Lex Baiuvariorum.
Nel 774 d.C. Carlo Magno sconfisse i Longobardi a Pavia e conquistò il regno longobardo d'Italia. Pochi anni più tardi, nel 788, riuscì a sconfiggere anche i Baiuvari, capeggiati dal duca Tassilone III (il fondatore del convento di San Candido nel 769). Il territorio della provincia passò dunque sotto l'Impero Carolingio. Fu decisivo in questo contesto l'inglobamento della diocesi di Sabiona, dal 798 in poi, nella metropolia di Salisburgo, abbandonando così l'orientamento precedente verso Aquileia. Ciò favorì ulteriormente la colonizzazione delle valli della Rienza, dell'Isarco e dell'Adige da parte di popolazioni nordalpine. L'area sudtirolese seguì pertanto le vicende dell'impero carolingio, dalla ripartizione di Prüm nell'855 alla fondazione del Sacro Romano Impero nel 962 (dal 1512 Sacro Romano Impero della Nazione Germanica).

## Germanizzazione

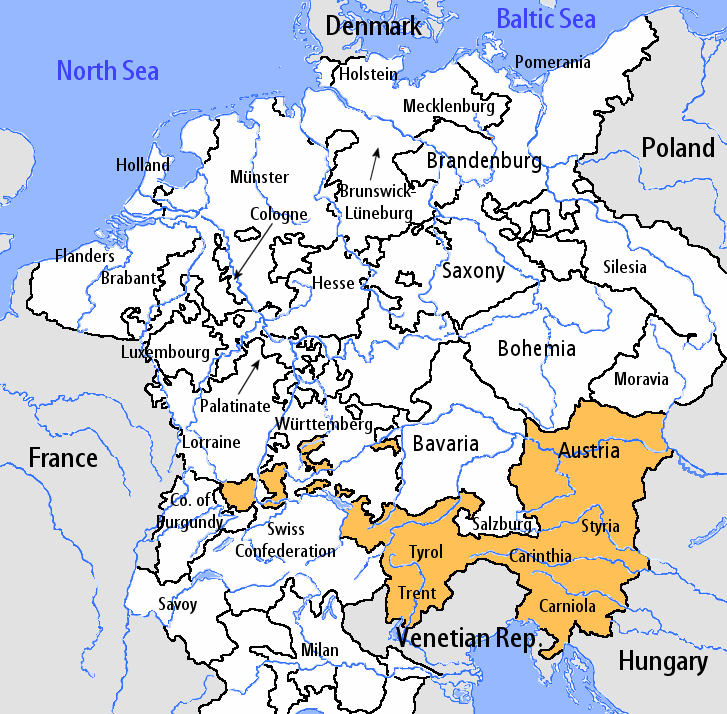
Mappa delle Province Imperiali all'inizio del XVI secolo. La Provincia Austriaca con le zone tirolesi e trentine è in arancio.

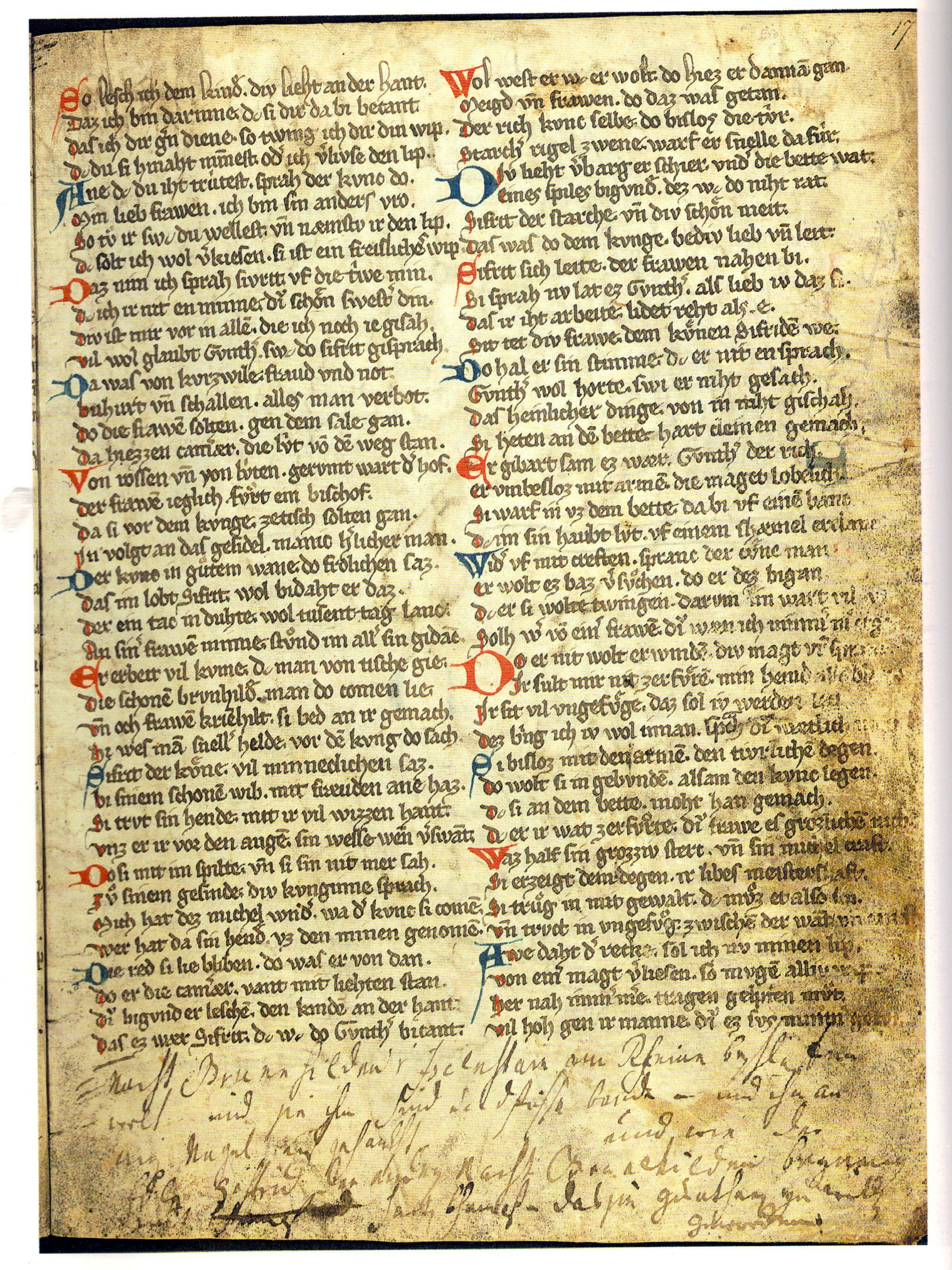
Il manoscritto dei Nibelunghi del 1300 ca., scoperto nell'Ottocento in Val Venosta e conservato oggi alla Staatsbibliothek di Berlino, mgf 474

Nell'alto Medioevo cominciò il processo di germanizzazione dei territori alpini centrali, non densamente popolati, a spese dell'originaria popolazione retoromanza, da parte di popolazioni barbariche, quali Longobardi, Franchi e soprattutto Baiuvari. Il territorio dell'odierno Alto Adige alla caduta dell'Impero romano d'Occidente era infatti incluso nella regione di parlata retoromanza, che si estendeva dagli attuali Grigioni al Friuli. Nei secoli seguenti le popolazioni alpine, frammentate e prive di strutture politiche e sociali comuni, rimasero soggette a forti pressioni demografiche, culturali e linguistiche da parte delle popolazioni circumalpine.
Sin dal VII secolo le lingue germaniche penetrarono nella regione, a partire dalla val Pusteria e dalla zona a nord di Merano verso le altre vallate. Nei secoli XII-XIII la penetrazione divenne generale, come testimoniano i documenti storici e la microtoponomastica ad oggi esistente. Strati neoromanzi erano presenti in val Venosta ancora nel XVI secolo, e lo sono tutt'oggi nelle valli ladine (Val Gardena, Marebbe e Val Badia).
La germanizzazione dell'attuale Alto Adige, come di tutta la regione storica del Tirolo, fu dunque un processo lento, continuo e intenso e vide sia il progressivo arretramento delle popolazioni di cultura retoromanza (gli antenati degli attuali ladini) sia la conquista di nuovi spazi in precedenza disabitati come le valli laterali. Anche le epidemie cicliche, come la peste trecentesca e seicentesca, portarono a ingenti sostituzioni di popolazioni. La nobiltà e il clero germanico furono i principali attori della germanizzazione capillare, possedendo ingenti latifondi nelle zone di Bolzano e Merano (a produzione prevalentemente vinicola). Tra i maggiori proprietari terrieri figuravano i vescovi di Augusta e Frisinga, i conventi di Schäftlarn, Herrenchiemsee e Weingarten nonché le casate degli Ariboni e degli Andechs. L'immigrazione germanica seguì due direttrici: i contadini germanici si stabilirono nelle vallate più settentrionali e remote, portando la lingua tedesca negli ambienti rurali delle valli; i commercianti tedeschi dalle zone austriache e della Germania meridionale, soprattutto della Baviera e della Svevia, si stabilirono invece nei centri urbani come Bolzano, Merano, Vipiteno e Brunico.
Lo sviluppo della lingua tedesca non escluse continui contatti e presenze di persone e gruppi di lingue italiche, anche grazie alle pratiche economiche e alla diffusione del sistema notarile, recepito soprattutto dal Trentino. Commercianti italiani provenienti dal Principato Vescovile di Trento e dalla Repubblica di Venezia nonché banchieri esuli da Firenze, tra cui i Botsch, si trasferirono a Bolzano e generalmente si germanizzarono nel corso di una sola generazione. Contatti commerciali mantennero sempre vivi i rapporti con Venezia, verso la quale furono esportati pregiati legni utilizzati per la fabbricazione navale, come con le due metropoli commerciali della Germania meridionale, Norimberga e Augusta.
A testimoniare l'inserimento dell'odierno Alto Adige nell'area culturale tedesca medioevale, è a Merano che nacque Aribo di Frisinga, autore di un vocabolario tedesco-latino, che è la più antica testimonianza scritta in lingua tedesca.
Mentre è solo un'ipotesi, viceversa, che il poeta Walther von der Vogelweide (1170 circa – 1230 circa) sia nato nell'attuale Alto Adige, il luogo natale di Oswald von Wolkenstein (1377–1445) è ancora oggi dibattuto tra castel Schöneck, in territorio di Falzes, e la Trostburg a Ponte Gardena. Entrambi questi poeti sono considerati tra i maggiori scrittori tedeschi medievali. Dal tardo Quattrocento vi è una vasta produzione di Osterspiele e Passionsspiele in lingua tedesca nei maggiori centri cittadini, come Bolzano e Vipiteno, i cui testi formano il nucleo del corpus di rappresentatzioni sacrali mitteleuropei attorno al 1500.

## Principati vescovili di Trento e Bressanone

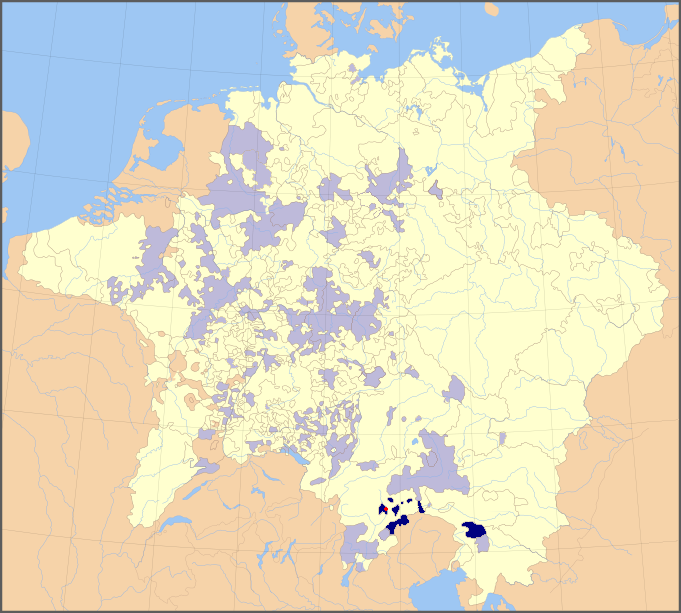
Il Principato vescovile di Bressanone nel 1648, all'interno del Sacro romano impero

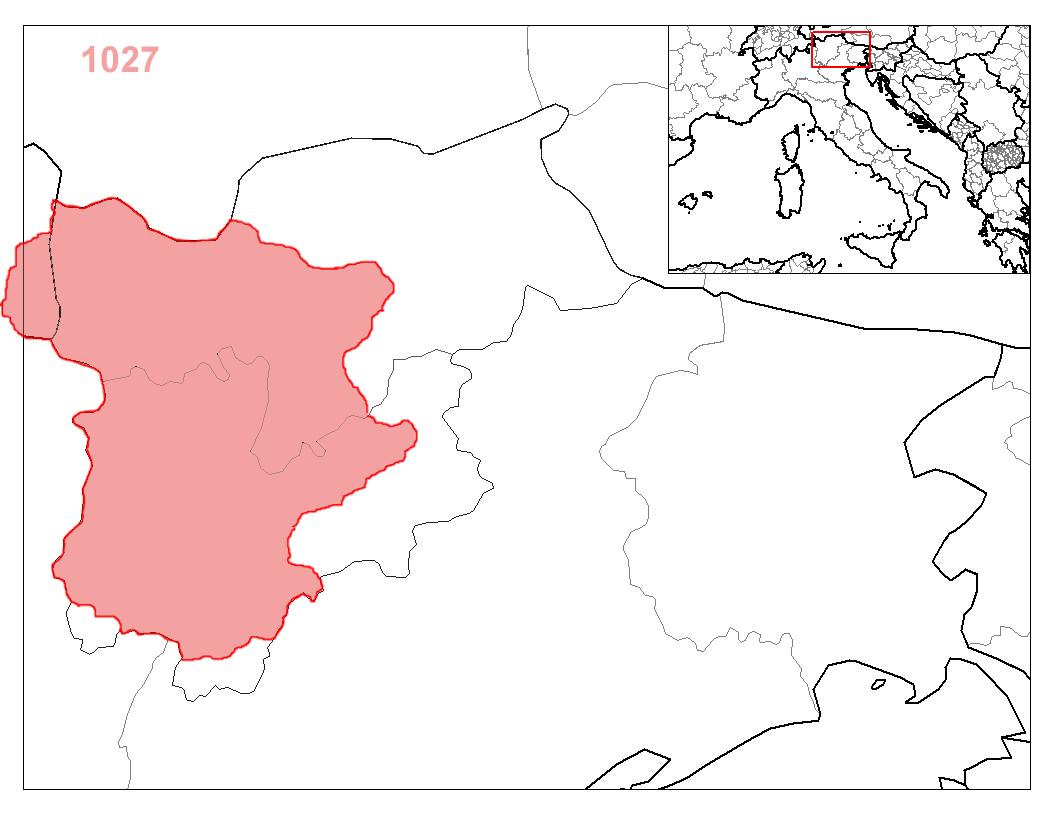
Il Principato vescovile di Trento alla sua fondazione

Antica documentazione è l'Immunitas al vescovo di Sabiona Lanfrido (848) da parte di Ludovico II il Germanico. Nel 1027 l'imperatore del Sacro Romano Impero, Corrado II il Salico, concesse ai vescovi di Trento e Bressanone il potere temporale sulle rispettive diocesi, secondo una consuetudine tipica dell'impero. La creazione di un principe vescovo limitava di fatto il potere delle famiglie nobiliari.
Al vescovo di Trento Udalrico II l'imperatore donò la Marca di Trento, che corrispondeva all'antico ducato longobardo, aggiungendovi il territorio di Venosta, e di Bolzano. A Trento e Bolzano il vescovo esercitò sia la giurisdizione ecclesiastica sia quella temporale, mentre in Val Venosta la giurisdizione ecclesiastica rimase alla diocesi di Coira.
Anche il vescovo di Bressanone venne investito di poteri temporali, ottenendo il potere politico sulla valle inferiore dell'Inn, il Wipptal e la valle Isarco, inclusa la Val di Fassa e Livinallongo. Nel 1091 l'imperatore Enrico IV di Franconia aggiunse al dominio di Bressanone il comitato della val Pusteria. Queste concessioni di potere intendevano sottoporre la Chiesa all'egemonia dalla dinastia dei Salii. I vescovi venivano scelti solo se appartenenti a famiglie fedeli all'impero garantendo così sostegno all'imperatore quando si rendeva necessario. Il potere vescovile divenne uno strumento efficace per contrastare l'ascesa delle grandi casate legate al Ducato di Baviera, Ducato di Svevia e al Ducato di Sassonia e per controllare le importanti vie di comunicazione dirette a sud che utilizzavano il passo del Brennero.
Circa 80 furono le spedizioni in Italia compiute dai re germanici tra il X e il XIII secolo che per attraversare i valichi alpini fecero concessioni e donazioni ai vescovi di Trento e Sabiona. La consacrazione dell'Imperatore del Sacro Romano Impero prevedeva infatti un viaggio a Roma per l'incoronazione da parte del papa, in seguito all'elezione da parte dei principi tedeschi. L'ultimo imperatore incoronato a Roma dal papa fu Carlo V d'Asburgo nel 1530. Il potere dei principi-vescovi, via via più formale che effettivo, venne mantenuto fino alla sua abrogazione nel 1803 con la Reichsdeputationshauptschluss, conseguente alle campagne napoleoniche.
Dal XIII secolo fino alla secolarizzazione il territorio dell'Alto Adige fece anche parte del Baliato dell'Ordine Teutonico all'Adige e nei Monti, una ripartizione dell'ordine, che faceva riferimento al suo luogo di culto fondamentale rappresentato dalla chiesa dell'Ordine Teutonico a Bolzano.

## Ascesa dei conti di Tirolo e conflitto coi principati vescovili

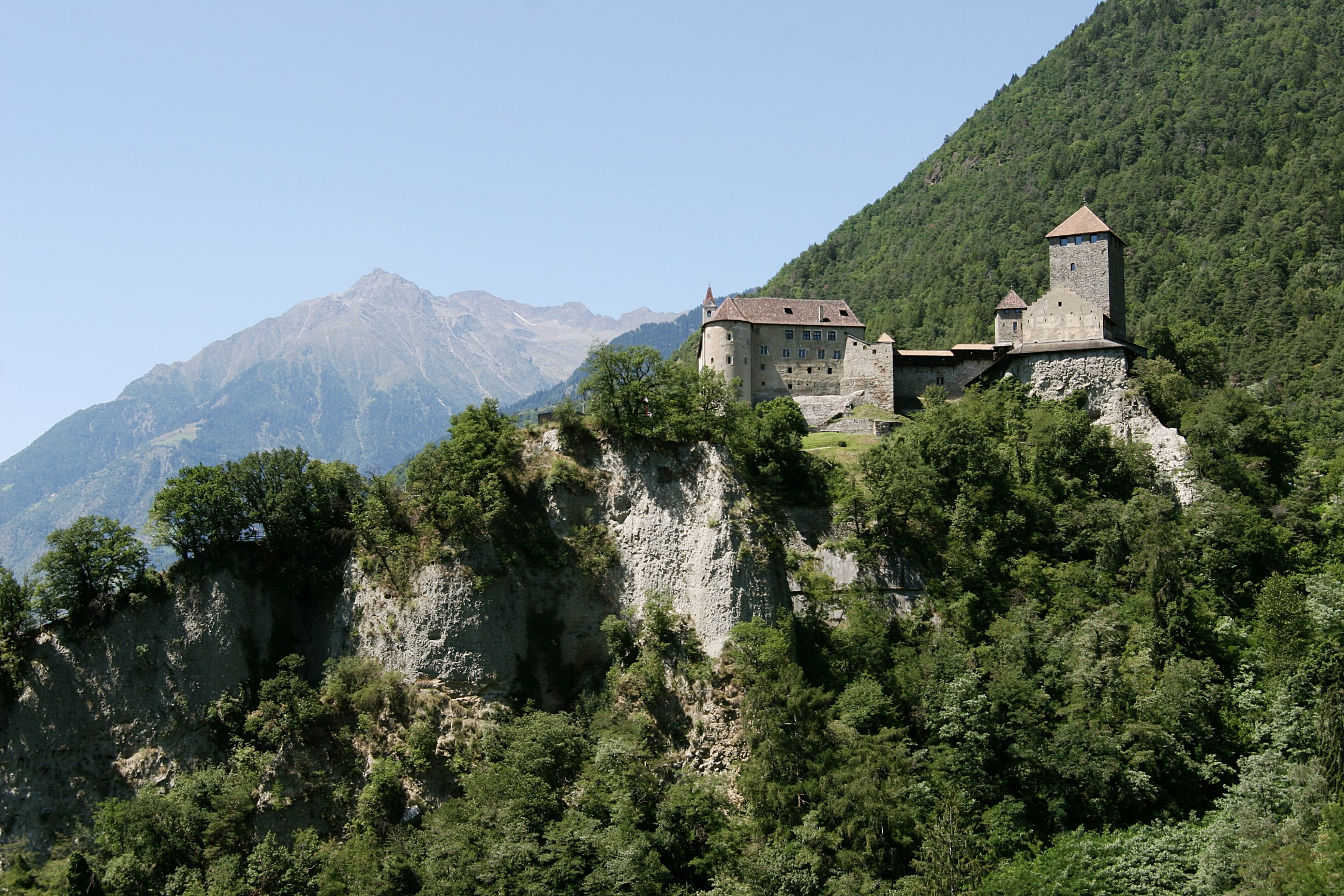
Castel Tirolo

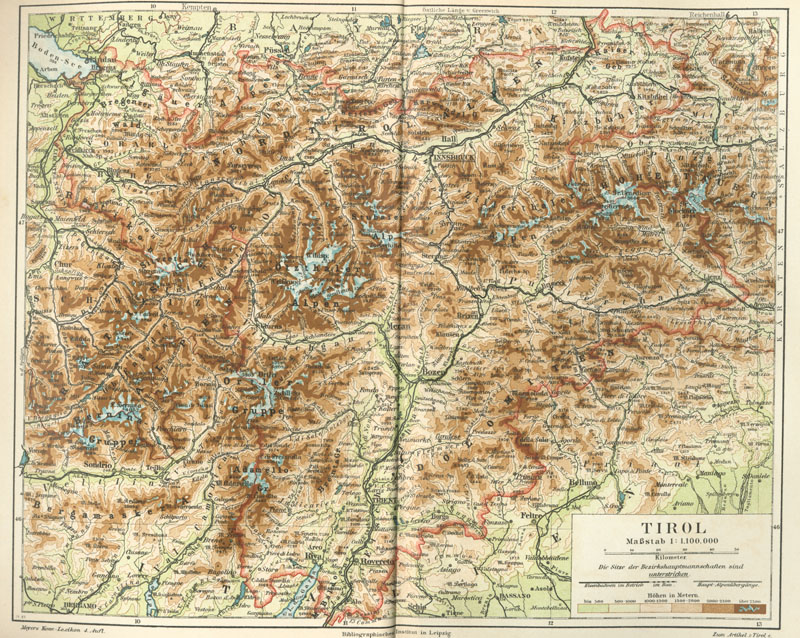
Mappa del Tirolo storico

Nel corso del XII secolo iniziò l'ascesa delle casate nobiliari, a scapito del potere dei due principati vescovili, attraverso l'istituzione dell'advocatia che permetteva un controllo territoriale, superando così progressivamente quello esercitato sino a qual momento dalla Chiesa. Questo permise l'ascesa dei conti del Tirolo, nobile casata che prese il nome dal castello presso Merano. I Tirolo sono noti circa dal 1140 come advocati (Vögte) dei vescovi di Trento, Bressanone e Coira. Grazie anche all'estinzione o eliminazione di casati avversari come i conti di Appiano, i conti di Morit-Greifenstein, i conti di Andechs e i signori di Vanga essi divennero la più potente autorità dell'alta val d'Adige. Il conte Alberto III di Tirolo nella prima metà del XIII secolo controllava un territorio che spaziava dalla valle dell'Engadina fino a Bolzano, ed includeva la val d'Isarco nei pressi di Bressanone e la valle dell'Inn. Si venne così a creare un dominio che univa territori a nord ed a sud dello spartiacque alpino.
La figlia di Alberto, Adelaide, sposò il conte Mainardo I di Tirolo-Gorizia (1194-1258), che con la morte di Alberto III ereditò la contea del Tirolo. Dopo la morte di Mainardo I le due contee furono di nuovo divise fra i figli. A Mainardo II (1238-1295) spettò la contea di Tirolo e il titolo di conte di Tirolo-Gorizia mentre ad Alberto I andò la contea di Gorizia con il titolo di Conte di Gorizia-Tirolo.

## Mainardo II di Tirolo-Gorizia: nascita della contea del Tirolo
Attorno al 1259, con l'ascesa di Mainardo II di Tirolo-Gorizia, vero fondatore della potenza tirolese, i conti di Tirolo divennero, di fatto, conti del Tirolo. È durante il suo regno infatti che per la prima volta si impiega la denominazione “Tirolo” nel senso geografico di "regione comprendente parte del bacino dell'Inn e dell'Adige", e per questo è considerato il fondatore del Tirolo. Usando a seconda dei casi l'astuzia o la forza, egli seppe approfittare della strutturale debolezza del potere imperiale.
Mainardo II diede ai propri domini i confini che poi, con minimi ampliamenti, restarono immutati dal tempo dell'imperatore Massimiliano I fino all'annessione dei principati vescovili nel 1815. Mainardo II continuò gli sforzi dei suoi predecessori, limitando i diritti e i poteri dei vescovi, e per far ciò non rinunciò all'azioni di forza. Nel 1276 conquistò Bolzano, distruggendone castello e palazzo vescovile, e ordinò l'abbattimento delle mura, con i cui resti venne colmato il fossato che circondava la città. Questi sviluppi trovano paralleli nelle regioni vicine: anche i vescovi di Verona, Vicenza, Feltre e Padova dovettero cedere diritti e poteri ai comuni ed ai nuovi signori. Forse furono anche questi esempi ad ispirare la radicale politica di Mainardo contro il potere temporale dei vescovi. Ma le sue azioni contro i vescovi di Trento e Bressanone non furono l'unico motivo per il suo successo. I suoi sforzi nell'amministrazione e nell'economia contribuirono in modo fondamentale al consolidamento interno ed esterno della contea. Mainardo ampliò le miniere di sale presso Hall, nell'odierno Tirolo austriaco, e la zecca di Merano, assicurandosi lauti guadagni. Vennero stipulati contratti con Verona e Venezia sulla scorta di commercianti che attraversavano il Tirolo, incoraggiando il commercio e il traffico, ed aumentando di molto la rendita dei dazi imposti sulle strade del Tirolo.
Il riconoscimento da parte dell'impero di questo dominio territoriale fu raggiunto nella prima metà del XIV secolo.
Alla morte dell'ultimo discendente maschio dei Tirolo, il potere passò nel 1335 alla nipote del conte Mainardo II, Margherita di Tirolo-Gorizia, nota come Margherita Boccalarga o Boccagrande (Maultasch).
Il 28 gennaio 1342 vennero istituiti nel Sacro Romano Impero i Landstände ad opera di Ludovico V di Baviera che promulgò la "Carta delle Libertà" ("Großer Freiheitsbrief"), talvolta chiamata "costituzione tirolese". Si istituiva di conseguenza una dieta dove erano rappresentati i 4 stati (Stände): l'alto clero, i nobili, i cittadini, e il contado. I primi due stati ebbero una posizione privilegiata e la dieta esercitò una funzione di controllo sul principe della regione e sul suo governo, con potere legislativo, possibilità di approvazione di tasse e detenzione di potere politico.

## Primo periodo asburgico (1363-1805)

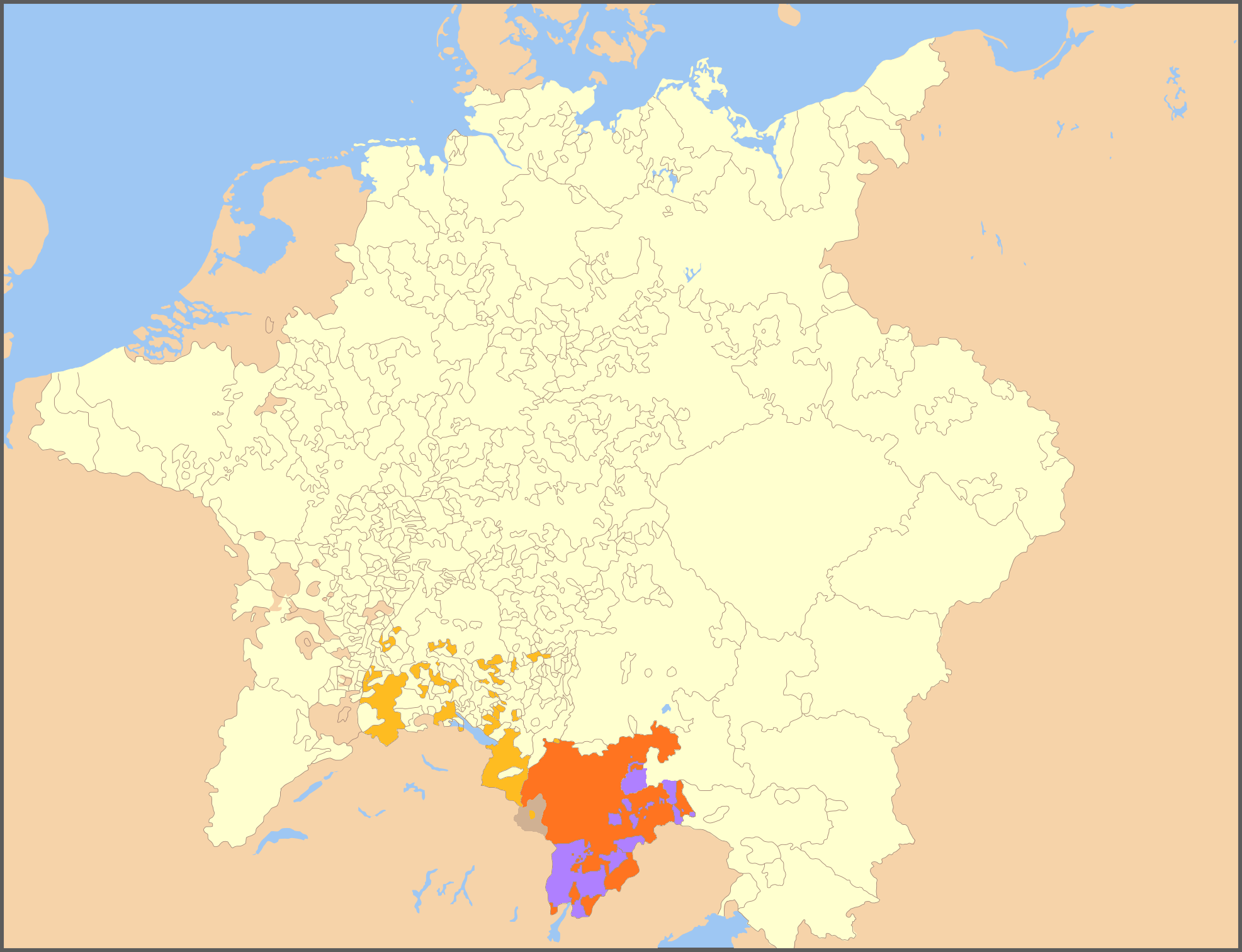
La Contea del Tirolo (in rosso) all'interno del Sacro romano impero, nel 1648

Nel 1363 Margherita fu costretta in seguito a pressioni politiche a cedere la contea del Tirolo al duca d'Austria, Rodolfo IV d'Asburgo: la città di Merano rimase formalmente capitale tirolese fino al 1848, ma di fatto sin dal 1420 il duca Federico IV "dalle tasche vuote" trasferì la propria corte a Innsbruck.
Il Tirolo rimase poi possedimento degli Asburgo quasi ininterrottamente fino al 1918. Intorno al 1500 vennero annessi al Tirolo i tribunali di Rattenberg, di Kitzbühel e di Kufstein, la Val Pusteria, la conca di Lienz, Ampezzo, Primiero.
Con la morte di Sigismondo d'Asburgo nel 1665, salì al trono l'imperatore Leopoldo I, che pose il Tirolo (incluso quindi l'Alto Adige), fino ad allora ampiamente autonomo, sotto l'amministrazione diretta di Vienna.
La riforma protestante e la guerra dei contadini tedeschi sconvolsero il Tirolo. Michael Gaismair (1490-1532) propose nei suoi "articoli meranesi" la costituzione di una repubblica contadina. Il progetto ebbe un esito fallimentare, vi furono violente sommosse e la popolazione insorse contro i nobili ed il clero, incendiando chiese e castelli, subendo poi la repressione del governo asburgico.
Il XVIII secolo fu segnato da numerosi conflitti: durante la guerra di successione spagnola, nel 1703 gli Schützen (milizia territoriale) furono utilizzati per la prima volta, opponendosi a francesi e bavaresi a Pontlatzer Brücke nei pressi di Landeck.

### Guerre rivoluzionarie francesi
Con la Campagna d'Italia del 1797, nelle fasi finali della guerra della prima coalizione, Napoleone Bonaparte assunse il controllo dell'Italia settentrionale, sconfiggendo Asburgo ed alleati. Deciso a portare a termine la guerra, il giovane Napoleone decise di attaccare il cuore dell'impero invadendo l'Austria. Per farlo divise il suo esercito in due gruppi: il principale, al suo comando, avrebbe raggiunto l'Austria attraverso il Friuli e il passo di Tarvisio. Un gruppo minore, al comando del generale Barthélemy Catherine Joubert ebbe il compito di attraversare il Tirolo, per poi ricongiungersi col grosso delle forze nella valle della Drava. Ai primi di marzo la divisione di Joubert mosse all'attacco, invano contrastata dalle forze imperiali e dalla Landsturm tirolese. Sconfitti ripetutamente gli imperiali, Joubert si ricongiunse con il grosse delle forze napoleoniche a Leoben il 17 aprile dove venne calorosamente accolto da Napoleone, nonostante il suo sforzo fosse stato inutile, visto che gli Asburgo avevano già chiesto la pace.
La retorica nazionalista ottocentesca presentò gli avvenimenti del 1797 come una vittoria asburgica, con i francesi sconfitti dai bersaglieri tirolesi nello scontro di Spinga, che sarebbero quindi fuggiti verso la Stiria liberando il Tirolo dall'invasione francese.

## Periodo franco-bavarese (1805-1814)

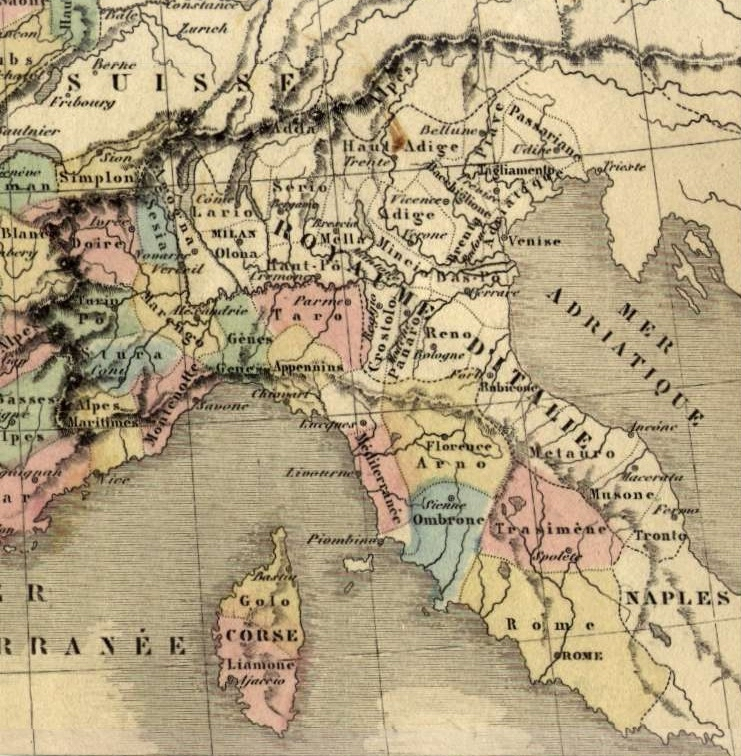
L'Italia durante l'egemonia napoleonica. Nella carta compare la denominazione Haut-Adige.

Nel 1805 la Francia napoleonica sconfisse le forze della terza coalizione; il Sacro Romano Impero Germanico fu costretto a firmare il Trattato di Presburgo.
Come conseguenza della sconfitta, 16 stati lasciarono il Sacro Romano Impero Germanico andando a costituire la Confederazione del Reno. Il 6 agosto, obbedendo ad un ultimatum di Napoleone, Francesco II rinunciò al titolo d'imperatore e sciolse il Sacro Romano Impero. Dall'anno successivo, 23 altri stati tedeschi si unirono alla Confederazione: soltanto l'Austria, l'Holstein e la Pomerania ne rimasero fuori. La Contea del Tirolo e i principati vescovili (Trento e Bressanone) furono annessi al neocostituito Regno di Baviera, membro della Confederazione.
Le riforme illuministiche adottate dalla Baviera suscitarono malcontento nel territorio, unitamente alla persistente crisi economica (dovuto al blocco continentale). Malcontento suscitarono inoltre le misure di limitazione del potere del clero e delle forme di religiosità popolare nonché la soppressione di svariate feste religiose. Forte opposizione suscitarono in particolare l'introduzione della leva obbligatoria e l'obbligo di vaccinazione contro il vaiolo. Si trattava di riforme che all'epoca furono adottate in tutta l'Europa napoleonica e che sarebbero state adottate dagli stessi Asburgo nel corso dell'800, ma che in un territorio conservatore e profondamente religioso, com'era il Tirolo dell'epoca, non furono accettate. A ciò si aggiunse la propaganda degli agenti asburgici.
Nel 1809, in seguito alla dichiarazione di guerra dell'Austria alla Francia, i tirolesi (assieme ad alcune valli del Trentino) si sollevarono contro i bavaresi. Andreas Hofer, un locandiere di San Leonardo in Passiria, assunse, assieme a Peter Mayr e al fanatico padre Joachim Haspinger, il comando delle operazioni, che si concretizzarono nelle quattro battaglie del Monte Isel. Le sorti della guerra furono decise altrove, essendo quello del Tirolo un fronte assolutamente secondario. Sconfitto pesantemente a Wagram, l'impero fu costretto a chiedere la pace. Gli insorti non presero atto della sconfitta e proseguirono l'insurrezione, continuando a sperare in un aiuto dell'imperatore, che ovviamente non poteva più esserci. Definitivamente sconfitto, Hofer fu catturato e quindi fucilato a Mantova. La sua figura fu successivamente rielaborata e mitizzata, assurgendo al ruolo di eroe nazionale tirolese; fra le altre cose, l'inno del Tirolo (Andreas-Hofer-Lied) ricorda le sue vicende.
Con la pace di Schönbrunn del 14 ottobre 1809 fu confermata la sovranità bavarese sul Tirolo. Tuttavia, già con il Trattato di Parigi del 28 febbraio 1810, avvenne la sua tripartizione: alla Baviera toccò il Tirolo settentrionale fino a Merano e quello centrale fino a Chiusa; la Val Pusteria, da San Candido alle Province illiriche, passò all'Austria; la città di Bolzano, l'Oltradige-Bassa Atesina, una parte rilevante del Salto-Sciliar e una piccola parte del Burgraviato (in particolare l'Alta Val di Non tedesca) furono incorporati nel Regno d'Italia di Napoleone: il termine "Alto Adige" (Haut-Adige) nacque in questo periodo per designare il nuovo dipartimento italiano che comprendeva la parte meridionale dell'odierna provincia di Bolzano e gran parte di quella di Trento. Ettore Tolomei lo avrebbe ripreso per creare il toponimo italiano della provincia di Bolzano, spostandone così il significato geopolitico verso il settentrione. Le valli dolomitiche intorno a Dobbiaco divennero anch'esse parte del Regno d'Italia e furono riunite nel Dipartimento della Piave.
Nei mesi di settembre e ottobre 1813 le truppe del neo-proclamato Impero austriaco presero infine possesso di tutto il Tirolo cisalpino e successivamente, con il Trattato di Parigi del 3 giugno 1814, la regione passò formalmente alla monarchia asburgica.
I confini del Tirolo si spostarono a sud, includendo il Trentino, per via dell'eliminazione del principato vescovile.

## Secondo Periodo Asburgico ed Età dei nazionalismi (1815-1918)

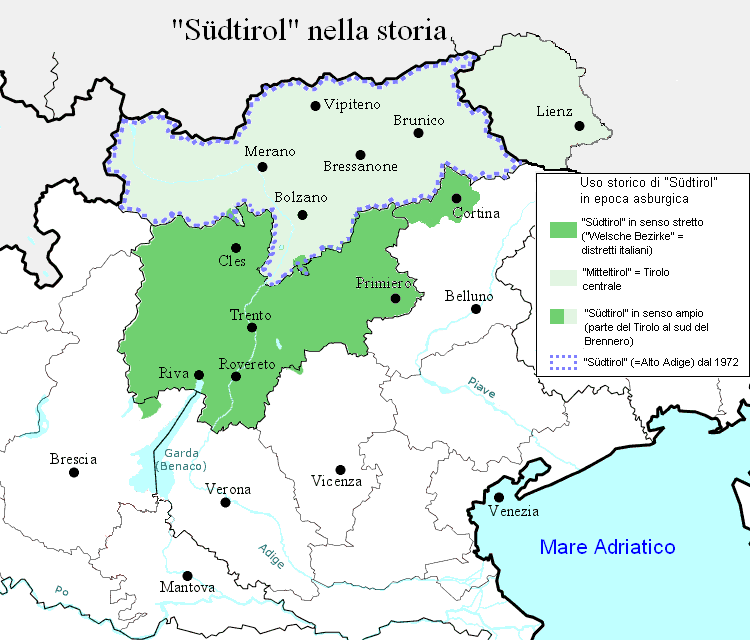
Suddivisione amministrativa del Tirolo meridionale in epoca asburgica (dal 1861). In verde chiaro il Mitteltirol, in verde scuro i Welsche Bezirke (distretti italiani).

Dopo l'epoca napoleonica il nuovo concetto di nazione si impose come ragione fondante degli stati, che precedentemente (nell'ancien régime) erano esclusivamente espressione delle monarchie al potere. Il nazionalismo si impose di conseguenza come l'ideologia dominante in Europa. Numerose regioni mistilingue furono di conseguenza sottoposte a processi di assimilazione forzata, sia linguistica che culturale. La presenza di minoranze etniche, che si distinguevano principalmente per la loro lingua, era infatti vista come una minaccia all'integrità territoriale dei singoli stati. Questo accadde anche nel Tirolo, storicamente abitato da popolazioni di lingua germanica e romanza (italiane e ladine). Le autorità asburgiche si trovarono a dover affrontare la nascita e la crescita dei sentimenti nazionali nelle multiformi regioni del loro vasto territorio. Gli Asburgo reagirono da un lato con una politica di concessioni verso specifiche nazionalità, in particolare ungheresi e slave, dall'altro varando politiche di repressione e assimilazione forzata. Ne fecero le spese le popolazioni latine del Tirolo cisalpino, che furono in diversa misura colpite da politiche di germanizzazione.
Nel mentre anche in Italia si diffondeva l'ideale di indipendenza e di unità nazionale (vedi Risorgimento), ma l'Impero austriaco, che era la potenza egemone in Italia, fu un potente avversario dell'unificazione. L'Impero represse le manifestazioni dei patrioti italiani, specie durante i moti del 1848, anche se furono limitate nel territorio della contea e in seguito, negli anni successivi. L'impero asburgico, nonostante gli sforzi profusi, non riuscì a impedire la nascita del Regno d'Italia, che fu proclamato nel 1861.
Nel neonato stato italiano il processo di unificazione non fu considerato completo, poiché molti territori abitati da comunità italiane restavano sotto controllo austriaco. Nacque di conseguenza l'irredentismo, che fu un movimento d'opinione molto importante nella vita politica italiana dell'epoca. Gran parte della pubblica opinione italiana rimase perplessa quando, nel 1882, il Regno d'Italia stipulò un'alleanza difensiva con l'Austria-Ungheria e la Germania (vedi triplice alleanza).

### Politiche di germanizzazione in Trentino-Alto Adige (1861-1918)
La reintegrazione dell'Alto Adige nei possedimenti austriaci influì sulla divisione etnica. La borghesia di lingua tedesca delle città, la quale aveva accolto i fermenti di libertà portati dai francesi, si trovò in aperto contrasto con i ceti contadini che queste idee avevano combattuto. Nel corso dell'800 le autorità austriache attuarono repressioni a danno della componente italiana, della quale una parte decise di abbandonare il paese (l'elemento italiano di Bolzano diminuì di quasi la metà tra il 1860 e il 1913). In numerose località avvenne un calo repentino dell'elemento italiano. Per esempio, a Postal passò dal 38,2% del 1890 al 23,2% del 1910, a Gargazzone dal 49% del 1880 al 16,3% del 1900, a Bolzano dal 15% del 1890 al 6,43% del 1910, a Vadena dall'86,27% del 1880 al 58,46% del 1910, mentre a Vilpiano passarono dal 25% del 1880 al 4,3% del 1900.
Venne chiusa la maggior parte delle scuole italiane, tanto che agli inizi del Novecento rimanevano aperte esclusivamente le scuole italiane di Vadena e Piccolungo, gestite dalla Lega Nazionale.

Il forte sentimento pangermanista presente in Tirolo trovò espressione nel Volksbund, organizzazione fondata nel 1905 che contava tra i suoi esponenti anche il borgomastro di Bolzano, Julius Perathoner e l'estremista Wilhelm Rohmeder. Quest'ultimo sostenne che i trentini non erano di "razza" italiana, bensì tedesca, e ne propose la germanizzazione, estesa a personaggi storici, come Dante tradotto in Durant Aliger.

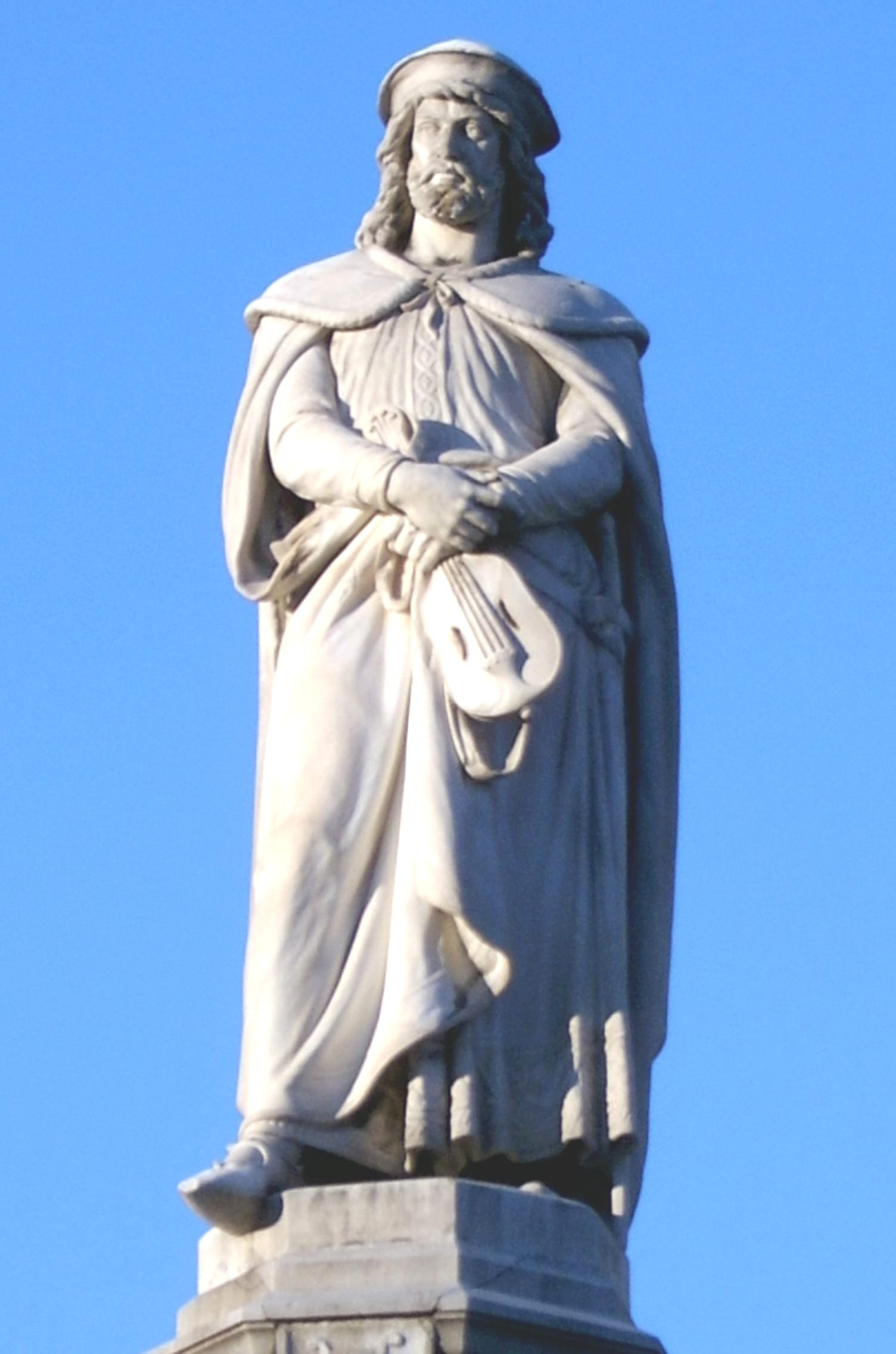
La statua del poeta Walther von der Vogelweide, nell'omonima piazza, eretto nel 1889 per esaltare il carattere tedesco della città

La borghesia di Bolzano invece volle esaltare il carattere tedesco della città mediante la costruzione di monumenti celebrativi, quale la statua dedicata a Walther von der Vogelweide (che, solo ipoteticamente, era nato nelle vicinanze di Bolzano), la fontana di re Laurino e il monumento in onore dei Kaiserjäger.
Contemporaneamente alcune associazioni come la Lega Nazionale e la Società Unione (fondata dal trentino Augusto Avancini) si adoperarono per difendere l'elemento italiano in Alto Adige.

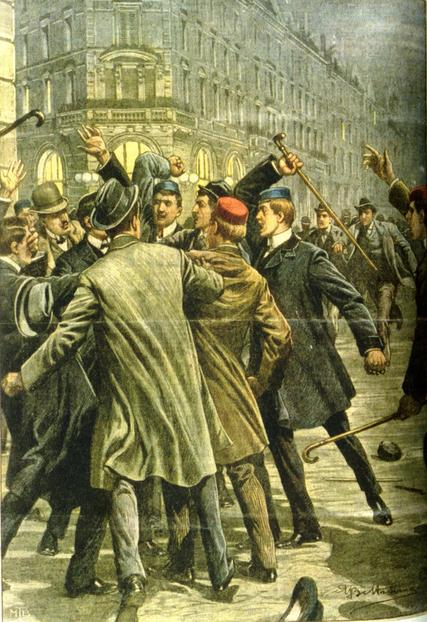
Rappresentazione dei "Fatti di Innsbruck"

Esemplificativi del clima dell'epoca furono gli scontri scatenati a Innsbruck da studenti pangermanisti nel 1904, per protesta contro l'apertura di una facoltà in lingua italiana presso la locale università, che fu distrutta e successivamente chiusa, che vide coinvolti gli allora studenti Cesare Battisti e Alcide De Gasperi.

### La questione ladina

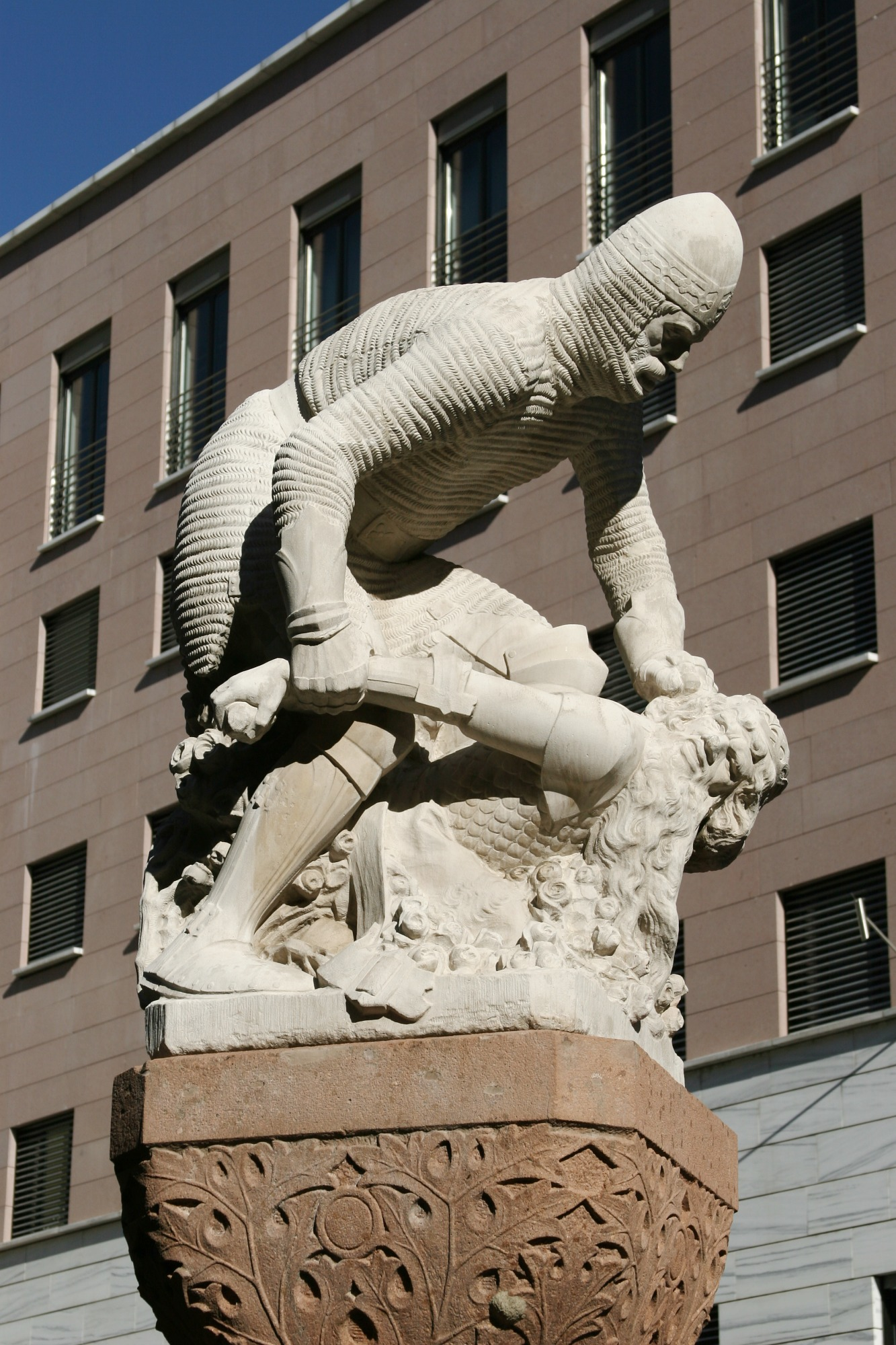
La Fontana di re Laurino (1907). La statua raffigura la leggenda del re ostrogoto Teodorico (Dietrich von Bern) mentre soggioga re Laurino.

Anche i ladini, che dall'Austria furono spesso considerati di etnia italiana, furono colpiti dalle politiche di germanizzazione, che talvolta furono anche brutali.
L'alta Val Venosta, un tempo parzialmente di lingua ladina, è oggi una terra di lingua tedesca, mentre oltre il confine svizzero (in val Monastero) la popolazione ancora parla dialetti retoromanzi. Anche a Stelvio all'inizio del XIX secolo si parlava ancora ladino, mentre a Tubre si assistette alla sua scomparsa già nel 1750. La lingua ladina era stata proibita, il personale di lingua ladina allontanato dagli uffici pubblici, vennero vietati pure i matrimoni misti. Il promotore principale della politica contro la popolazione ladina ("selvaggio romancio") fu un abate tirolese di lingua tedesca, Mathias Lang. Già ai tempi dell'imperatrice Maria Teresa molti cognomi ladini erano stati germanizzati.
Fino al 1856 in Val Gardena l'insegnamento scolastico avveniva in italiano: il tedesco divenne facoltativo nel 1857 e obbligatorio nel 1872. In Val Badia invece la lingua tedesca divenne obbligatoria nel 1876, mentre a Marebbe l'italiano venne abolito nel 1875, per poi essere parzialmente reintrodotto nel 1894. La presenza della lingua italiana negli istituti scolastici venne progressivamente diminuita, fino a scomparire in alcuni casi. Agli inizi del XX secolo rimasero poche scuole bilingue nelle valli ladine.
La "scoperta" del ladino

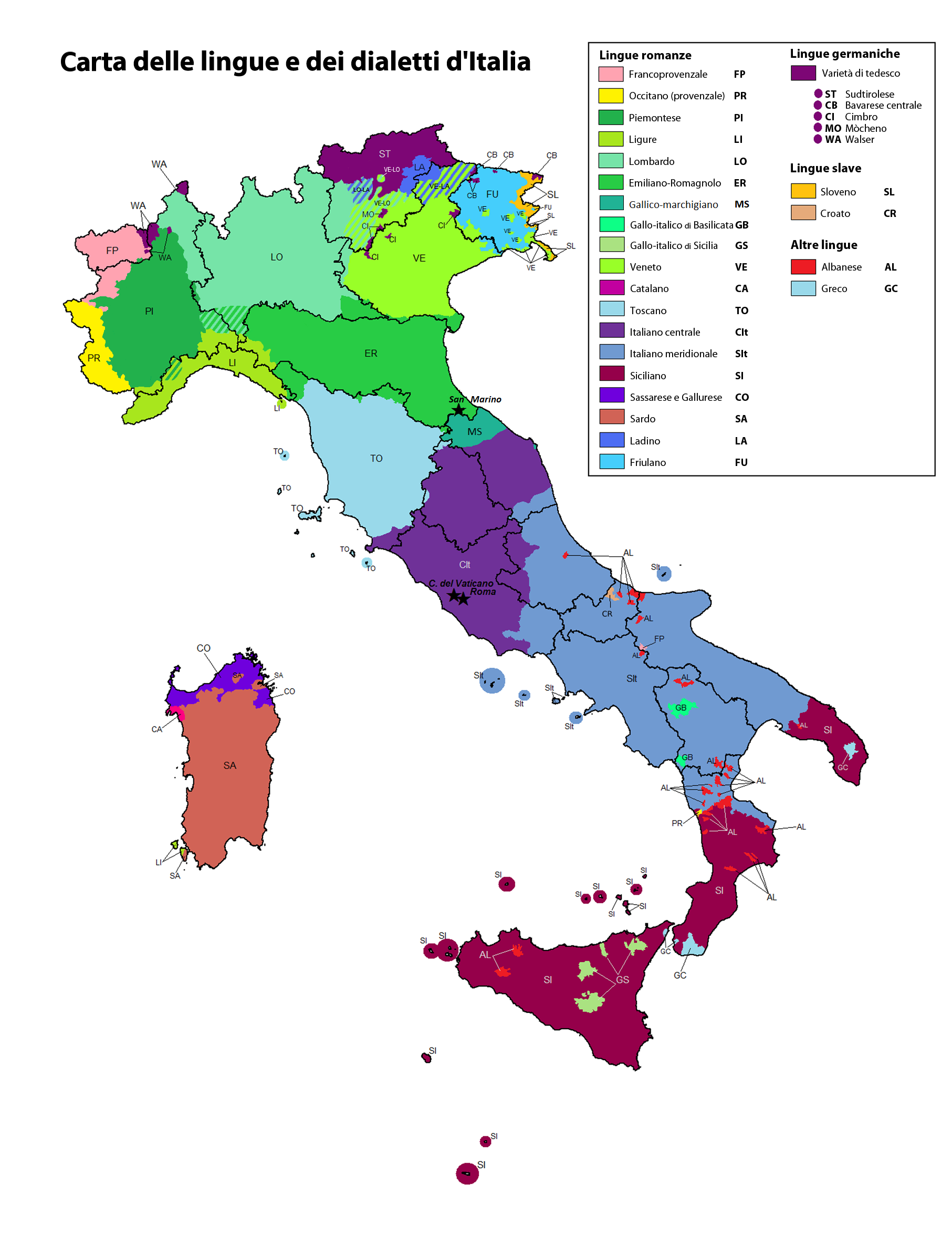
Mappa delle lingue e dei dialetti d'Italia.

Fin dal XIX secolo, grazie agli studi del linguista italiano Graziadio Ascoli, i diversi dialetti ladini furono identificati come un gruppo linguistico a sé stante, distinto (da un punto di vista filogenetico) sia dai dialetti italiani che da quelli gallo-italici, e facente parte della famiglia retoromanza.
Di conseguenza vi furono anche i primi tentativi a sostegno dell'esistenza di un'etnia ladina. Non vi furono tuttavia tentativi di creare una lingua ladina standardizzata, che è tuttora distinta nei suoi diversi dialetti. Già nel 1833 il badioto Micurà de Rü (anche noto come Nikolaus Bacher) iniziò un tentativo di scrittura della grammatica ladina, seguito dal lavoro del curato di Ortisei Ujep Antone Vian, che nel 1864 stampò un libro sulla grammatica gardenese. Di là in poi si ebbero anche i libretti ad uso liturgico, giornali e calendari.
Le peculiarità sintattiche del ladino rispetto alla lingua italiana (peraltro niente affatto insolite, nell'ambito dei dialetti italiani) furono anni dopo utilizzate a supporto dell'esistenza di un'etnia ladina, fatto che nel secondo dopoguerra ebbe importanti risvolti politici, in quanto l'apertura della Südtiroler Volkspartei nei confronti dei ladini andò a diminuire la consistenza numerica degli italiani.

## Prima guerra mondiale

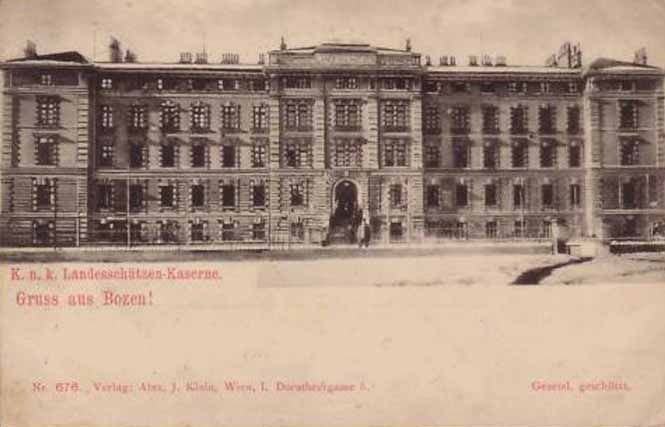
La caserma dei Landesschützen a Bolzano, appartenente al corpo delle truppe di montagna

Nel 1914, all'inizio della prima guerra mondiale, l'Austria-Ungheria e l'Italia aderivano entrambe alla Triplice alleanza, che era di natura difensiva. Questo trattato prevedeva quindi l'obbligo di difesa reciproca in caso di attacco, ma non la discesa in guerra a fianco di chi la guerra l'aveva dichiarata, come era avvenuto per l'Impero austro-ungarico, in questo caso l'aggressore. Inoltre il governo di Vienna non aveva consultato quello di Roma prima della dichiarazione di guerra contro il Regno di Serbia, violando i trattati della Triplice alleanza.
L'Italia quindi nelle prime fasi del conflitto e rispettando gli accordi rimase neutrale, considerando inoltre che l'Impero, in caso di vittoria, non avrebbe offerto contropartite territoriali (previste dall'alleanza in caso di espansione austriaca nei Balcani). Durante la crisi bosniaca nei rapporti fra Austria e Italia nel 1908 del resto questo era già avvenuto. Alla vigilia dell'entrata in guerra l'Austria formalizzò all'Italia un'offerta che riguardava solo una parte del Trentino e del Friuli, con l'esclusione di Gorizia e Trieste).
In Italia erano inoltre forti i sentimenti irredentisti nei confronti dei territori in Trentino, Venezia Giulia e Dalmazia.
Si sviluppò un forte movimento d'opinione per l'ingresso in guerra dell'Italia a fianco della Triplice intesa.
A questo si aggiungevano diffusi sentimenti di simpatia per la Triplice intesa ed un patto segreto con la Francia, che di fatto invalidava gli accordi con gli Imperi centrali.
In base ai termini del trattato segreto di Londra, stipulato nell'aprile 1915, l'Italia dichiarò guerra agli Imperi Centrali, in cambio, tra le altre, di concessioni nei territori allora austro-ungarici del Tirolo (dal Trentino fino al Brennero), della Venezia Giulia, di alcune isole del Quarnaro e della parte nord della Dalmazia, ove vivevano consistenti popolazioni e comunità italiane.
A nord il futuro confine fu segnato sullo spartiacque alpino, permettendo all'Italia di ottenere la sua frontiera naturale, ma largamente oltrepassando i confini etnici.

### Entrata in guerra dell'Italia

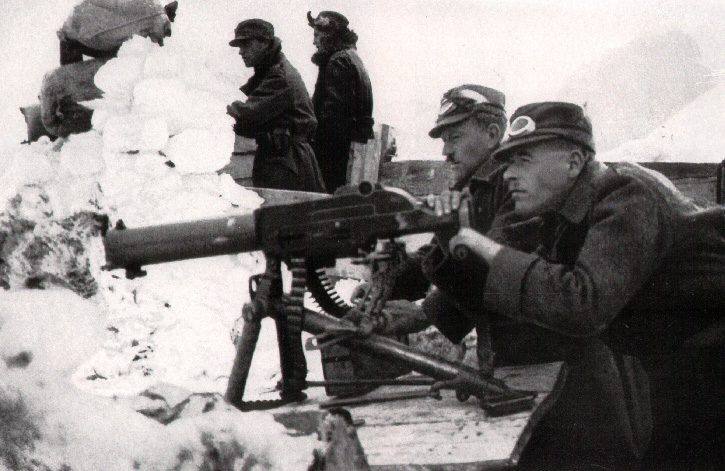
Truppe dell'Imperiale e regio esercito sul fronte alpino.

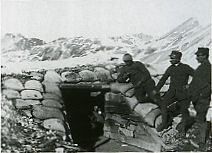
Alpini presso il passo dello Stelvio

La guerra contro l'Impero austro-ungarico fu dichiarata il 23 maggio 1915 ma fu solo il 24 maggio che i primi fanti del Regio Esercito varcarono il confine e quella data storica venne poi citata ne La canzone del Piave.
Malgrado la vicinanza al fronte il territorio dell'Alto Adige fu solo sfiorato dagli eventi bellici, nella zona dello Stelvio e delle Tre Cime di Lavaredo. Il vicino Trentino fu coinvolto in modo assai più rilevante.
Il 26 ottobre 1916 una disposizione imperiale assimilò le valli ladine alle altre zone del Tirolo di lingua tedesca e stabilì l'espresso divieto dell'uso dell’italiano, accadde poi l'opposto nel 1921 (con l'ascesa del fascismo) quando la scuola ladina venne italianizzata totalmente.
Nell'ottobre 1917, con l'aiuto tedesco, gli austro-ungarici sconfissero l'esercito italiano nella battaglia di Caporetto. La vittoria si tramutò in una rotta per gli italiani che, caoticamente, si ritirarono fino al Piave, dove posero una nuova linea di difesa che riuscì a fermare l'avanzata.
Nell'aprile del 1918 la Volksbund, riunitasi a Vipiteno, rivendicò nei confronti dell'Italia dei "confini naturali" che comprendevano "antichi territori tedeschi come i Tredici comuni (Feltre), i Sette Comuni (Asiago), Bladen (Sappada), Zahre (Sauris), Schönfeld (Tolmezzo), Tischelwang (Timau). Inoltre una rettifica dei confini con cessione all'Austria della valle superiore dell'Adda e dell'Oglio, fino alla sponda meridionale del lago di Garda e al margine meridionale delle Alpi veneto-friulane", oltre a rivendicare "unità e indivisibilità del Tirolo da Kufstein fino alla Chiusa di Verona, decisissimo rifiuto di ogni autonomia della parte meridionale del territorio, cioè al cosiddetto 'Tirolo italiano'". Inoltre imponeva "l'insediamento d'un vescovo tedesco e preparazione dei futuri sacerdoti trentini in modo che siano buoni tirolesi amici dei tedeschi". Un punto della mozione della "Dieta popolare tedesca" conteneva il nuovo programma educativo: "Completa trasformazione del sistema scolastico nel Tirolo italiano con l'introduzione dell'insegnamento obbligatorio della lingua tedesca ed educazione a sentimenti patriottici tirolesi e filo-tedeschi fra la gioventù e fra i docenti". Quest'assemblea rispecchiava l'euforia della momentanea vittoria austriaca di Caporetto.
Nel giugno 1918, grazie alle risorse liberate dalla resa dei russi, gli austro-ungarici sferrarono una grande offensiva contro la linea del Piave, contando di sfondare e concludere la guerra. La pronta reazione italiana, tuttavia, tramutò l'attacco in una disfatta, che esaurì le potenzialità militari dell'impero, rendendo inevitabile la sua sconfitta.
Il 24 ottobre 1918, l'Italia, dopo molte esitazioni, lanciò un'offensiva contro l'esercito austro-ungarico, che di conseguenza crollò (vedi battaglia di Vittorio Veneto). L'Impero austro-ungarico, ormai allo sfascio, chiese l'armistizio, che fu stipulato il 3 novembre e divenne operativo alle ore 15 del 4 novembre.
Le ultime ore della battaglia e della guerra sul fronte italiano furono molto confuse: alle 01:20 del 3 novembre il colonnello Karl Schneller ricevette la comunicazione dal Comando Supremo di Baden riguardo l'accettazione dell'armistizio con l'ordine di recarsi a Villa Giusti; contemporaneamente il quartier generale austro-ungarico diramò di propria iniziativa alle armate alle ore 01:30 e di nuovo alle 03:30 l'ordine di cessare immediatamente i combattimenti e deporre le armi. Alle ore 15:00 si tenne a Villa Giusti la riunione finale: la delegazione austro-ungarica guidata dal generale Weber comunicò di accettare l'armistizio; fu solo in tale frangente che riferì anche che l'esercito aveva ricevuto ordine nella notte di arrestare i combattimenti e deporre le armi, ma Badoglio rifiutò di accogliere queste disposizioni del nemico: come stabilito in precedenza, le operazioni sarebbero terminate solo alle ore 15:00 del 4 novembre, 24 ore dopo la conclusione dell'armistizio. Di fronte alle proteste dei delegati austro-ungarici, il generale italiano mostrò grande nervosismo e minacciò di rompere le trattative; infine alle 18:20 del 3 novembre fu firmato il documento di armistizio che confermava che i combattimenti sarebbero ufficialmente cessati alle ore 15:00 del 4 novembre. Le truppe austro ungariche sul campo avevano nel frattempo accolto con sollievo l'ordine di cessate il fuoco e quindi ritennero erroneamente che fosse finita la guerra fin dal 3 novembre; si crearono inevitabilmente equivoci e recriminazioni con gli italiani che (all'oscuro di tutto) continuavano le operazioni. Ciò provocò successivamente l'accusa, del tutto infondata, che gli italiani avevano continuato a combattere (catturando migliaia di prigionieri) contro un esercito che "aveva già cessato di combattere".
L'11 novembre si verificarono scontri, con svariati caduti, al Brennero, contro truppe tedesche (bavaresi) che erano state mandate a contrastare l'avanzata italiana (l'Impero tedesco si arrese lo stesso giorno). Nei giorni successivi l'esercito italiano completò l'occupazione di tutto il Tirolo, inclusa Innsbruck, secondo i termini dell'armistizio. Nell'occasione le valli dell'Adige e dell'Isarco furono attraversate dalle truppe imperiali in fuga che, ormai allo sbando, si abbandonarono a saccheggi e violenze.

## Annessione all'Italia

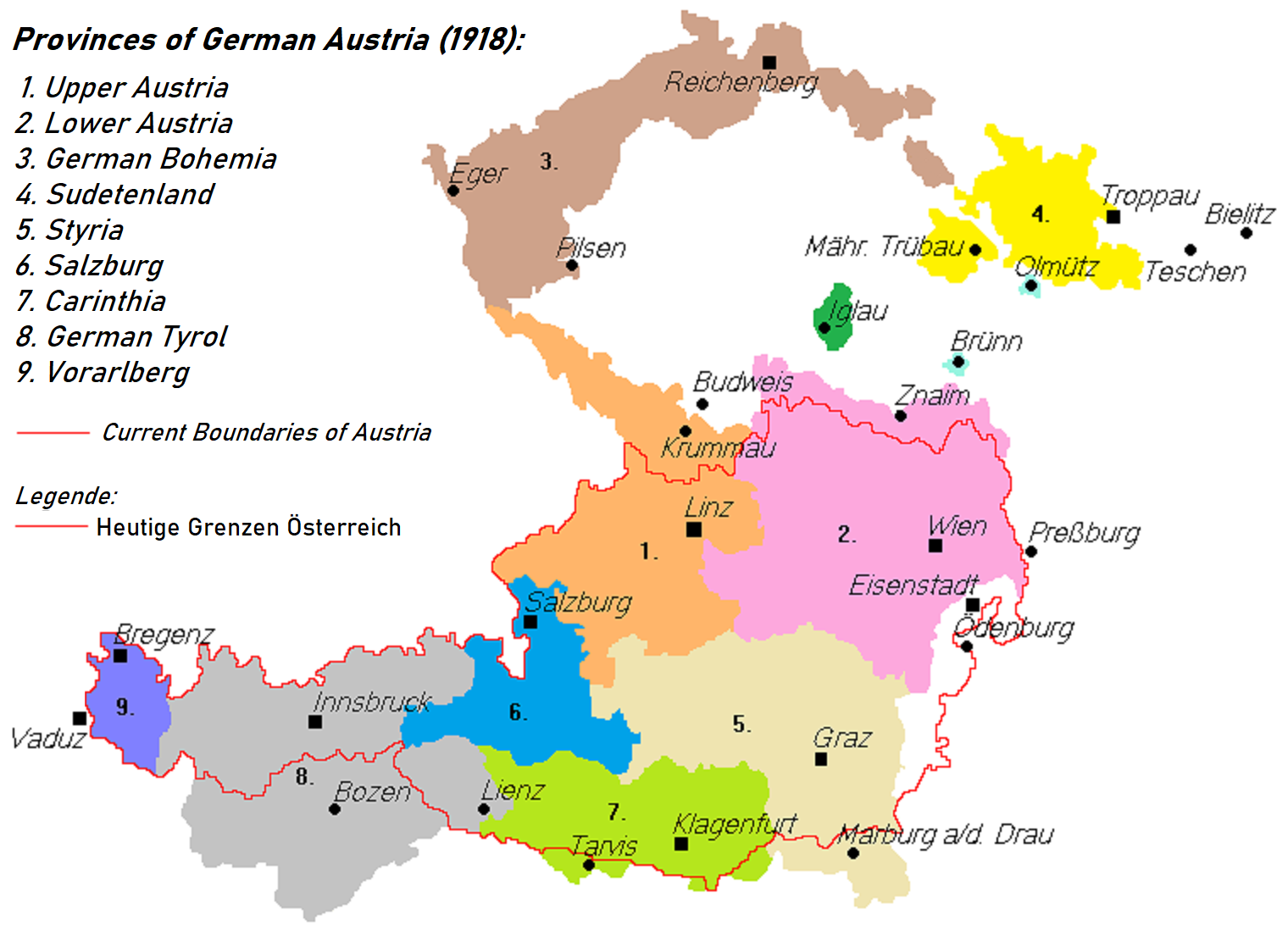
Carta dei territori germanofoni dell'ex Impero rivendicati dalla Repubblica dell'Austria tedesca, confrontati con il confine effettivamente ottenuto.

Al termine della guerra, l'autoproclamata Repubblica dell'Austria tedesca, sorta dalle ceneri del dissolto Impero austro-ungarico, tentò invano di reclamare la sovranità su svariati territori germanofoni, incluso il futuro Alto Adige: essendo tuttavia riconosciuta quale erede di un paese sconfitto, non poté far valere le proprie istanze.
Alla conferenza di pace di Parigi l'Italia, sedendo fra le potenze vincitrici, chiese l'applicazione del Patto di Londra, onde realizzare l'obiettivo, apertamente dichiarato da Vittorio Emanuele III il 24 maggio 1915, «di piantare il tricolore d'Italia sui termini sacri che la natura pose ai confini della Patria nostra».
L'istanza ebbe però solo parziale soddisfazione, in quanto al regno italiano venne negata la Dalmazia (donde nacque poi il mito della vittoria mutilata); la richiesta di fissare la frontiera nord-orientale in esatta corrispondenza dello spartiacque alpino sia nella Venezia Tridentina che nella Venezia Giulia venne invece accolta. Così facendo erano finite sotto giurisdizione italiana consistenti comunità tirolesi di lingua e cultura germanica.
Le delibere della conferenza furono fatte ratificare alla neo-costituita repubblica austriaca col trattato di pace di Saint-Germain-en-Laye, firmato il 10 settembre 1919: esso (alla pari dei trattati sottoposti a Germania, Ungheria e Turchia) non prevedeva che si celebrasse alcun plebiscito in nessuno dei territori già rivendicati dagli austro-tedeschi, fatta eccezione per la Carinzia, dove la situazione etnico geografica era estremamente complicata e quindi, su sollecito del presidente Wilson, fu indetto un referendum.
Il 10 ottobre 1920 l'Italia formalizzò le acquisizioni territoriali, ritrovandosi con un confine settentrionale del tutto nuovo: anche verso est esso arrivava infatti a coincidere con lo spartiacque delle Alpi, anche superandolo in alcuni punti (nella conca di San Candido e a Tarvisio).

Mappa delle "lingue d'uso" dell'Austria-Ungheria, basata sul censimento del 1910 (le valli oggi considerate ladine sono incluse nelle zone a parlata italiana)

L'annessione dell'Alto Adige è sicuramente connaturata al contesto storico dei primi decenni del XX secolo: all'epoca le rivendicazioni territoriali degli stati non avvenivano su base puramente etnica e lo stesso conflitto mondiale era scoppiato come conseguenza della cultura imperialistica di stampo ottocentesco, che non aveva tenuto conto delle aspirazioni nazionali dei popoli, basandosi invece in via prevalente sui rapporti di forza fra gli stati.
All'atto della pace gli Stati Uniti d'America tentarono di correggere tale prassi, imponendo di ridisegnare la mappa d'Europa su criteri anzitutto di omogeneità etnica, nella velleitaria speranza di evitare futuri conflitti. In un discorso dell'8 gennaio 1918 il presidente Woodrow Wilson enunciò allo scopo una "carta d'intenti" articolata in quattordici punti. In sede di conferenza tali punti furono però ampiamente disattesi in favore di un trattamento punitivo delle nazioni sconfitte. Milioni di persone di lingua ed etnia tedesca, ungherese, turca e slava si trovarono così incluse in uno stato non identificato con la propria nazione, circostanza che creò le premesse per la successiva distruzione di gran parte di esse.
In questo contesto l'annessione all'Italia di parte del Tirolo fu tutt'altro che un caso eccezionale, giacché analoga sorte toccò alle ben più numerose minoranze tedesche dei Sudeti o dell'Alsazia-Lorena, nonché a varie altre comunità minoritarie di etnia ungherese o turca.
Il territorio del futuro Alto Adige, in base al censimento austriaco del 1910 (effettuato "secondo la lingua d'uso"), risultava popolato per il 90% da popolazione germanofona, a fronte di un 7% di lingua italiana (gruppo nel quale veniva ricompresa anche la comunità ladina, che arrivava al 3-4% del totale), mentre secondo il censimento del 1890 l'elemento italiano costituiva l'8,4% della popolazione altoatesina. Secondo Carlo Battisti, la comunità italofona sarebbe stata decimata nel corso dell'Ottocento dalla pressione assimilatrice della maggioranza etnica: nel censimento si notava infatti come molte famiglie dai cognomi marcatamente italiani o ladini avessero indicato il tedesco come propria lingua madre. Un esempio tipico è quello di Laion dove secondo i censimenti la popolazione era totalmente di lingua tedesca, quando in realtà era (ed è tuttora) presente una minoranza ladina (circa il 6% della popolazione).
Secondo il censimento del 1921, prima dell'italianizzazione, la popolazione di lingua italiana era il 18,3% della popolazione.
L'intento di portare il confine nazionale al passo del Brennero non godeva però, in patria, di consensi unanimi: prima e dopo l'entrata in guerra dell'Italia alcuni esponenti politici di primo piano, quali Antonio Stefenelli, Leonida Bissolati, Filippo Turati, Gaetano Salvemini ed Ernesta Battisti, avevano sostenuto l'opportunità di fissare la frontiera settentrionale della Venezia Tridentina presso la Chiusa di Salorno, riconosciuta quale punto di confine tra le aree linguistiche germanica e italiana. I "salornisti" (come vennero definiti) erano inoltre perplessi sull'opportunità di annettere una regione fortemente cattolica, arretrata socialmente e con un'economia quasi unicamente agricola, che ai loro occhi appariva del tutto simile alla Vandea. Lo stesso irredentista trentino Cesare Battisti nutriva riserve sullo spostamento del confine al Brennero, che avrebbe cozzato col principio di nazionalità, ma ne riconosceva la "formidabile" strategicità militare. Le posizioni sopra descritte rimasero comunque minoritarie.

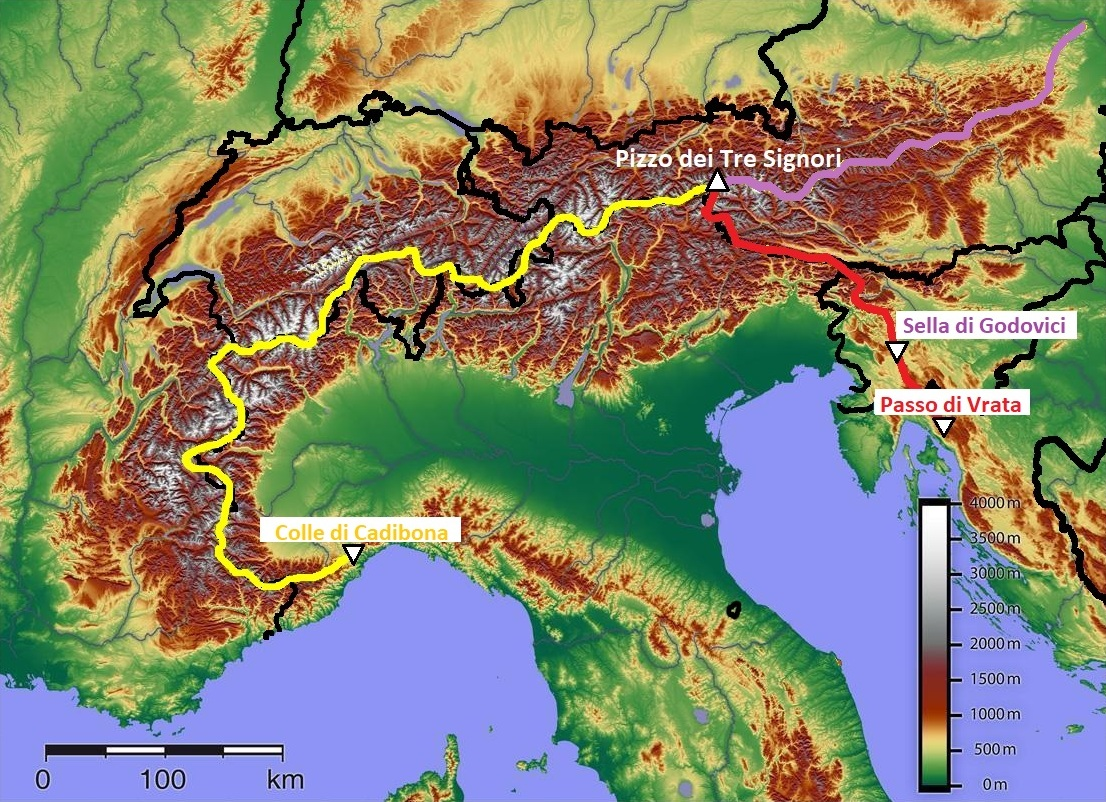
Lo spartiacque alpino

L'annessione fu attuata in base al principio (all'epoca assai in auge) della frontiera naturale, per il quale i confini statali dovevano coincidere il più possibile con ben identificabili frontiere geografiche, anche a costo di far venir meno l'omogeneità etnica. Come già accennato, nel caso dell'Italia questo principio appariva sensato anche e soprattutto dal punto di vista militare: una frontiera coincidente con lo spartiacque alpino sarebbe infatti stata più facilmente difendibile e controllabile. Adducendo a motivo le continue ingerenze e invasioni dall'area tedesca verso l'Italia verificatesi nei secoli dopo la caduta dell'Impero romano (prassi di cui l'Austria, divenuta potenza egemone e avversaria per eccellenza dell'unità nazionale, era l'ultima continuatrice), gli italiani avevano buon gioco nell'invocare l'erezione di frontiere più sicure che proteggessero il nascente regno unificato dalle invasioni straniere. Per contro, se lasciato all'Austria, il territorio tra il Brennero e Salorno avrebbe costituito un "cuneo" serrato tra Lombardia e Venezia Giulia, difficile da pattugliare e potenzialmente utilizzabile come testa di ponte per lanciare azioni offensive da nord a danno del regno italiano.
Lo stesso presidente americano Woodrow Wilson, che pure nei suoi quattordici punti aveva posto la questione etnica come primo discrimine per la tracciatura dei confini statali, appoggiando conseguentemente le richieste italiane sul Trentino, finì per puntualizzare però, per quanto riguarda tutto il Tirolo meridionale (l'odierna regione Trentino-Alto Adige), la necessità di prevedere una forma di larga autonomia per il territorio germanofono.
La storiografia cita spesso l'effettuazione di due tentativi ai fini di tutelare l'unità politico-amministrativa della regione storica del Tirolo.
Ancora nel maggio 1919, mentre erano ancora in corso le trattative di pace a Parigi, la Dieta tirolese (priva dei rappresentanti del Trentino) si riunì ad Innsbruck, proponendo velleitariamente la creazione di uno stato indipendente esteso da Kufstein a Salorno.
La proposta dovette rimanere lettera morta, sicché a metà dello stesso anno alcuni esponenti dei principali partiti della dieta di Innsbruck chiesero al re d'Italia di annettersi tutto il Tirolo, onde tutelarne l'integrità e i benefici di autonomia fiscale e amministrativa; l'offerta venne però declinata.
Dal canto loro alcune associazioni di area ladina manifestarono la propria fedeltà all'Austria.
Tali episodi furono in ogni caso insignificanti nel contesto delle trattative di pace, i cui esiti furono stabiliti unilateralmente dalle potenze vincitrici: i paesi sconfitti dovettero limitarsi a prenderne atto.
Il 9 maggio 1920, poco prima dell'annessione formale all'Italia, fu invece organizzata a Merano dal Deutscher Verband una grande manifestazione per l’autonomia del territorio germanofono, evento seguito da circa 15.000 partecipanti che scandirono il «Los von Trient!» («Via da Trento»), rifiutando l'istituzione di una provincia unica per la Venezia Tridentina (la provincia di Trento) e chiedendo un'ampia autonomia per la parte germanofona. Le richieste non furono prese in considerazione dal governo italiano.

## Primo dopoguerra

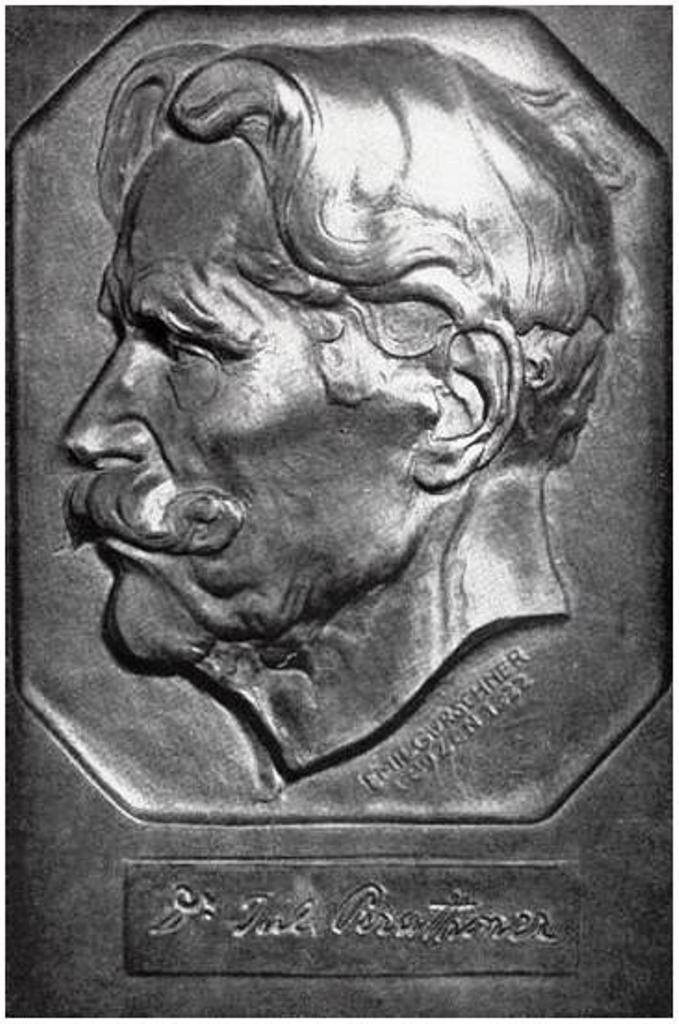
Bronzetto in memoria di Julius Perathoner già all'ingresso del municipio di Bolzano – Emil Gurschner (1886-1938)

A guerra conclusa il territorio tra Brennero e Salorno fu quindi occupato dalle forze armate italiane e incluso nel commissariato generale civile della Venezia Tridentina, in attesa che il trattato di pace ne sancisse l'annessione al regno d'Italia.
Fu in questo frangente che, per designare il territorio in oggetto, venne introdotto il toponimo Alto Adige, cui fece riscontro (in ambito tedesco) la diffusione dell'appellativo Süd Tirol (che precedentemente era stato utilizzato per designare il Trentino). La toponomastica venne tradotta e adattata alla lingua statale attenendosi alle prescrizioni del Prontuario dei nomi locali dell'Alto Adige di Ettore Tolomei.
Il re Vittorio Emanuele III, nel discorso alla corona del 1º dicembre 1919, dichiarò l'intento di voler rispettare in pieno le autonomie e le tradizioni locali, con il supporto delle istituzioni politiche e militari. Le scuole, le istituzioni e le associazioni tedesche esistenti furono mantenute in esercizio; furono inoltre avviate trattative per creare strutture amministrative autonome, in grado di garantire un'integrazione efficace delle preesistenti istituzioni locali nel nuovo sistema statale. In un primo momento i governi liberali perseguirono dunque una politica abbastanza tollerante verso le minoranze tedesche: il Commissario Generale Civile per la Venezia Tridentina Luigi Credaro, subentrato al governatore militare Guglielmo Pecori Giraldi, preservò l'ordinamento amministrativo decentrato della regione.

## Biennio rosso e avvento del fascismo

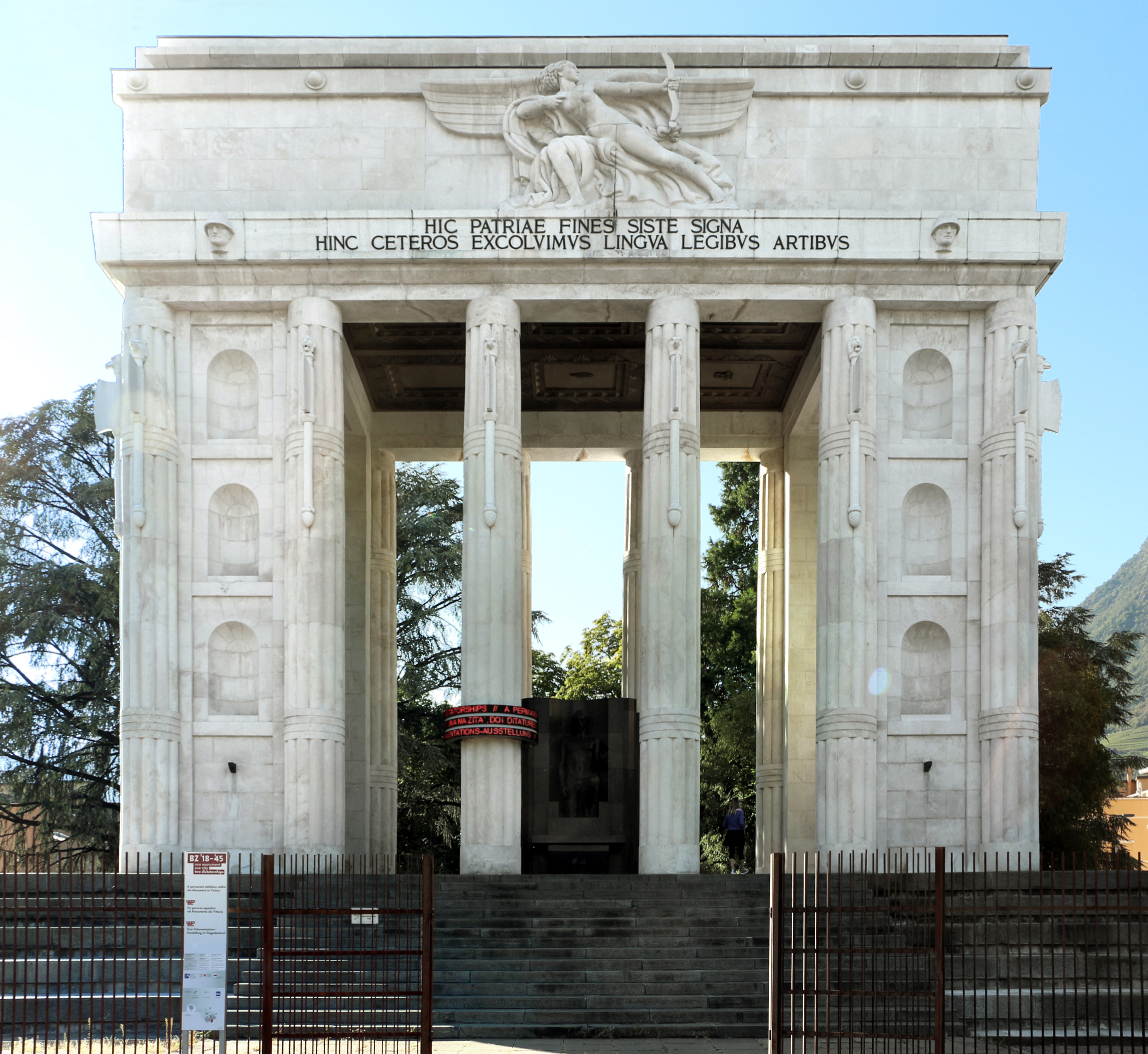
Il monumento alla Vittoria di Bolzano, risemantizzato nel 2014

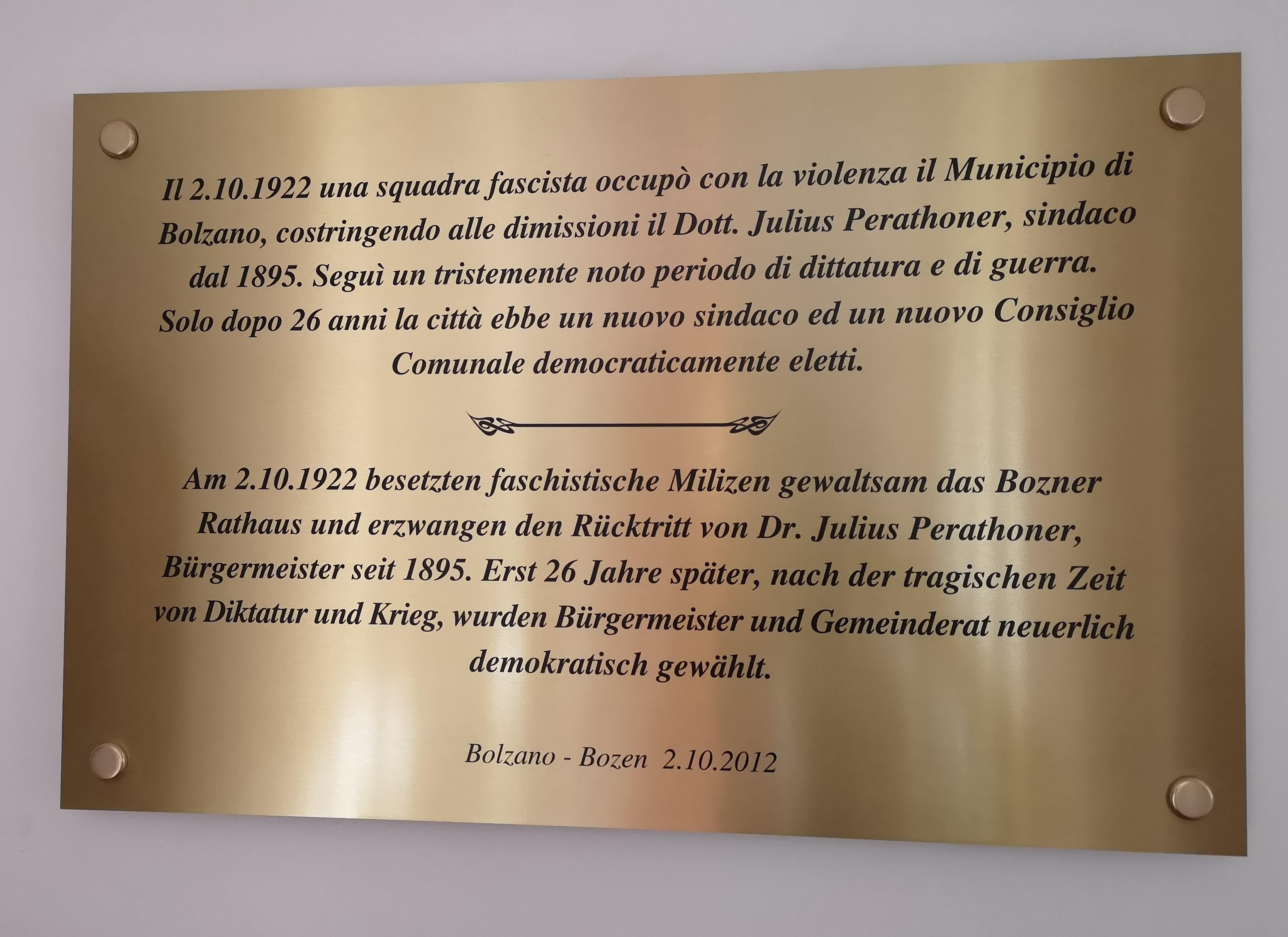
Targa apposta nel Municipio dalla Giunta comunale di Bolzano nel 2012, a ricordo dell'assalto fascista del 1922

Nell'immediato dopoguerra e negli anni successivi in svariati territori europei soggetti ad opposte rivendicazioni scoppiarono violenze, rivolte e conflitti a carattere nazionalista ed etnico, talora sfociati in guerre per definire il possesso di singoli territori. Non di rado, laddove risiedeva una popolazione multietnica, l'etnia dominante varò politiche di assimilazione atte ad omogeneizzare culturalmente i territori di competenza.
A queste violenze si sommarono rivolte di carattere sociale ispirate dalla Rivoluzione Russa. Neppure l'Italia fu risparmiata dal Biennio rosso, ove alle rivolte sociali ed operaie fece riscontro la violenza dei nascenti Fasci italiani di combattimento, i cui squadristi ben presto presero anche a rivolgersi all'Alto Adige, contrapponendosi alle istanze autonomistiche e rivendicando con veemenza l'italianità del nuovo territorio.

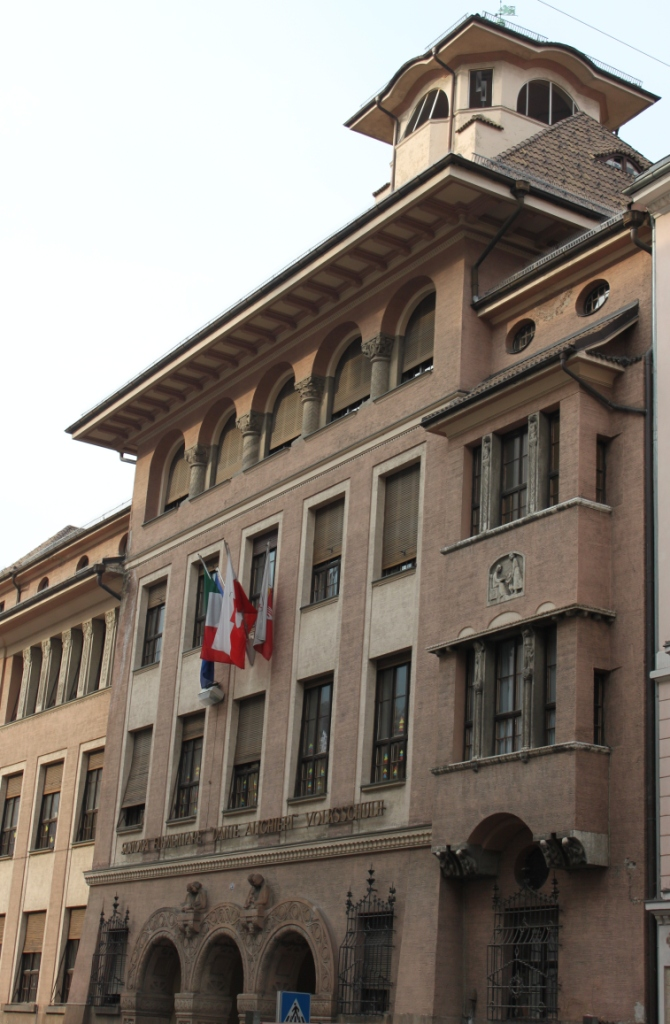
L'ex Kaiserin Elisabeth Schule, poi scuola elementare "Dante Alighieri". Il rifiuto del sindaco Julius Perathoner di concedere l'edificio per aprirvi una scuola elementare italiana costituì il pretesto per la Marcia su Bolzano.

Le elezioni parlamentari del 1921 furono le prime nelle quali furono chiamati al voto anche i cittadini delle "terre redente". In Alto Adige (il cui territorio era stato ricompreso nella Venezia Tridentina) vennero presentate tre liste: la Tiroler Volkspartei ("Partito popolare tirolese"), la Deutschfreiheitliche Partei ("Partito libertario tedesco") e la Sozialdemokratische Partei ("Partito socialdemocratico"). I primi due partiti si presentarono federati nella coalizione Deutscher Verband ("Alleanza tedesca") e ottennero circa il 90% dei voti, esprimendo quattro rappresentanti alla Camera dei deputati (Eduard Reut-Nicolussi, Karl Tinzl, Friedrich von Toggenburg e Wilhelm von Walther). I socialdemocratici, presentatisi in apparentamento col Partito Socialista Italiano, racimolarono il restante 10% dei voti validi, insufficienti per inviare deputati a Roma.
I quattro rappresentanti eletti portarono in parlamento le istanze autonomistiche del loro territorio, ma nel mentre il clima si era fatto incandescente: il 24 aprile 1921 alcune squadre fasciste vennero informate che, in concomitanza con la celebrazione in quel di Innsbruck di un referendum sull'opportunità di unire il Tirolo alla Baviera, alcuni cittadini di lingua tedesca avrebbero approfittato della Fiera di Bolzano per tenere clandestinamente un'analoga consultazione per la secessione dell'Alto Adige dall'Italia. Il futuro segretario del P.N.F. Achille Starace, all'epoca capo del Fascio di Trento, colse l'occasione per inviare a Bolzano una squadra, incaricandola di reprimere eventuali manifestazioni di stampo anti-italiano. Giunti in città, gli squadristi s'imbatterono in un corteo folcloristico e lo assalirono con armi da fuoco e bombe a mano: lo scontro lasciò sul campo quarantacinque feriti (alcuni gravemente) e un morto (il maestro di Marlengo Franz Innerhofer, ucciso a colpi di pistola mentre tentava di ripararsi dietro a un portone assieme a uno scolaro). Il fatto verrà quindi ricordato con l'appellativo di Domenica di sangue (Blutsonntag).
Starace nel mentre aveva avuto modo in più occasioni di scontrarsi col borgomastro di Bolzano Julius Perathoner, convinto nazionalista e pangermanista, il quale rifiutava pervicacemente di esporre il tricolore italiano sugli edifici pubblici e faceva stampare clandestinamente cartamoneta con il valore espresso in Corone, in modo da richiamare la Corona austro-ungarica e contrastare l'entrata in circolazione della lira italiana. Il 4 ottobre 1922 il gerarca decise di farla finita e, cogliendo a pretesto la mancata concessione da parte del municipio di un edificio per l'apertura di una scuola elementare italiana, organizzò la marcia su Bolzano. Nel giro di 24 ore le squadre fasciste occuparono gli edifici pubblici, esautorando de facto il borgomastro Perathoner e il consiglio comunale. L'indomani anche il Commissario Generale Civile della Venezia Tridentina Luigi Credaro, "reo" di una politica troppo conciliante verso la minoranza tedesca e favorevole alle istanze per un ordinamento amministrativo decentrato della regione, si dimise sotto la pressione dei paramilitari.
Da Roma il governo italiano, ormai imbelle di fronte alla dilagante violenza fascista (che nemmeno un mese dopo, con la marcia su Roma, porterà Mussolini a prendere il potere), non fece nulla per contrastare le squadre di Starace. Alla guida di Bolzano venne nominato il funzionario moderato Augusto Guerriero, che per i suoi due anni di mandato riuscì a mantenere complessivamente pacifica la situazione in città.

## Anni del regime e politica di italianizzazione

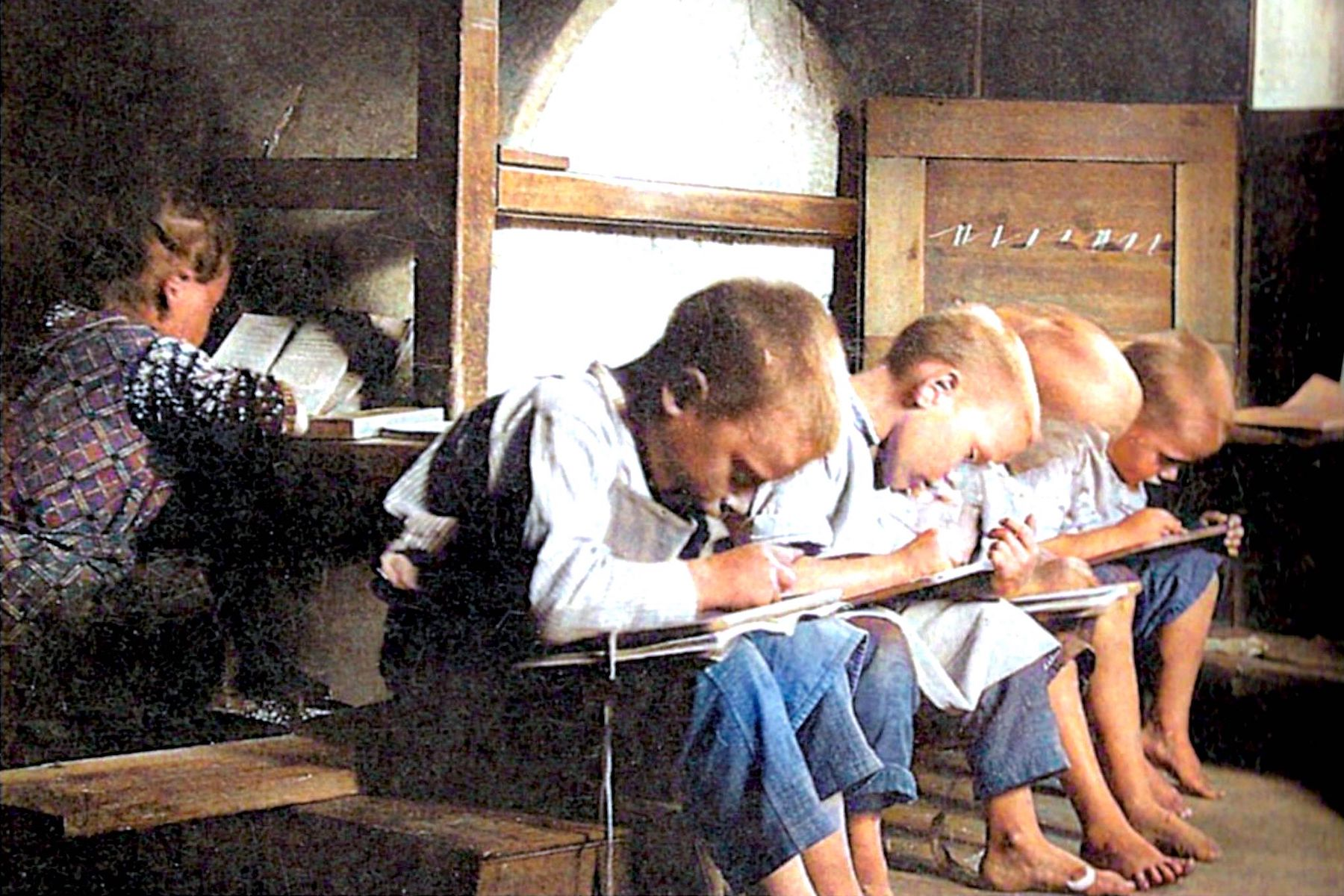
Una Katakombenschule di lingua tedesca negli anni Venti

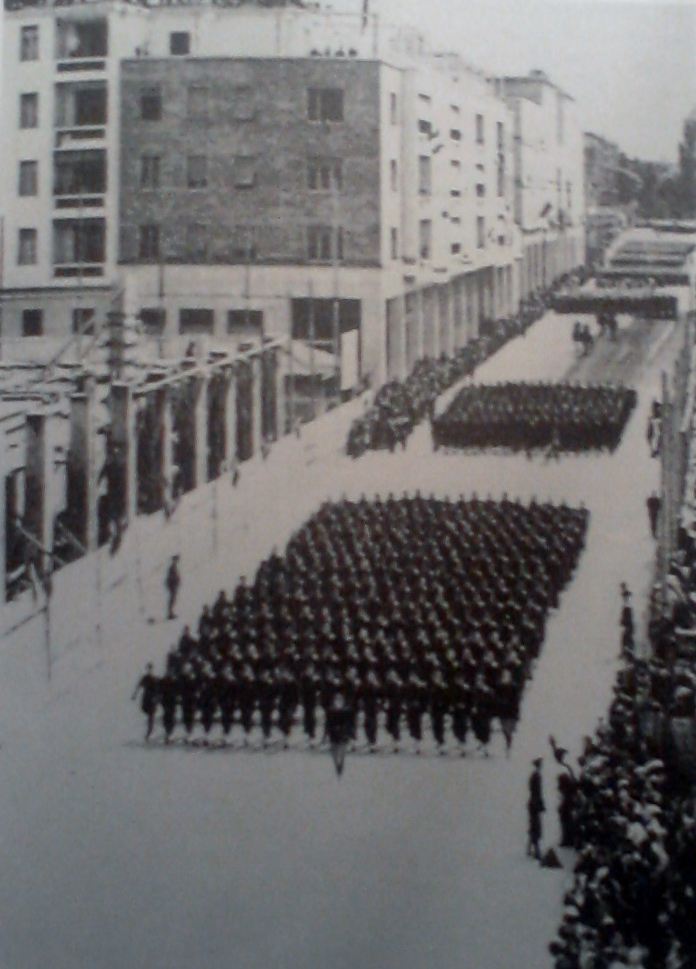
Parata delle Camicie Nere in Corso Libertà a Bolzano

Giunto incontrastato al potere, il fascismo promosse in tutta Italia una politica nazionalista atta a reprimere e assimilare le minoranze dialettali e linguistiche. Per quanto concerne l'Alto Adige, facendo proprie le teorie del nazionalista trentino Ettore Tolomei (per il quale tale regione era stata forzatamente germanizzata dalla sua "originaria" condizione italiana, alla quale urgeva dunque ricondurla), l'italianizzazione di nomi e toponimi venne resa sistematica: un decreto del 1923 ratificò come obbligatorio l'uso dei soli nomi locali italiani (sempre secondo i dettami del già citato Prontuario) proibendo l'uso di quelli tedeschi, con particolare riguardo per le espressioni Tirol e Südtirol e le loro derivazioni.
Nell'ambito dell'istruzione la riforma Gentile, promulgata il 24 ottobre 1923, intimò la graduale soppressione delle scuole in lingua non italiana. L'insegnamento del tedesco poté proseguire solo grazie a iniziative clandestine (quali le Katakombenschulen, fondate dal prelato Michael Gamper) o stratagemmi (per intercessione di papa Pio XI, dal 1928 le scuole parrocchiali ebbero licenza di insegnare la religione cattolica nell'idioma territoriale).
La stampa germanofona venne fortemente depotenziata, le varie testate giornalistiche vietate, tranne il Dolomiten; a causa delle restrizioni sull'uso dei toponimi tirolesi la Tyrolia, maggior casa editrice del territorio, dovette cambiare nome dapprima in Verlagsanstalt Vogelweider, quindi dopo pochi mesi in Athesia (dal nome latino della valle dell'Adige).
Vennero quindi sciolte le sezioni locali del Deutscher und Österreichischer Alpenverein (club alpino austro-tedesco) e circa 20 rifugi montani furono espropriati e avocati allo Stato senza indennizzare i precedenti proprietari.
Il 21 gennaio 1923 il commissariato della Venezia Tridentina, pur mantenendo il controllo militare e di polizia, passò la giurisdizione amministrativa sull'Alto Adige alla neocostituita provincia con capoluogo a Trento. Tale scelta andava a ricomprendere l'elemento etnico tedesco in un territorio a netta maggioranza italiana, onde accentuarne la natura minoritaria e facilitare vieppiù la pressione assimilatrice su di esso.
Nello stesso anno, nell'ambito di una generale riorganizzazione delle amministrazioni locali che investì tutta Italia, i comuni ladinofoni di Livinallongo, Colle e Cortina vennero riassegnati alla provincia di Belluno. Tale distacco, pur se motivato da ragioni di carattere prettamente pratico, apparve agli occhi dei movimenti pantirolesi come un'ulteriore scelta politica volta rompere l'unità territoriale della cosiddetta Ladinia, le cui comunità, una volta "spalmate" su province diverse, avrebbero avuto ancor meno forza per resistere alla pressione assimilatrice. L'unità ladina era tuttavia già stata infranta attorno al 1868 dalla riforma dei distretti giudiziari operata in seno all'Impero austro-ungarico, la quale aveva imposto il tedesco come lingua ufficiale in Val Gardena e Val Badia e l'italiano nelle zone di Livinallongo, Ampezzo e Fassa
La pressione giurisdizionale del fascismo aumentò nel 1925, allorché le leggi fascistissime sancirono anche formalmente l'avvio della dittatura: partiti e sindacati non fascisti vennero sciolti d'ufficio, la stampa periodica fu sottoposta a censura e tutte le pubblicazioni in lingua tedesca vennero bandite (sostituite dal solo quotidiano Alpenzeitung, semplice traduzione del giornale italiano La Provincia di Bolzano. Anche in questo caso la Chiesa fu parzialmente risparmiata: ai sensi dei Patti Lateranensi i periodici parrocchiali, ancorché germanofoni, poterono continuare a circolare.
L'influenza di Tolomei si fece sentire nuovamente nel 1926, allorché un regio decreto impose il "ritorno alla forma italiana" dei "cognomi d'origine italiana o ladina" che fossero stati "tradotti o trasformati con grafia straniera". Nonostante le pressioni del senatore irredentista (che richiese la totale italianizzazione dei cognomi familiari non riconducibili ai fonemi della lingua italiana) tale obiettivo venne raggiunto solo parzialmente.

Stemma della provincia di Bolzano durante il regime fascista: al disegno evocante le Dolomiti sono sovrapposti la Stella d'Italia e il Capo di Savoia.

Frattanto ci si rese conto che, ai fini di un maggior controllo su un territorio tanto delicato, era opportuno dedicarvi una ripartizione amministrativa autonoma. Fu così che il Regio decreto nr. 1 del 2 gennaio 1927 scisse i circondari di Bolzano, di Bressanone e di Merano dalla provincia di Trento e costituì gli stessi in provincia, il cui capoluogo divenne proprio Bolzano, che dal 16 dicembre 1926 era diventata sede prefettizia sotto la gerenza di Umberto Ricci. Il confine tra le due aree della Venezia Tridentina fu tracciato nei pressi di Laives, poco più a sud di Bolzano: i comuni della Bassa Atesina fino alla chiusa di Salorno, la cui popolazione aveva caratteristiche marcatamente mistilingui (l'elemento italofono vi era infatti già considerevole prima dell'annessione all'Italia), furono lasciati a Trento onde favorirne l'omogeneizzazione culturale italiana.
Nel 1934 l'Austria fu vittima di un tentativo di colpo di Stato di stampo nazista, nel corso del quale perse la vita il cancelliere Engelbert Dollfuss. Presentendo la minaccia di un'invasione da parte del Terzo Reich, Mussolini decise di proporsi quale protettore della piccola repubblica: quattro divisioni dell'esercito italiano vennero pertanto schierate alla frontiera. Parallelamente il confine italo-austriaco fu coinvolto nel progetto del Vallo Alpino Littorio, il sistema di fortificazioni che, estendendosi da Ventimiglia a Fiume, avrebbe coperto tutta la frontiera settentrionale d'Italia. In Alto Adige vennero così impiantate diverse opere difensive.

### Monumenti, grandi lavori e immigrazione
Nel programma italianizzatore rientrò anche il vasto piano di opere pubbliche e monumentali promosso dal regime sul territorio altoatesino.
Bolzano, come molte altre città elevate al rango di capoluogo di provincia nel corso del ventennio fascista, fu oggetto di una grande ristrutturazione urbanistica atta a sostituire l'immagine di cittadina mitteleuropea con quella di grande centro urbano dalle architetture monumentali e razionali, rendendo (come disse Galeazzo Ciano nel novembre 1938) "mediterraneo" ciò che prima era "nordico". Molti quartieri vennero parzialmente demoliti e ricostruiti, altri vennero eretti ex novo e dotati di molti edifici residenziali ad alta frequentazione, onde accogliere gli immigrati da altre parti d'Italia, che (sotto impulso diretto del regime) affluivano sempre più copiosi nelle conche di Bolzano, Merano e Bressanone.
Nel 1934 venne avviata la costruzione di una nuova zona industriale nel capoluogo, ove vari grandi gruppi industriali italiani di disparati settori (acciaierie Falck, Lancia, Magnesio, Feltrinelli, Iveco...) aprirono un loro sito produttivo: ciò accelerò ulteriormente l'afflusso di immigrati, tanto che in pochi anni la popolazione di Bolzano divenne a soverchiante maggioranza italiana.
Particolare attenzione fu posta nell'edificazione di monumenti: quelli considerati celebrativi della "germanicità" (in particolare le opere realizzate sotto l'amministrazione Perathoner, quali la statua di Walther von der Vogelweide o la fontana di re Laurino) vennero rimossi e sostituiti da altri inneggianti alla gloria dell'Italia fascista. A Bolzano sorsero così il Monumento alla Vittoria (costruito sui ruderi dell'incompiuto monumento ai Kaiserjäger, precedentemente abbattuto nel 1926), la Casa del Fascio (ornata sulla facciata da un ampio bassorilievo in cui spicca la figura di Mussolini a cavallo), il tribunale e la Casa della Gioventù Italiana del Littorio femminile (poi sede dell'Eurac).
Nel corso degli anni Trenta vennero inoltre eretti alcuni sacrari militari a San Candido, Colle Isarco e Passo Resia, ove vennero inumate salme di soldati di provenienza raccogliticcia (in larga parte italiana, ma anche austro-ungarica). Anche in questo caso lo scopo dei monumenti era la "sacralizzazione italiana" dei confini acquisiti al termine del primo conflitto mondiale. In tal senso degne di nota furono anche l'erezione a Brunico del monumento all'Alpino e quella del monumento al genio del Fascismo a Ponte Gardena.
Varie vestigia monumentali d'epoca fascista sono sopravvissute alla caduta del regime, ponendo successivamente diverse problematiche in merito alla loro gestione e cura, divenuta oggetto di polemiche e atti vandalici ma anche, in epoca più recente, l'occasione per un loro efficace riutilizzo, tramite un'azione di depotenziamento e risemantizzazione, quale luoghi di memoria critica.
L'italianizzazione intesa come ricostruzione edilizia e fenomeno migratorio fu invece assai minore nelle vallate interne e nei centri montani minori, che riuscirono a mantenere un'impronta decisamente tedesca sia culturalmente che architettonicamente.

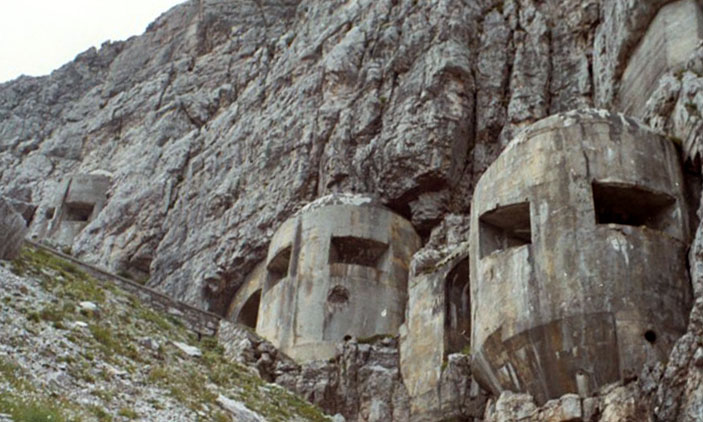
L'opera di difesa dello sbarramento Passo Monte Croce Comelico, appartenente al Vallo Alpino in Alto Adige

### Opzioni di cittadinanza
(Adolf Hitler, 19 marzo 1938)

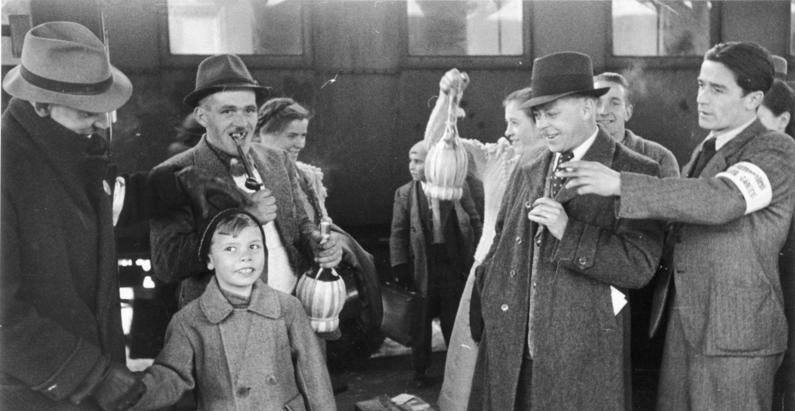
Optanten in arrivo alla stazione di Innsbruck (1940)

La tensione tra Hitler e Mussolini ebbe però vita breve: il loro avvicinamento verso il 1938 lasciò infatti mano libera al Terzo Reich per annettersi l'Austria. Molti sudtirolesi di lingua tedesca, che già guardavano con vivo interesse alla linea pangermanista del nazismo e spinti dalle misure repressive del regime fascista, cominciarono apertamente a sperare che il Führer proseguisse nella propria campagna anche oltre le Alpi, onde annettere alla Germania anche il territorio della provincia di Bolzano.

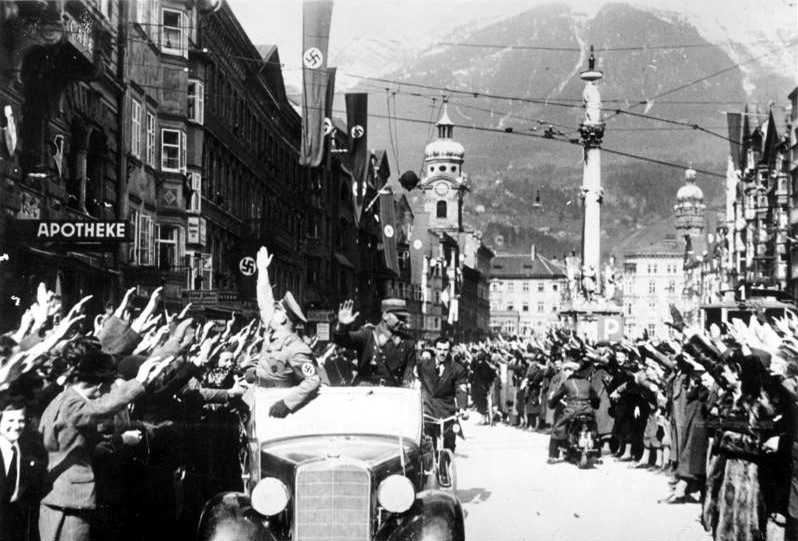
13 marzo 1938: la trionfale accoglienza tributata ad Hitler dalla popolazione di Innsbruck in occasione dell'Anschluss

Le speranze furono presto disattese: il 23 giugno 1939 a Berlino il governo tedesco e quello italiano siglarono un accordo (alla presenza anche del prefetto di Bolzano Giuseppe Mastromattei) per dare una soluzione alla "questione altoatesina" (Südtirolfrage). Da un lato infatti l'Italia era indisponibile a privarsi di una parte del proprio territorio, per giunta tanto strategica dal punto di vista commerciale e difensivo, dall'altra il regime nazista non poteva permettersi di venir meno alla volontà di riunire i popoli germanofoni sotto un'unica bandiera.
Il compromesso tra le parti, formalizzato il successivo 21 ottobre, si tradusse nella pratica delle Opzioni: riconosciuta l'intangibilità del confine italo-austriaco esistente, alle genti Volksdeutsche ("di etnia tedesca") della provincia fu proposto di optare per la cittadinanza tedesca, con susseguente obbligo di trasferirsi nel territorio della Germania nazista. Chi avesse rifiutato, decidendo di rimanere nella terra natia, avrebbe dovuto implicitamente accettarne l'italianizzazione, ché l'accordo non prevedeva alcuna forma di tutela linguistico-culturale in carico al regime fascista. Nel giro di un anno la possibilità di optare venne estesa anche agli abitanti delle enclavi tedescofone del Trentino, del Veneto e del Friuli, poi anche alle popolazioni di madrelingua ladina ad esclusione dalla val di Fassa. Gli accordi prevedevano infine il rimpatrio immediato di circa 10.000 soggetti residenti in Alto Adige già provvisti di passaporto tedesco (Reichsdeutsche), fissando infine il lasso di tempo concesso per scegliere da che parte stare.
Il patto ebbe un effetto lacerante sulla società altoatesina, che si spaccò tra coloro che scelsero di passare sotto il Reich (i cosiddetti Optanten) e coloro che rimasero "fedeli" alla loro terra a costo di rinunciarne alla cultura (Dableiber): questi ultimi furono additati dai partenti e da varie parti della comunità tedescofona come traditori, dovendo successivamente far fronte a discriminazioni e persecuzioni.

Merano (1939): manifestazione nazista

Il governo di Roma ebbe un atteggiamento incerto nei confronti delle Opzioni: da un lato una prevalenza di Dableiber avrebbe dimostrato che la politica di italianizzazione era stata metabolizzata dalla popolazione; dall'altro l'allontanamento in massa dei germanofoni avrebbe vieppiù lasciato campo libero all'afflusso di emigrati da altre regioni d'Italia, finanche nelle valli e nei centri montani, dando al territorio la sperata connotazione di una qualsiasi regione italiana.
Chiaramente a favore dell'emigrazione nel Reich fu invece la martellante propaganda del Völkischer Kampfring Südtirols ("Circolo combattente popolare del Tirolo meridionale"), longeva organizzazione paramilitare che invocava il passaggio dell'intero Tirolo sotto la giurisdizione nazista: gli attivisti non esitarono a compiere atti violenti e persecutori contro la popolazione civile, onde convincerla a optare. A loro si debbe anche la diffusione della cosiddetta "leggenda siciliana", una falsa notizia, inizialmente alimentata da parte fascista e poi amplificata dalla propaganda nazista, secondo la quale coloro che non avessero optato per la Germania sarebbero stati forzatamente deportati in Sicilia.
Dal punto di vista numerico la stragrande maggioranza degli altoatesini germanofoni (166.488 individui, pari all'85-90% della popolazione) optò per il Terzo Reich. Alla dichiarazione d'intenti non coincise però una loro univoca messa in atto: de facto gli emigranti furono circa 75.000 (soprattutto semplici lavoratori e contadini, che vendettero le loro proprietà all'Ente Nazionale per le Tre Venezie o ai Dableiber) e molti Optanten erano ancora domiciliati nel territorio altoatesino allorché esso fu invaso dai tedeschi nel 1943. Inoltre circa un terzo degli emigrati (25.000 persone) fece rientro nella regione a guerra finita. Per quanto riguarda i ladini, le Opzioni ebbero una significativa incidenza nella val Gardena, restando più circoscritta in val Badia.
Non furono pochi gli Optanten che durante la permanenza in Germania finirono per abbracciare appieno l'ideologia nazista, prestando inoltre servizio attivo nella Wehrmacht: alcuni di loro, una volta rientrati in Alto Adige, ebbero un ruolo attivo sia nelle azioni terroristiche del Befreiungsausschuss Südtirol, sia nella politica dei partiti "istituzionali" postbellici (finanche i più moderati, come la stessa Südtiroler Volkspartei).

## Armistizio e occupazione tedesca

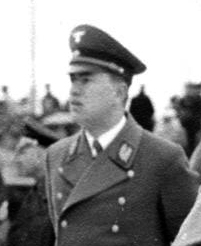
Il Gauleiter Franz Hofer

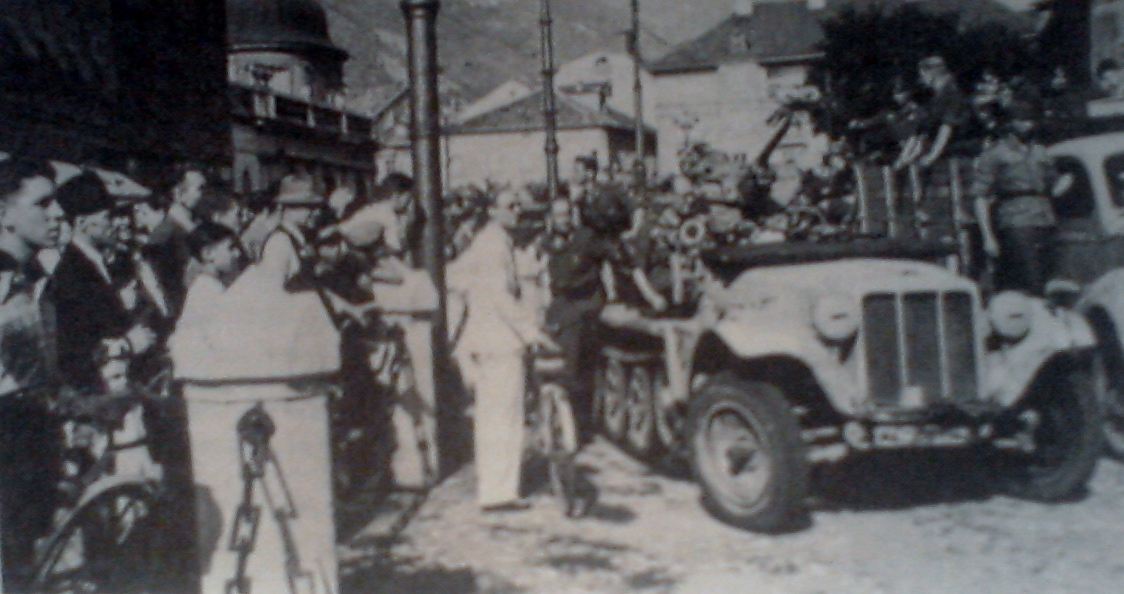
Truppe germaniche accolte dai sudtirolesi festanti a Bolzano (9 settembre 1943)

Dopo la destituzione e l'arresto di Mussolini a seguito degli eventi del 25 luglio 1943, Hitler ordinò l'inizio delle operazioni militari volte ad occupare i passi alpini italiani e liberare il duce. I piani di azione erano già stati elaborati dal comando tedesco nel mese di maggio e denominati Alarich und Konstantin (in italiano operazione Alarico).
Il 27 luglio le truppe tedesche acquartierate a Innsbruck, ai comandi dal generale Valentin Feuerstein, vennero imbarcate su venti autobus postali messi a disposizione da Franz Hofer, Gauleiter del Tirolo e Vorarlberg, e portati oltre il passo del Brennero; altre divisioni armate dislocate nei paraggi vennero inoltre istruite a tenersi pronte per intervenire a supporto.
Contestualmente affluirono in Alto Adige anche alcune divisioni di truppe alpine italiane: ciò incrementò la tensione tra i comandi militari italiani e quelli tedeschi. Franz Hofer colse l'occasione per chiedere ufficialmente che Berlino attuasse la riunificazione del Tirolo storico: in virtù di ciò alle ore 20:10 del 30 luglio, la 26. Panzer-Division tedesca attraversò il confine.
Gli invasori provvidero anzitutto ad occupare le caserme militari in località Terme di Brennero (Brennerbad), onde disarmare le truppe italiane di stanza nella zona. Alle ore 22 i tedeschi si addentrarono nell'Alta Valle d'Isarco e attaccarono Vipiteno e Colle Isarco; alle 23:30 le truppe italiane dislocate nei due comuni abbandonarono le armi. Le cittadine di Bressanone e Chiusa vennero occupate, mentre ponti, ferrovie e centrali elettriche furono poste sotto presidio; lo stesso accadde in Val Pusteria e Val Venosta. Alle 2 del mattino del 9 settembre le truppe naziste arrivarono a Bolzano e iniziarono l'occupazione della città. Il generale di divisione Fantoni, informato dal giornalista Vischi che i tedeschi erano alle porte, decise di attendere l'alba per vedere il da farsi; l'aeroporto di Bolzano, dotato di 24 aerei e di due sole mitragliatrici, chiese invano il supporto di un reparto di alpini per aiutare gli avieri. Nonostante una reazione da parte dei carabinieri (nella quale morirono un ufficiale e un artigliere), i tedeschi riuscirono subito ad entrare in città: sei carri armati arrivarono alla caserma Mignone e le truppe si posizionarono ben presto attorno a diversi punti sensibili come il comando del Corpo d'Armata e le antenne dell'EIAR presso Monticolo. Alle 3 del mattino i tedeschi spararono con artiglieria e tre carri, ma il comando resistette: restarono sul campo 4 tedeschi e 3 carabinieri. Nel frattempo diversi sudtirolesi si ritrovarono presso l'hotel Grifone (Greif) dove vennero loro distribuite delle armi assieme a dei bracciali con la scritta SOD, acronimo di Südtiroler Ordnungsdienst ("Servizio d'ordine del Sudtirolo"). L'avanzata tedesca nella città continuò; carri armati giunsero anche alla caserma Cadorna, dove vi fu qualche morto e numerosi feriti. Altri tentarono di risalire le pendici del Guncina, ma vennero respinti da alcuni massi fatti rotolare appositamente dai contadini. Il generale Gloria, che attendeva ordini da Roma, decise assieme ai suoi ufficiali di esporre bandiera bianca e di abbandonare le armi, anche perché verso le 3 un panzer Tiger sparò un colpo alla facciata del comando generale, aprendovi una voragine. I combattimenti in città furono comunque scarsi: qualche breve resistenza vi fu solamente presso il campo d'aviazione, ma ben presto tutte le truppe italiane furono concentrate presso il greto del Talvera e dopo alcuni giorni vennero spostate in altri luoghi. Bolzano fu ben presto sottomessa: il 9 settembre morirono 26 militari italiani e 9 tedeschi; se si calcolano i deceduti anche dei giorni seguenti in seguito alle ferite riportate le cifre sono aggiornate a 35 italiani e 12 tedeschi.
Dopo l'8 settembre 1943 l'esercito italiano, lasciato senza ordini, si sfasciò e il Terzo Reich ebbe mano libera nell'assumere il controllo dell'intero territorio altoatesino, ove una fetta significativa della popolazione accolse in festa le truppe tedesche come forze di liberazione. Molti altri però (soprattutto coloro che alle Opzioni si erano dichiarati Dableiber) temettero l'inizio di una nuova stagione di violenza contro i civili.
La mobilitazione imposta dal Terzo Reich avvenne sia in ambito militare che civile. Trentini, sudtirolesi e tirolesi non ancora mobilitati vennero arruolati in vari corpi armati locali: in Trentino nel Corpo di sicurezza trentino e in Alto Adige nel già citato Südtiroler Ordnungsdienst. Nel 1944 ragazzi e anziani ritenuti precedentemente non mobilitabili vennero richiamati nel Volkssturm ("milizia popolare" anche detto corpo degli Standschützen). L'andamento negativo della guerra spinse i nazisti a mobilitare uomini e donne anche nell'industria e nell'agricoltura.

### Operationszone Alpenvorland

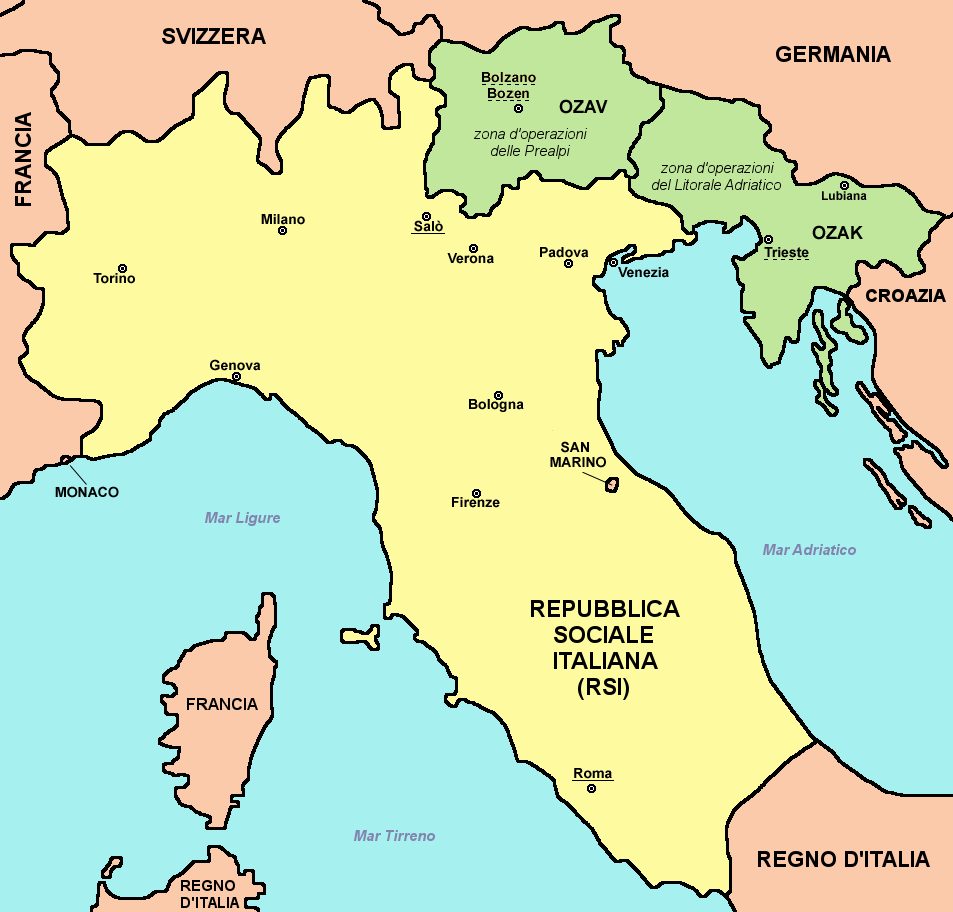
L'Alpenvorland e la Adriatisches Küstenland, facevano nominalmente parte della R.S.I., ma erano sotto amministrazione tedesca, in vista della successiva annessione al Grossdeutsches Reich.

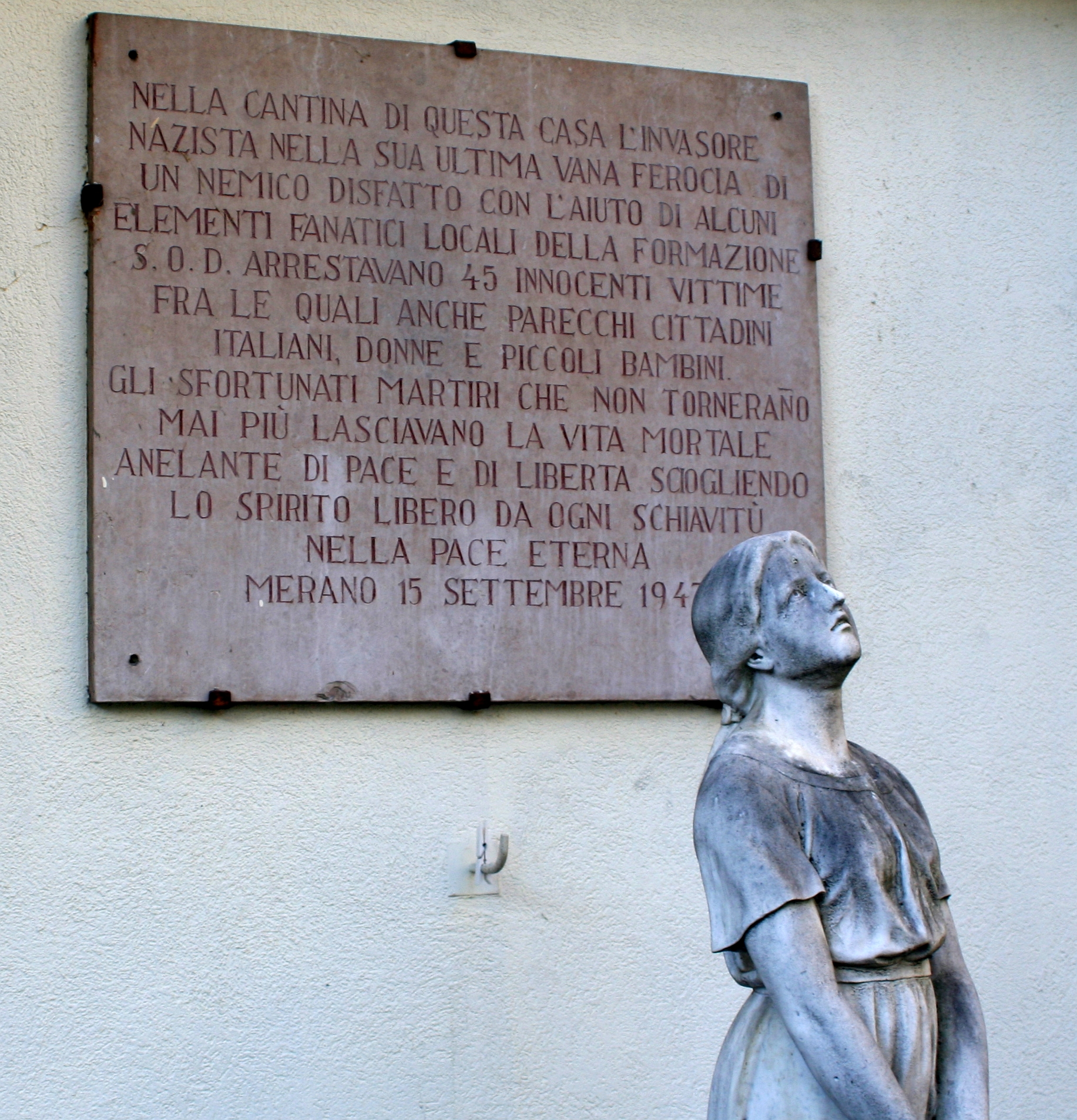
Targa a ricordo dei deportati ebrei di Merano (15 settembre 1943), presso l'ex sede dell'Opera Nazionale Balilla, arrestati con l'aiuto della Sicherheits- und Ordnungsdienst o anche Südtiroler Ordnungsdienst (S.O.D.). La S.O.D. giunse a contare 17.000 effettivi.

Con l'occupazione tedesca, la provincia di Bolzano, insieme a quelle di Trento e Belluno, fu incorporata nella Zona d'Operazione delle Prealpi, nominalmente parte della Repubblica Sociale Italiana, ma de facto amministrata dal Terzo Reich, e posta sotto il comando del Gauleiter del Tirolo Franz Hofer. Durante i "600 giorni", il gruppo linguistico italiano subì gravi contraccolpi: gran parte delle autorità amministrative italiane, sinora fedeli al regime, furono sostituite da elementi tedeschi, fedeli al Reich; il giornale italofono La Provincia di Bolzano, nato sotto l'egida del fascismo, venne soppresso e sostituito con il Bozner Tagblatt, in lingua tedesca e controllato dalle autorità occupanti; la stazione EIAR della città smise di trasmettere in italiano e venne allacciata alle emittenti del Reich. Alla provincia di Bolzano furono riaggregati i comuni della Bassa Atesina e quelli ladini dell'Ampezzano, Livinallongo e Colle Santa Lucia. A capo dell'amministrazione locale vennero collocati soprattutto elementi legati all'associazione altoatesina per le Opzioni in Alto Adige (Arbeitsgemeinschaft der Optanten für Deutschland), ivi compreso il prefetto Peter Hofer, poi deceduto durante un bombardamento e sostituito dal commissario Karl Tinzl.
I militari di lingua tedesca confluirono nella Wehrmacht, nelle SS e nella Gestapo. Nel 1943, dopo il reclutamento di circa 2000 soldati per i quali il servizio militare era d'obbligo (classi 1900-1912), in maggioranza optanti, la Wehrmacht ebbe difficoltà nel 1944 a trovare ulteriori reclute e pertanto dovette procedere all'arruolamento prevalentemente di Dableiber, che vennero tuttavia assegnati agli incarichi più umili, tra il disprezzo degli alti comandi, in cui sedevano esclusivamente persone legate al Reich tedesco.
Il collaborazionismo con le autorità naziste
Il SS Polizei-Regiment "Bozen" collaborò alle persecuzioni contro gli ebrei (fu decimata la comunità di Merano) e alla caccia ai soldati italiani sbandati dopo l'8 settembre.
I militari tedeschi vittime dell'Attentato di via Rasella a Roma, che scatenò la rappresaglia delle Fosse Ardeatine, appartenevano all'11ª compagnia del 3º battaglione del reggimento SS-Polizeiregiment Bozen. Il medesimo reggimento Bozen, formato quasi esclusivamente da altoatesini di lingua tedesca, si macchiò di gravi crimini contro la popolazione civile italiana, tra cui la strage della Valle del Biois, in cui vennero massacrate circa 44 persone.
Numerose furono le persecuzioni contro i Dableiber, tacciati di tradimento: molti di loro (soprattutto gli attivisti politici) furono picchiati, arrestati e deportati.
Le violenze si protrassero anche oltre la fine della guerra: l'11 novembre 1946 fu assassinato a randellate l'ex sindaco di Caldaro, Attilio Petri, secondo alcuni poiché avrebbe esposto il tricolore italiano il giorno del 4 novembre, anniversario della vittoria italiana nella prima guerra mondiale, e tolto invece il vessillo sudtirolese bianco-rosso.
A Bolzano sorse un campo "di transito" (Polizeiliches Durchgangslager) attraverso il quale passarono migliaia di vittime destinate ai campi di sterminio Oltrebrennero. Anche 23 italiani furono catturati e internati nel campo di Bolzano, per poi essere trucidati nell'eccidio della caserma Mignone il 12 settembre 1944. Altri 9 italiani vennero massacrati nella strage di Lasa.
In base al "programma di eutanasia - T4", voluto da Hitler, molti infermi psichici e disabili vennero deportati presso la clinica psichiatrica di Innsbruck e di qui a Hall e al Castello di Hartheim a Linz. Dei 569 malati che furono deportati, 239 morirono di fame e privazioni o furono eliminati.
Resistenza
Non mancarono tuttavia casi positivi: come ricordato dal presidente della Repubblica Sandro Pertini, durante la sua detenzione al carcere di Regina Coeli a Roma nel corso dell'occupazione tedesca della capitale, le guardie naziste di origine sudtirolese si distinsero per una maggiore indulgenza verso i detenuti ed ebbero un ruolo molto importante nel facilitare l'evasione di Pertini stesso e di alcuni suoi compagni dalla prigione il 25 gennaio 1944.
La resistenza contro i tedeschi era rappresentata dalla sezione provinciale del CNL (guidato fino alla sua esecuzione mediante strangolamento da Manlio Longon).
Anche i Dableiber, perseguitati come traditori dai nazisti, si organizzarono nella Andreas-Hofer-Bund. Si ricordano i nomi di Hans Egarter, Franz Thaler e Friedl Volgger, questi ultimi internati nel campo di concentramento di Dachau. Volgger riuscì a sopravvivere e nel dopoguerra divenne senatore della Südtiroler Volkspartei. Josef Mayr-Nusser, capo della gioventù cattolica diocesana, non volle prestare giuramento alle SS per incompatibilità con la propria fede religiosa: morì durante il viaggio verso il Campo di concentramento di Dachau. Anche Erich Ammon, esponente di spicco dei Dableiber e poi tra i fondatori della Südtiroler Volkspartei (SVP), fece parte della resistenza.
Il primo bombardamento alleato della città di Bolzano avvenne il 2 settembre 1943 (contemporaneamente a Trento, duramente colpita dalle bombe alleate che provocarono la strage della Portela, con poco meno di 200 vittime).
Il 25 aprile del 1945 l'Alto Adige venne liberato dagli Alleati. La seconda guerra mondiale finiva con 8.000 altoatesini dispersi o morti in guerra.

## Secondo dopoguerra
(Karl Gruber, Ministro degli Esteri austriaco)
Nella primavera del 1945 il territorio austriaco venne occupato dalle potenze alleate e la Repubblica Austriaca fu ricostituita nei confini del 1938.
L'Austria era a tutti gli effetti un paese vinto (larga parte della popolazione aveva apertamente sostenuto il nazismo e non pochi austriaci avevano partecipato alle operazioni di sterminio degli ebrei). Inoltre un buon numero di altoatesini di lingua tedesca vantava a sua volta pesanti compromissioni nazionalsocialiste. Il suo governo tuttavia negò la pur evidente complicità degli austriaci con il nazismo e i suoi crimini, riuscendo ad adottare ufficialmente la "teoria dell'Austria prima vittima del nazismo", che asseriva che l'Anschluss del 1938 era stata un'aggressione militare. Ciò evitò all'Austria di fare i conti col suo ingombrante passato ed impedì il processo di denazificazione che ebbe luogo in Germania.
Pur sottoposto ad occupazione militare alleata, all'Austria fu riservato un trattamento molto più morbido rispetto alla Germania e al suo governo fu concesso di tenere una propria politica estera: la finzione della "prima vittima" consentì fra le altre cose di evitare di pagare il conto per la guerra perduta, giungendo addirittura a richiedere indennizzi e riparazioni, fra cui varie rivendicazioni territoriali. La sovranità sull'Alto Adige divenne per Vienna un obiettivo di importanza primaria, che poteva contare su un discreto sostegno popolare da parte della popolazione tedescofona. In questo periodo la neonata Südtiroler Volkspartei aveva fra l'altro lanciato una raccolta firme atta a perorare tale soluzione, che aveva raccolto in poche settimane circa 155.000 sottoscrittori.

Ma le richieste in tal senso si rivelarono presto intempestive e difficili da sostenere l'Austria era comunque un paese sconfitto e a ciò si aggiunse il fatto che i vincitori, dopo aver già sottoposto l'Italia e forti amputazioni territoriali (con la perdita definitiva delle colonie e soprattutto della Venezia Giulia orientale, donde era scaturito l'esodo di centinaia di migliaia di persone), non intendevano infierire ulteriormente sulla nazione sconfitta. In ciò giocò un ruolo anche la posizione antitedesca dell'Unione Sovietica, che aveva espulso verso la Germania circa 15 milioni di cittadini est-europei germanofoni (causando peraltro la morte tre milioni di civili). L’appoggio dell'URSS divenne esplicito dopo la dura sconfitta del partito comunista austriaco nelle elezioni del 1945: Mosca dichiarò a quel punto che era inconcepibile che il mondo tedesco potesse acquisire un nuovo territorio dopo aver provocato e perso una terrificante guerra.

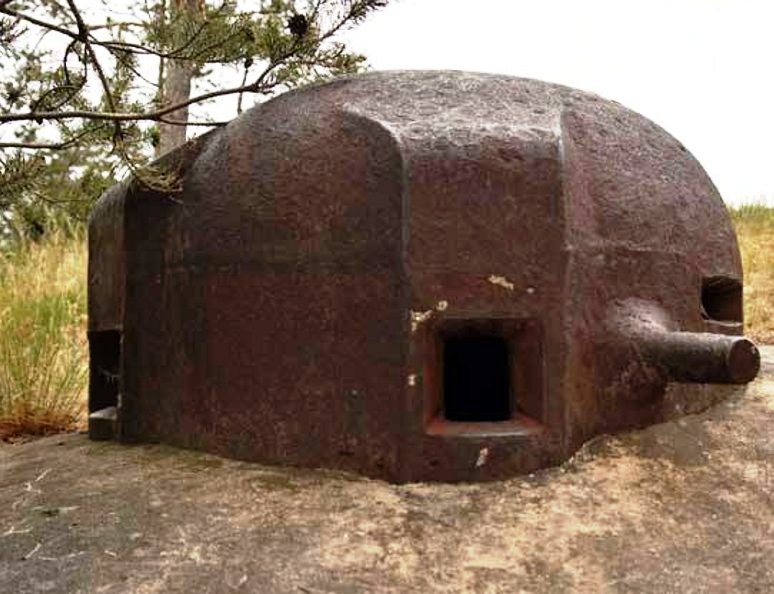
Una cupola difensiva del Caposaldo Col dei Bovi

La Conferenza di Potsdam (luglio-agosto 1945) pertanto confermò la sovranità italiana su tutto l'Alto Adige, individuandolo altresì come zona militarmente strategica alla luce delle crescenti tensioni tra Stati Uniti e Unione Sovietica, destinate di lì a poco a sfociare nella Guerra fredda. A conferma di ciò, nel giro di pochi anni la linea fortificata del Vallo Alpino in Alto Adige, temporaneamente abbandonata nei mesi della liberazione, venne rafforzata e ristrutturata.
La decisione alleata ebbe risvolti principalmente positivi per l'integrità della popolazione tedesca, che non fu oggetto di quelle politiche di eradicazione de-germanizzatrice che in altre parti d'Europa (ad esempio in Alsazia-Lorena, sottoposta a una pervasiva francesizzazione) si stavano rivelando particolarmente pressanti.

### Riconoscimento della minoranza tedesca e nascita della regione autonoma
(Costituzione della Repubblica Italiana, art. 6)
Come parziale compensazione per la mancata riannessione dell'Alto Adige l'Austria ottenne che lo status della popolazione tedesca sotto giurisdizione italiana fosse regolato mediante un trattato bilaterale, che ne sancisse lo status di minoranza e i relativi termini di tutela.

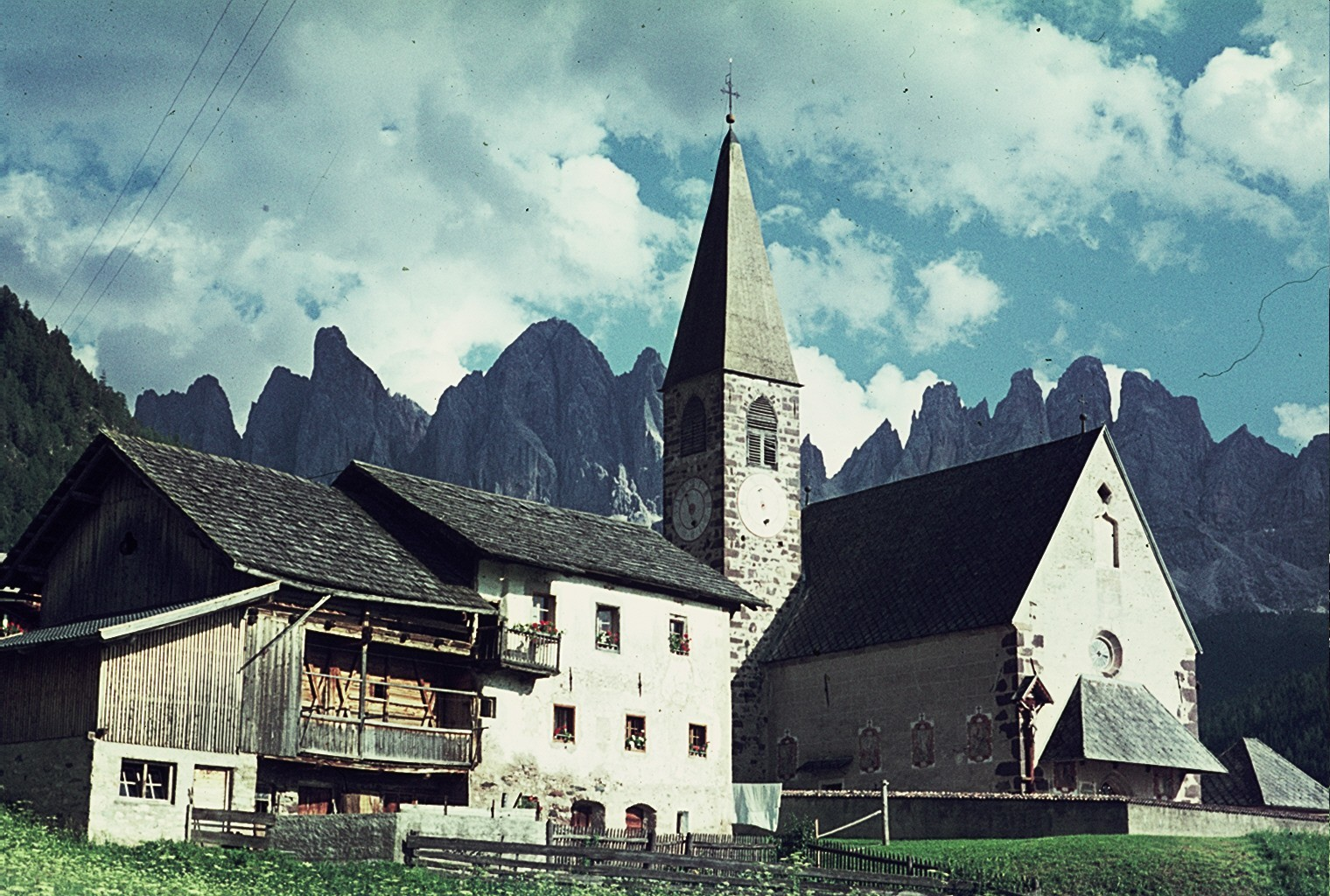
Funes nel dopoguerra, un tipico esempio di comune rurale prima della modernizzazione dagli anni settanta in poi

Il primo ministro italiano Alcide De Gasperi e il ministro degli esteri austriaco Karl Gruber raggiunsero quindi un accordo, che fu ratificato il 5 settembre 1946 e pubblicato sulla Gazzetta Ufficiale il 24 dicembre del 1947. L'accordo De Gasperi-Gruber (come venne poi chiamato) riconosceva i diritti specifici degli abitanti di lingua tedesca delle province di Bolzano e di Trento (l'art. 1 recitava: "Gli abitanti di lingua tedesca della Provincia di Bolzano e quelli dei vicini comuni bilingui della provincia di Trento [ovvero della Bassa Atesina, allora ancora aggregata al Trentino] godranno di completa eguaglianza di diritti rispetto agli abitanti di lingua italiana, nel quadro delle disposizioni speciali destinate a salvaguardare il carattere etnico e lo sviluppo culturale ed economico del gruppo di lingua tedesca") e concedeva loro di riacquistare la cittadinanza italiana e agli optanti realmente partiti di fare ritorno nelle terre natie, in entrambi i casi se non compromessi politicamente con il nazismo. Da parte sua l'Austria rinunciava formalmente a qualsiasi rivendicazione terrotoriale sull'Alto Adige.
Il primo gennaio del 1948 entrò quindi in vigore la nuova costituzione italiana, che al suo articolo 6 prevedeva la tutela delle minoranze linguistiche e all'articolo 116 la concessione del primo statuto speciale di autonomia per la Trentino-Alto Adige/Tiroler Etschland, cui venivano devoluti ampi poteri legislativi, amministrativi e finanziari, sancendo altresì il bilinguismo italiano/tedesco, la possibilità di istituire scuole in lingua tedesca e di adottare una toponomastica bilingue.
L'unità amministrativa che si veniva così a creare manteneva comunque una popolazione a netta prevalenza italofona, dando soddisfazione alle istanze autonomiste trentine, supportate in prima persona dallo stesso De Gasperi, frustrando invece le istanze sudtirolesi.
La regione mantenne l'articolazione nelle province di Trento e Bolzano; a quest'ultima già nel 1948 vennero annessi i comuni a maggioranza tedesca della provincia di Trento situati sul confine tra le due province (Anterivo, Lauregno, Proves, San Felice Val di Non, Senale e Trodena) e ri-annessi i comuni a maggioranza (o forte presenza) tedesca che a suo tempo erano passati sotto Trento (Bronzolo, Cortaccia, Egna, Magrè - dal quale fu successivamente scorporato il comune di Cortina sulla strada del vino -, Montagna, Ora e Salorno). Lo stesso non si poté fare per alcune isole linguistiche tedesche sul territorio trentino, troppo isolate dall'Alto Adige.
Questa serie di provvedimenti, anche se ispirata dalle grandi potenze, poté realizzarsi grazie alla notevole disponibilità da parte del governo italiano, che peraltro soprassedette al permanere in Alto Adige di larghe simpatie verso il nazismo, nonché il fascismo da parte italiana.
Dal 1946 al 1967 l'Ufficio per le Zone di Confine istituito presso la Presidenza del Consiglio si occupò di tutti gli affari relativi alle complesse questioni delle aree di confine, come anche della questione altoatesina, adoperandosi anche economicamente per il "sostegno all'italianità". L'edilizia popolare e il pubblico impiego, in pratica entrambi allora riservati al gruppo di lingua italiano, furono uno dei campi in cui vi furono maggiori tensioni in Alto Adige.

### Ratlinealtoatesina
L'Alto Adige nei primi anni del dopoguerra era de facto "terra di nessuno": la cittadinanza della popolazione era incerta, specialmente quella fascia di persone che a suo tempo avevano optato per la Germania (considerati "tedeschi senza cittadinanza"). In aggiunta il ritiro delle truppe alleate dall'Italia settentrionale, nel dicembre 1945, l'aveva reso unico territorio di lingua tedesca non occupato militarmente.
Tale incertezza amministrativa aveva fatto sì che la provincia non venisse sottoposta ad alcuna opera di denazificazione o defascistizzazione: le élite locali, pur se compromesse coi regimi totalitari, non vennero "purgate" e poterono continuare ad esercitare le loro funzioni. Nemmeno il governo dell'Italia libera si spese granché in tal senso, temendo di sovraesporre agli occhi dell'opinione pubblica i non rari episodi di collaborazione fra fascisti e nazisti.
Molti ricercati del fu Terzo Reich decisero pertanto di ripararvi in via temporanea, prima di fuggire verso località più lontane: a loro venne dato aiuto e rifugio soprattutto da ecclesiastici di vario grado e livello (sovente le gerarchie vaticane diedero loro modo di continuare il loro viaggio verso ulteriori vie d'espatrio) e da varie amministrazioni comunali (che non esitarono a rilasciare loro documenti falsi).
Questa ratline (termine inglese per "via di fuga") fu così sfruttata nel solo anno 1946 da centinaia di criminali di guerra nazisti (tra i quali Adolf Eichmann, Josef Mengele, Klaus Barbie e Erich Priebke), che entrarono in Italia dal Brennero, ottennero ospitalità in Alto Adige e (una volta muniti di credenziali fasulle) poterono raggiungere il porto di Genova e imbarcarsi per destinazioni transoceaniche.

## Anni cinquanta e sessanta: rivendicazioni autonomiste e terrorismo

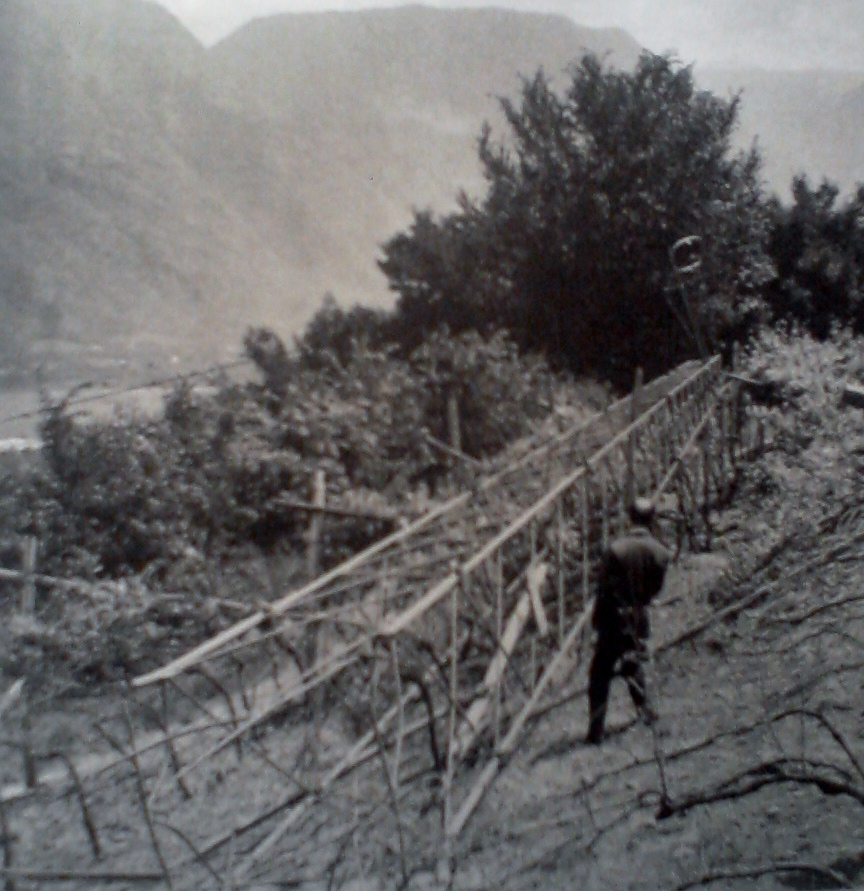
Uno dei 37 tralicci che furono fatti saltare nel giugno 1961

Ottemperando all'accordo De Gasperi-Gruber, lo statuto d'autonomia della regione Trentino-Alto Adige aveva ripristinato l'insegnamento scolastico in lingua tedesca e ristabilito la toponomastica originaria, che venne parificata a quella italiana.
Fino alla metà degli anni cinquanta la Democrazia Cristiana e la Südtiroler Volkspartei (SVP), partito di riferimento della popolazione di lingua tedesca guidato originariamente dagli ex Dableiber (oppositori del nazismo) collaborarono costruttivamente alla gestione dell'ente regionale. Lo sviluppo economico fu rapido: già nel 1952 il reddito medio annuo per abitante in provincia di Bolzano era di 211.012 lire, pari al 130,4% della media nazionale.
Anche le giurisdizioni religiose, tanto importanti in un territorio fortemente cattolico, vennero ridefinite: nel 1964 i confini diocesani trentini e altoatesini vennero portati a corrispondere con quelli delle province italiane. Primo artefice della scelta fu il vescovo di Bressanone (e amministratore pro tempore della cattedra di Trento) Joseph Gargitter, che a seguito di ciò divenne il primo ordinario della nuova diocesi di Bolzano-Bressanone, con sede residenziale nel capoluogo altoatesino.
Ben presto tuttavia vari politici di lingua tedesca iniziarono a loro volta ad accusare il governo di Roma di portare avanti una "politica del 51%", atta a inverare la sostituzione etnica dell'Alto Adige mediante lo stimolo dell'emigrazione di manodopera dal resto d'Italia. Particolarmente influente fu la voce del prete Michael Gamper, paladino della resistenza all'italianizzazione, il quale pubblicò un articolo sul quotidiano Dolomiten (organo di riferimento della stampa tedesca, rifondato il 19 maggio 1945) nel quale accusava le autorità italiane di non aver mai cessato di opprimere la popolazione sudtirolese, da lui definita come avviata a una marcia della morte (Todesmarsch). A sostegno della propria tesi, il canonico denunciò che tra il 1947 e il 1953 circa 50.000 cittadini di altre regioni italiane s'erano stabiliti in provincia di Bolzano, andando a erodere la maggioranza tedescofona.
Il governo italiano negò tali accuse pubblicando uno studio dell'Istituto Centrale di Statistica, che quantificava l'aumento della popolazione italofona nel periodo contestato in circa 8000 unità, ascrivibili soprattutto all'invio di funzionari pubblici incaricati di riattivare gli uffici statali e militari nel territorio altoatesino.
La situazione peggiorò ulteriormente a partire dal 1955, allorché il trattato di stato liberò definitivamente l'Austria dall'occupazione alleata, ricostituendone la sovranità sotto forma di repubblica. A stretto giro il nuovo governo viennese impugnò l'accordo De Gasperi-Gruber, mettendo apertamente in dubbio la sovranità italiana sull'Alto Adige: venne così creato un "sottosegretariato agli Esteri per gli affari sudtirolesi", finalizzato a ingerirsi direttamente nelle vicende della provincia di Bolzano, allo scopo precipuo di fomentare le spinte secessioniste. Non a caso il dicastero fu affidato a Franz Gschnitzer, membro della federazione irredentista Lega del Monte Isel (Bergisel-Bund).
Fu proprio l'Austria, con il nullaosta delle potenze alleate, a facilitare il rientro sistematico degli altoatesini che avevano optato per il Reich: costoro andarono in gran parte a rafforzare la massa critica che contestava lo status quo, asserendo che le misure prese erano ben lungi dall'essere sufficienti per la tutela della comunità germanofona nel territorio italiano.

### Contrapposizione etnica
(Silvius Magnago, SVP)
Sul finire degli anni cinquanta le ali più radicali della SVP ottennero l'egemonia sul partito, grazie anche all'intransigenza della controparte italiana: nel 1957 entrarono a far parte del direttivo Karl Tinzl (già prefetto di Bolzano sotto l'occupazione nazista), Alfons Benedikter (che nel 1940 aveva disertato dall'esercito italiano per passare alla Wehrmacht), Friedl Volgger e Hans Dietl. In generale le liste degli iscritti si popolarono di ex Optanten rinaturalizzati italiani, alcuni con trascorsi nazisti: tra i nomi destinati a carriere di prestigio spiccavano quelli di Alois Pupp (già iscritto al NSDAP), Josef v. Aufschnaiter (già membro delle SS) e Norbert Mumelter (ex leader del Völkischer Kampfring Südtirols).
Il partito prese così a promuovere una politica intransigente nei confronti della popolazione e delle istituzioni italiane in provincia di Bolzano: in tutti i municipi ove il consiglio comunale era a maggioranza SVP (facevano eccezione solo Bolzano, Bronzolo, Egna, Fortezza, Merano, Laives, Salorno e Vadena) venne sospeso il rilascio di nuove residenze a cittadini italofoni, venne attuata la separazione etnica nelle scuole e negli edifici, fu ostacolata la costruzione di alloggi popolari (visti come "calamite" per l'immigrazione italiana) e venne chiesto addirittura lo smantellamento della zona industriale di Bolzano. Vennero inoltre scoraggiati i matrimoni interetnici.
La SVP prese quindi a contestare la presenza maggioritaria di italiani nelle divisioni della pubblica amministrazione provinciale, nonché il centralismo delle istituzioni di Trento: il presidente della giunta regionale Tullio Odorizzi rispose difendendo il primo statuto di autonomia deliberato dall'assemblea costituente repubblicana e rimettendo il caso alla Corte costituzionale, che gli diede ragione bocciando i tentativi della SVP di depotenziare le istituzioni regionali.
L'operato della giunta Odorizzi e della classe dirigente regionale di allora venne tuttavia messo in discussione nel marzo 1957 anche dal questore di Bolzano Renato Mazzoni, che in una lettera al ministro dell'interno Fernando Tambroni criticò apertamente le politiche fino ad allora tenute dalle istituzioni italiane verso la minoranza germanofona (tacciate di miopia e furberia), chiedendo maggior comprensione verso le istanze sudtirolesi. La presa di posizione tuttavia gli costò l'allontanamento dall'incarico nel dicembre successivo; già un anno prima il governo italiano aveva infatti preso posizione per bocca dello stesso Tambroni, che aveva negato categoricamente l'esistenza di un "problema" o di "una questione del Sudtirolo".

### Los von Trient
Nel paesaggio politico altoatesino si era intanto consolidata la figura di Silvius Magnago, dal 1948 presidente del consiglio provinciale di Bolzano, che nella primavera del 1957 ottenne la nomina a capo (Obmann) della Südtiroler Volkspartei.
Egli non tardò a imporre la propria influenza nel corso degli eventi: nello stesso anno il ministro dei lavori pubblici Giuseppe Togni aveva infatti annunciato lo stanziamento di due miliardi e mezzo di lire per la costruzione di nuovi alloggi popolari in territorio altoatesino. Venuto a conoscenza di tale iniziativa, Magnago la definì pretestuosa e finalizzata a rinforzare il flusso migratorio di cittadini di lingua italiana nella provincia di Bolzano: a stretto giro la SVP convocò una manifestazione di protesta per il 17 novembre in piazza Walther a Bolzano, vedendosela però proibire dal commissario del governo Sandrelli, ufficialmente per motivi di tutela dell'ordine pubblico. Magnago però non demorse e propose al commissario di spostare l'evento a Castel Firmiano, dove già il 5 maggio 1946 20.000 persone avevano protestato per l'autodeterminazione dell'Alto Adige; Sandrelli rimase perplesso, ma si fece infine convincere dall'Obmann, che gli promise l'assoluta pacificità dell'occasione:
A rimarcare la peculiarità della manifestazione, gli organizzatori coniarono per essa un nuovo slogan, Los von Trient ("via da Trento"), che riprendeva il vecchio motto separatista Los von Rom ("via da Roma") mutandone però la prospettiva: l'obiettivo non doveva infatti essere più la secessione dall'Italia, ma il superamento dell'autonomia regionale in favore di una devoluzione di competenze a livello provinciale, indicata quale unica via praticabile per il conseguimento di una vera tutela della minoranza linguistica tedesca, la quale nella regione a guida trentina si sentiva "schiacciata" dalla presenza maggioritaria della popolazione italiana ed estromessa dalle possibilità effettive di autogoverno locale.
Fin dalle prime ore del mattino del giorno fissato una grande folla (stimata in un totale di oltre 35.000 persone) ascese ordinatamente al castello, le cui vie d'accesso erano presidiate in forze dagli agenti della polizia. I timori delle autorità italiane non erano effettivamente peregrini dato che, a dispetto della protestata pacificità dell'occasione, tra alcuni dei manifestanti circolava un volantino recante il testo:

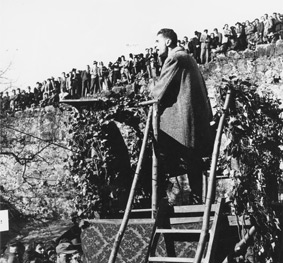
Magnago parla alla folla raccoltasi a Castel Firmiano il 17 novembre 1957.

A indirizzare gli animi intervenne comunque il lungo e incisivo discorso di Magnago, che dal palchetto ligneo eretto a tribuna parlò per diversi minuti: attaccò i piani edilizi italiani e l'immigrazione (rei a suo dire di aver soffocato «all'interno della [...] patria» i sudtirolesi, costringendoli «a sopravvivere in grotte e baracche») e invitò i politici austriaci a «non [...] farsi abbindolare dallo charme dei politici italiani» (cioè a proseguire nella pressione diplomatica per tutelare la minoranza linguistica). Al contempo però, in accordo con lo slogan ufficiale della manifestazione, riconobbe l'impossibilità di ridefinire il confine di stato dell'Italia (complice l'inasprirsi della guerra fredda, nel cui scenario il governo di Roma era divenuto un importante alleato degli Stati Uniti, oltre a giocare un ruolo strategico a livello continentale in quanto cofondatore della Comunità Europea) ed esortò gli astanti ad «alzare la voce [...] per farsi capire da chi non [...] vuole ascoltare», abbandonando al contempo le ostilità anti-italiane al termine della manifestazione:
L'appello ebbe esito: la manifestazione risultò pacifica sia nello svolgimento che negli esiti diretti.

### Stagione degli attentati
Gli sviluppi di questa politica rivendicativa non furono però pacifici in toto; ben presto anzi per l'Alto Adige iniziò la stagione degli attentati.
I primi attacchi esplosivi vennero attuati tra il 1956 e il 1957 dal gruppo Stieler (dal nome del capobanda, un tipografo del quotidiano Dolomiten) e l'inasprimento fu rapido: gli atti violenti divennero sempre più frequenti, complicando i negoziati tra Italia e Austria.
Punto di riferimento dell'attività terroristica divenne presto il Befreiungsausschuss Südtirol (abbreviato BAS, letteralmente "Comitato per la liberazione del Sudtirolo"), un'organizzazione di lotta armata clandestina mirante alla riunificazione del Tirolo sotto la giurisdizione dell'Austria.
Negli anni sessanta si verificarono numerosi attentati dinamitardi, inizialmente contro oggetti ed edifici (tralicci, caserme, ma anche luoghi di ritrovo come bar e oratori) e poi anche contro bersagli umani, in special modo soldati e agenti delle forze dell'ordine. L'azione più nota fu quella della "Notte dei fuochi", organizzata dal BAS il 12 giugno 1961 in occasione della festa del Sacro Cuore: con un coordinamento a livello provinciale vennero accesi dei grandi falò sulle montagne e furono collocate cariche esplosive presso una sessantina di tralicci sparsi per l'intero territorio altoatesino; solo una quarantina esplosero, ma bastarono comunque a gettare il panico tra la popolazione e a causare una vittima, il cantoniere dell'ANAS Giovanni Postal, che accortosi di una delle bombe tentò vanamente di disinnescarla.
L'azione più cruenta del BAS - anche se recentemente sono stati espressi seri dubbi sulla sua responsabilità - fu però la strage di Cima Vallona, nel bellunese: il 25 giugno 1967 una mina antiuomo esplose uccidendo uno degli alpini che sorvegliavano l'area; poco dopo gli uomini della Compagnia speciale antiterrorismo, arrivati sul posto per indagare, vennero investiti da una seconda deflagrazione, che causò la morte di altri tre militari.
Le forze di polizia ed in particolare i Carabinieri risposero duramente: molti attivisti delle varie sigle rivoltose furono arrestati e mandati a processo. Il procedimento contro i membri del BAS che parteciparono alla "notte", avvenuto nel 1964, ebbe ampia eco mediatica e contribuì a diffondere la questione sudtirolese presso l'opinione pubblica nazionale e internazionale.
Ci furono denunce secondo le quali due persone sarebbero morte in seguito a torture subite in carcere. La Corte d'Assise di Milano a proposito delle presunte sevizie rilevò che "dalle perizie necroscopiche eseguite da collegi di periti fosse risultato che entrambi i detenuti erano morti per cause naturali".
Ipotesi secondo cui i servizi segreti dei paesi interessati avrebbero manovrato gli attentati in Alto Adige per alzare il livello di tensione non furono confermate in sede giudiziaria, ma furono accolte in una relazione di maggioranza della Commissione stragi del Parlamento della Repubblica Italiana nel 1992. Le azioni dei terroristi altoatesini provocarono anche la reazione dei movimenti di estrema destra italiani. Una bomba collocata ad Ebensee, in Alta Austria, provocò la morte di un gendarme austriaco.
Nel contempo si cercava una soluzione politica: il trattato del 1946 fu la base della risoluzione 1497 dell'Assemblea generale delle Nazioni Unite del 1960, sollecitata dal cancelliere austriaco Bruno Kreisky, che invitava "urgentemente" i due paesi a riprendere "i negoziati con l'obiettivo di trovare una soluzione di tutte le controversie concernenti l'attuazione dell'accordo di Parigi del 5 settembre 1946".
Contemporaneamente vennero celebrati anche i processi contro i cosiddetti ragazzi di Fundres (Pfunderer Burschen), accusati di aver ucciso un membro della Guardia di Finanza, condannati a diversi anni di carcere.

## Dalla nascita della provincia autonoma (1972) al terzo millennio

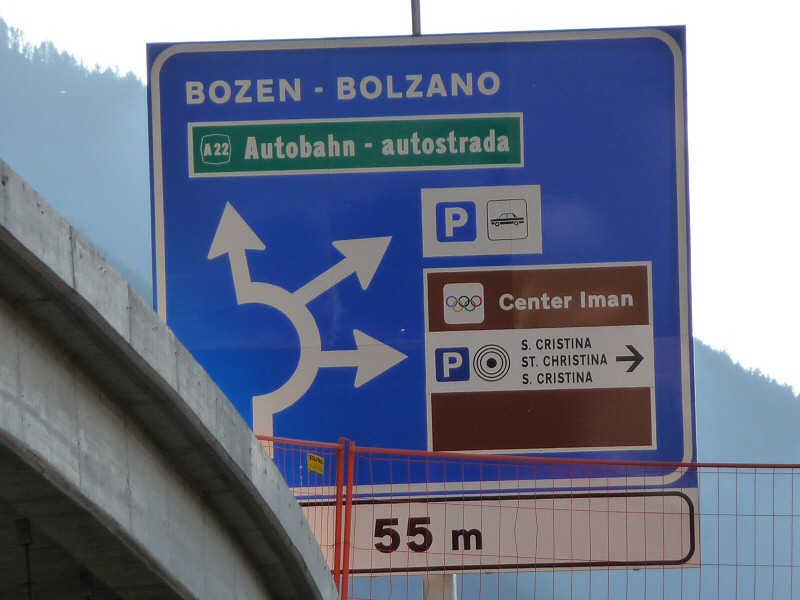
Esempio di cartello stradale bi- e trilingue nel comune di Santa Cristina Valgardena

Dopo dodici anni di discussione nei consessi nazionali e internazionali, nel 1972 l'Alto Adige ottenne dallo Stato italiano un'ampia autonomia separata dal Trentino. Con l'entrata in vigore del secondo statuto speciale del Trentino-Alto Adige (in tedesco Trentino-Südtirol) le maggiori competenze e risorse sono state infatti tolte alla regione per trasferite alle singole province autonome di Trento e di Bolzano.
Nel 1976 fu emanata la norma sulla ripartizione proporzionale degli impieghi pubblici in base alla consistenza numerica dei gruppi linguistici tedeschi, italiani e ladini. Tali dati vengono decennalmente aggiornati dal 1981 grazie alla dichiarazione di appartenenza al gruppo linguistico (dal 2011 la dichiarazione, inizialmente nominativa, è divenuta anonima). Questo sistema cosiddetto "proporzionale" incarna un principio "statico" e etnocentrico dell'autonomia, in contrasto con il requisito di bi- o trilinguismo obbligatorio dal 1976 per l'accesso al pubblico impiego.
Ciononostante gli attentati terroristici ripresero con forza nella seconda metà degli anni settanta, terminando solamente alla fine degli anni ottanta. Accanto a gruppi estremistici di lingua tedesca, in particolare Ein Tirol, ancora favorevoli al distacco dall'Italia, comparvero anche organizzazioni estremistiche italiane, come l'Associazione Protezione Italiani (Api) e il Movimento italiano Adige (MiA), contrarie ai provvedimenti contenuti nel secondo statuto di autonomia. Pur senza provocare vittime umane, la nuova ondata di attentati fu legata ad un nuovo peggioramento dei rapporti etnici. Il sindaco di Bolzano Giancarlo Bolognini, descrisse il fenomeno così:
Il bilancio complessivo dei trentadue anni di terrorismo in Alto Adige (dal 20 settembre 1956 al 30 ottobre 1988) fu di 361 attentati tra atti dinamitardi e sparatorie, che causarono 21 morti (dei quali 15 membri delle forze dell'ordine, due cittadini comuni e quattro guerriglieri) e 57 feriti (24 fra le forze dell'ordine, 33 fra i privati cittadini).
La distensione cominciò solo sul finire degli anni ottanta. Nel 1992, essendo state approvate le norme di attuazione dello statuto del Trentino-Alto Adige (confluite nel cosiddetto Pacchetto per l'Alto Adige, il corpus delle misure a favore della popolazione di lingua tedesca e ladina), l'Austria rilasciò all'Italia la cosiddetta "quietanza liberatoria" (Streitbeilegungserklärung) che chiudeva il contenzioso tra i due stati pendente innanzi l'ONU. In cambio l'Italia ritirò il proprio veto contro l'entrata dell'Austria nell'Unione europea, avvenuta tre anni dopo.
L'Alto Adige è divenuto un esempio di pacifica convivenza fra gruppi etnici, tanto da essere talora additato a modello esportabile per la soluzione di altri conflitti etnici, come nel caso del Tibet o della minoranza serba in Kosovo. Il governo kosovaro ha però escluso l'applicazione del modello altoatesino in quanto porterebbe alla creazione di una specie di repubblica serbo-bosniaca all'interno di uno Stato a maggioranza albanese, con conseguente rischio di fomentare le rivalità etniche.
Tuttavia anche in Alto Adige le tensioni non sono state definitivamente sopite e si sono di nuovo accentuate con l'avvento del Terzo millennio.

### Sviluppo economico
Rispetto alla media delle province italiane, l'Alto Adige eccelleva economicamente già negli anni '50. Nel 1958 il reddito medio della provincia di Bolzano ammontava a 305.065 lire (del 24,8% superiore a quello medio nazionale, facendo dell'Alto Adige la dodicesima provincia più ricca d'Italia), mentre l'indice della disoccupazione era dell'1,25%. La realtà economica era fortemente settorializzata per etnie: il gruppo linguistico italiano controllava l'industria e il pubblico impiego, l'agricoltura, l'artigianato e il turismo erano nelle mani del gruppo linguistico tedesco.
Le cose cambiarono con l'introduzione del Pacchetto per l'Alto Adige, che, con l'introduzione della proporzionale etnica, aprì le porte del pubblico impiego anche ai germanofoni; inoltre, lo sviluppo del turismo di massa e la crisi dell'industria pesante agevolarono le attività economiche tradizionalmente in mano ai germanofoni e ridussero quelle in cui erano impiegati gli italofoni. Le imprese altoatesine furono fortemente rinnovate, puntano sulla Green economy e fanno da cerniera con il mondo germanico ed europeo.
Nel 2010 l'Alto Adige si è attestato al secondo posto nella classifica delle province italiane, con un PIL pro capite di 35.249,88 euro (superato dalla provincia di Milano). Anche la condizione occupazionale in provincia fino alla crisi dell'Eurozona era eccellente e con un tasso di disoccupazione che si attesta al 2,7% si poteva parlare tecnicamente di piena occupazione. Nel frattempo la disoccupazione è salita al 4,1%. Il notevole benessere è anche riconducibile all'oculata gestione delle risorse da parte dell'amministrazione provinciale: nel maggio del 2006 il presidente Luis Durnwalder ha ricevuto lo "European Taxpayers' Award" per l'efficienza dell'amministrazione pubblica in Alto Adige.

### Intervento pubblico nell'economia
L'Alto Adige dispone del 90% delle imposte pagate in provincia, corrispondenti a 9.000 euro di risorse all'anno per ognuno dei suoi abitanti, superati dai 12.000 della Valle d'Aosta, contro i 2.000 della Lombardia. La Lombardia però gestisce meno competenze e ha meno risorse proprie, con funzioni e servizi a carico dello Stato centrale che l'Alto Adige invece autogestisce ed autofinanzia, tra le quali il sistema dell'istruzione dalla scuola materna all'università, il settore sanitario e quello sociale, la gestione dell'intera rete delle strade statali e provinciali. Complessivamente il bilancio dell'Alto Adige si aggira sui 5 miliardi di euro all'anno. L'economia dell'Alto Adige si contraddistingue dunque per l'elevato ruolo giocato dalla provincia e dai relativi incentivi erogati.
Il ruolo svolto dal pubblico impiego è rilevante e spesso gli impiegati, a parità di ruolo e funzioni, godono di benefici economici superiori a quelli del resto d'Italia. L'industria è tuttora basata sulle imprese piccole, fortemente condizionate dai contributi pubblici. Lo sviluppo della grande industria (in mano italiana) venne in passato ostacolato dalla politica locale, memore anche del fatto che, nel ventennio fascista, fu la testa d'ariete che permise l'italianizzazione della provincia.
Il settore agricolo, da sempre beneficia di aiuti pubblici per poter mantenere i masi di alta montagna, considerati di vitale importanza per il preservamento ecologico del territorio.

### Politica di separazione etnica

Bolzano 1988: "Marcia della fratellanza degli italiani", protesta della destra italiana contro la presunta discriminazione etnica

Lo statuto di autonomia sancisce la parità delle due lingue italiano e tedesco, l'obbligo del bilinguismo per tutti i dipendenti pubblici e la cosiddetta proporzionale etnica: le assunzioni pubbliche sono distribuite in proporzione alla consistenza dei tre gruppi linguistici (italiano, tedesco e ladino) rilevata in occasione del censimento nazionale. La normativa deroga all'articolo 3 della Costituzione italiana, che proclama l'uguaglianza "senza distinzione di sesso, di razza, di lingua", giustificandosi in base all'art. 6: "La Repubblica tutela con apposite norme le minoranze linguistiche" nonché in base alle varie leggi costituzionali promulgate in materia.
A parte rare eccezioni (Libera Università di Bolzano, la scuola ladina e alcune scuole private) tutte le scuole sono separate per gruppi linguistici, anche se con la provincializzazione del sistema scolastico la compenetrazione dei diversi comparti, per esempio tramite scambi interscolastici e la creazione di testi unici in entrambe le lingue, tende ad aumentare. Anche altri aspetti della vita sociale sono regolati dal principio della separazione: accanto al Club Alpino Italiano esiste l'Alpenverein Südtirol e anche la Caritas intrattiene sezioni separate per gruppo etnico.
L'Alto Adige sarebbe anzi una roccaforte della separazione etnica. Basti pensare che ancora negli anni ottanta del Novecento il presidente della provincia di Bolzano, Silvius Magnago, si opponeva ai matrimoni tra persone di lingua italiana e tedesca, dichiarando che i matrimoni misti fossero una "piaga". Sul piano culturale, la segregazione venne invece riassunta nella formula Mischkultur ist Mistkultur ("la mescolanza di culture è una porcheria". Mist, alla lettera, significa "letame").
Indagini recenti descrivono l'Alto Adige come realtà che comprende due mondi, italiano e tedesco, che viaggiano su binari paralleli, in una situazione caratterizzata dalla mancanza di contatto e confronto e dunque da una scarsa conoscenza dell'altro mondo. La responsabilità delle cosiddette "mura invisibili" viene ricondotta principalmente alla divisione dei due gruppi a livello scolastico e istituzionale.
Il dibattito intorno alla separazione etnica, soprattutto a livello scolastico, continua dunque negli anni Duemila, con risvolti che raggiungono anche la scena nazionale. Il piano di erigere un muro per separare fisicamente bambini di lingua italiana e tedesca in una scuola materna di Bressanone nel 2007 è stato abbandonato, anche se l'insegnamento permane diviso. A Bolzano, per frenare l'afflusso di bambini di lingua italiana negli asili di lingua tedesca, i fautori della separazione etnica della Südtiroler Volkspartei hanno prospettato test obbligatori per tutti e schedature etniche in base agli elenchi dei cognomi.
Divergenti sono le analisi della questione etnica altoatesina: mentre alcuni osservatori non descrivono né un clima di ostilità, né di accusa reciproca tra i gruppi linguistici, altri ravvisano al contrario una contrapposizione che si sarebbe anzi radicalizzata.
Il patentino di bilinguismo e la proporzionale etnica
Con il secondo statuto di autonomia venne introdotto l'obbligo di bilinguismo nella pubblica amministrazione, il cosiddetto "patentino di bilinguismo" rilasciato a chi ne fa richiesta solamente dopo aver superato un esame che attesti la capacità di leggere, scrivere e conversare in italiano e tedesco (nelle aree ladine si aggiunge in ladino e pertanto si parla di "patentino di trilinguismo"). Tale documento ufficiale risulta fondamentale per poter accedere ai concorsi pubblici.
L'applicazione intransigente dell'obbligo di bilinguismo negli anni immediatamente successivi all'entrata in vigore del pacchetto per l'Alto Adige portò a gravi disservizi, anche in ambito sanitario, determinando situazioni di grave pericolo per la vita degli stessi cittadini, come nel caso dell'ospedale di Bolzano, dove per anni rimase scoperto un posto in anestesia e rianimazione. Solo in seguito all'intervento della magistratura, che diffidò il presidente della provincia, Silvius Magnago, a sopperire alle carenze di organico, potendosi configurare i reati di omicidio e lesioni colposi, venne assunto, con un contratto speciale, un anestesista italiano.
A partire dal censimento del 1981 è stato inoltre introdotto l'obbligo di dichiarare l'appartenenza ad uno dei tre gruppi etnici riconosciuti al fine di determinare la ripartizione degli impieghi nella pubblica amministrazione (la cosiddetta proporzionale etnica). Tale obbligo non tiene conto di quei cittadini, ad esempio figli di coppie miste, che non sentono di appartenere in esclusiva all'uno o all'altro gruppo. Né tiene conto di alcun'altra eccezione (come immigrati naturalizzati).
Tale sistema fu aspramente combattuto dal politico tedescofono Alexander Langer, che invitò all'"obiezione etnica". L'eventuale mancata dichiarazione preclude l'accesso ad importanti diritti, come l'accesso ai concorsi pubblici e l'elettorato passivo (come accadde a Langer).

### Disagio del gruppo etnico italiano
Dall'entrata in vigore del Pacchetto per l'Alto Adige si osserva una riduzione demografica del gruppo linguistico italiano sempre meno consistente nel corso dei censimenti generali del 1981, 1991, 2001 e 2011, i cui esponenti restano spesso lontani dalle posizioni di maggior rilievo politico, sociale ed economico. Ciò si deve anche al fatto che il potere politico è in maggioranza nelle mani della Südtiroler Volkspartei (SVP), partito storicamente rappresentante degli interessi dei cittadini tedeschi e ladini (questi ultimi con la sezione denominata SVP Ladina).
L'ingresso dell'Austria nell'Unione europea e la sua adesione al trattato di Schengen hanno permesso la riunificazione di fatto delle popolazioni tirolesi (c'è ormai la stessa moneta, si passa liberamente il confine senza più controlli né barriera doganale, si stanno creando attività comuni di sviluppo). In seguito all'apertura delle frontiere si è anche verificato il trasferimento di un consistente numero di militari dell'esercito e della Guardia di Finanza (che avevano la residenza in Alto Adige) dal confine altoatesino verso altre regioni d'Italia. Il gruppo linguistico italiano si ritrova così ad essere minoranza in Alto Adige. Attualmente l'etnia italiana prevale solamente nei comuni di Bolzano (73%), Laives (71%), Bronzolo (62%), Salorno (62%) e Vadena (61%). Una consistente minoranza italiana si registra nei comuni di Merano (49%), Fortezza (38%), Egna (37%), Cortina sulla strada del vino (31%), Ora (30%). Di fatto negli ultimi trent'anni la consistenza del gruppo linguistico italiano è calata da 137.759 a 118.120 residenti, mentre il gruppo tedescofono è aumentato di 50.000 unità. Il timore di una Todesmarsch o Marcia della morte - intesa negli anni cinquanta come scomparsa progressiva del gruppo linguistico tedesco - è stato ripreso dal sociologo Sabino Acquaviva a proposito dell'etnia italiana e fatto proprio in particolare dalla destra italiana, specificatamente Alleanza Nazionale.
Per quanto riguarda la rappresentanza politica, i voti italiani si dividono fra innumerevoli partiti. A causa della dispersione del voto e della tendenza di tali partiti a candidare anche soggetti di lingua differente, alle elezioni comunali del 2010 il gruppo italiano riuscì a far eleggere appena 162 consiglieri su 2.030, ovvero meno dell'8%, nonostante fosse oltre il 25% della popolazione.
A partire dagli anni settanta del XX secolo, la situazione dell'Alto Adige è stata affrontata sociologicamente, economicamente, giornalisticamente e storicamente a partire da una diversa angolazione: nel 1978 la sociologa Flavia Pristinger - che già aveva analizzato nove anni prima nella sua tesi di laurea la particolare forma di dominio politico esercitato dalla SVP - pubblicò "La minoranza dominante", che individuò all'interno del dualismo italiani/tedeschi nell'Alto Adige una particolare forma di discriminazione sociale ed economica da parte dei secondi nei confronti dei primi. Due anni dopo, il sociologo italiano Sabino Acquaviva e il tedesco Gottfried Eisermann, pubblicarono il saggio Alto Adige. Spartizione subito?, che arrivò a teorizzare una suddivisione del territorio fra Austria e Italia pur di porre fine a una situazione di apartheid a danno degli italiani, sostanzialmente asserviti alla maggioranza tedesca. Sulla stessa falsariga fu anche il testo di taglio giornalistico di Sebastiano Vassalli "Sangue e suolo", che diede voce ancora una volta al diffuso sentimento di perenne minorità della componente italiana dell'Alto Adige. Tre anni prima era apparso il primo testo in lingua tedesca sul tema: Apartheid in Mitteleuropa? Sprache und Sprachpolitik in Südtirol, opera di Peter Bettelheim e Rudi Benedikter, che fin dal titolo pose la questione dei rapporti delle componenti etniche altoatesine in termini dialoganti con i precedenti studi di lingua italiana. Alla fine degli anni novanta un libro-intervista del politico locale Romano Viola (PDS) cercò di modificare l'angolo di visuale, esortando gli italiani a superare il perenne sentimento di frustrazione e di minorità. L'inchiesta giornalistica di Lucio Giudiceandrea Spaesati. Italiani in Südtirol a sette anni di distanza rilevò peraltro ancora la stessa problematica interna al gruppo minoritario provinciale italiano: a questo testo Giudiceandrea fece seguire (in collaborazione con Aldo Mazza) Stare insieme è un'arte. Vivere in Alto Adige/Südtirol, che cercò di mettere in luce più le luci che le ombre del processo di convivenza delle etnie in provincia di Bolzano. Le osservazioni rispetto al "laboratorio sudtirolese" nella pubblicistica restano peraltro diversificate, giungendo anche a conclusioni del tutto opposte, purtuttavia campeggia sempre il tema del "disagio degli italiani" (declinato anche in tedesco: "Das Unbehagen der ItalienerInnen"), oggetto financo di un numero monografico della rivista locale di politica e sociologia Politika, all'interno del quale si può leggere che "Il primo statuto d'autonomia (1948), nella sostanza, era stato elaborato in maniera autonoma dallo Stato escludendo i cittadini di lingua tedesca dell'Alto Adige. Questo comportò il disagio di coloro che erano stati esclusi. Il secondo statuto d'autonomia (1972) è stato sostanzialmente elaborato ed approvato da parte dei cittadini di lingua tedesca dell'Alto Adige escludendo gli italiani dell'Alto Adige. Questo ha avuto come conseguenza il disagio degli esclusi". Dopo quasi cinquant'anni dal secondo statuto, la situazione degli italiani dell'Alto Adige appare critica anche al saggista e politico locale del Partito Democratico Emilio Correa, che nel suo Storia di una minoranza in patria. Alto Adige, un racconto critico registra lo smarrimento della componente etnica italiana, priva di una visione e della capacità di darsi un'identità e di conseguenza preda di un marcato spaesamento.

### Controversia toponomastica
Fin dagli anni 1990 il destino della toponomastica italiana sul territorio dell'Alto Adige è oggetto di discussioni e veti incrociati in merito all'opportunità di riordinare i nomi locali, procedendo a dismettere alcuni appellativi ritenuti eccessivamente spuri e/o non invalsi nell'uso, con particolare riguardo per quanto "creato" dal Prontuario dei nomi locali dell'Alto Adige.
Se da un lato chi propone tale via sostiene la necessità di recuperare il patrimonio onomastico proprio del territorio altoatesino, eliminando eventuali superfetazioni, dall'altro si è creato un fronte d'opposizione che ravvisa in ciò un semplice tentativo di rimozione generalizzata dei nomi locali italofoni, evocando pertanto una violazione di quanto stabilito dallo Statuto di autonomia provinciale.
A tal proposito è stata ripetutamente posta all'attenzione della stampa, sia locale che nazionale, la questione della cartellonistica di montagna: diverse sezioni dell'Alpenverein Südtirol, l'associazione alpinistica di lingua tedesca, tendono infatti a installare lungo i sentieri cartelli monolingue, con indicazioni nella sola lingua tedesca e privi della traduzione in italiano (finanche per i nomi generici quali "malga", "cima" o "rifugio"). In molti casi tale prassi monolinguistica ha "nascosto" anche la toponomastica ladina, suscitando proteste anche dalla relativa comunità linguistica.
Nelle vallate ladine, specialmente in Val Badia, anche il CAI ha per conto proprio installato sui sentieri alcuni cartelli che recano i soli nomi italiani, omettendo sia i nomi ladini che quelli tedeschi.
L'uso del toponimo Alto Adige (seppur invalso come denominazione territoriale ufficiale in italiano) in alcuni casi è stato bandito dalla cartellonistica e dagli atti ufficiali.

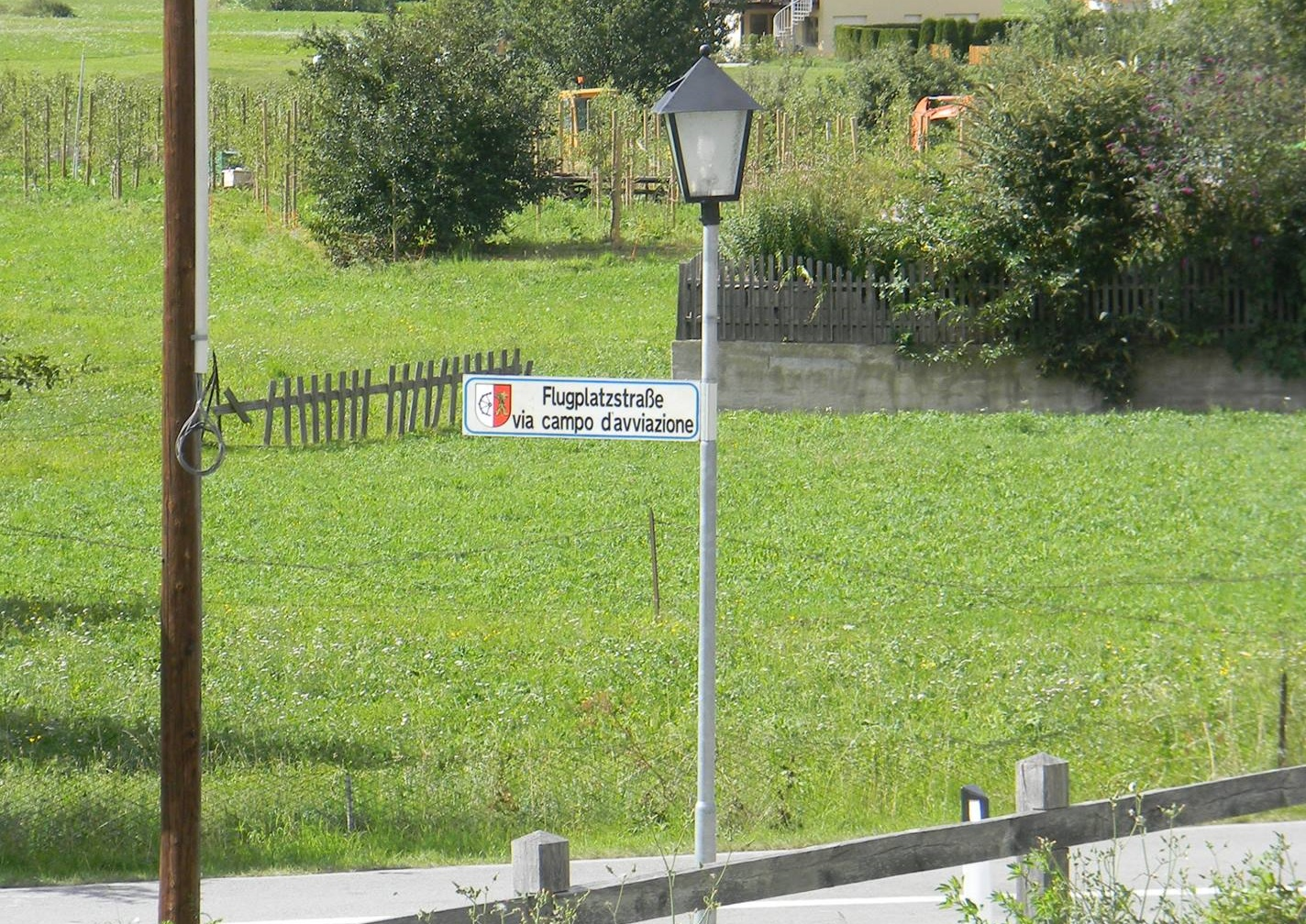
Esempio di cattiva traduzione odonomastica nel comune di Sluderno: il nome italiano reca avviazione in luogo di aviazione.

Per quanto concerne l'odonomastica, le strade e le piazze dei comuni altoatesini hanno più volte cambiato nome. In particolare nel secondo dopoguerra si è provveduto a rimuovere dai centri a maggioranza tedesca o ladina quasi tutte le intitolazioni che fossero reputate inneggianti a forme di sciovinismo italianizzante: in loro sostituzione sono stati recuperati nomi antichi o ne sono stati creati di nuovi, tutti nella lingua localmente maggioritaria. Essendo però in vigore l'obbligo di bilinguismo, tali nomi sono stati comunque tradotti; si riscontrano anche casi di errori e refusi ortografici nella scrittura dei nomi, in entrambe le lingue. Nel 1998 l'allora prefetto di Bolzano Carla Scoz richiamò pubblicamente l'attenzione sulla "germanizzazione" di toponomastica e odonomastica, mentre riguardo alla cartellonistica di montagna monolingue il procuratore della Repubblica di Bolzano Guido Rispoli affermò di ravvisare i tratti di una pratica di pulizia etnica.
A seguito di un accordo ratificato nell'agosto 2013 dagli allora Ministro per gli Affari Regionali e delle Autonomie Graziano Delrio e governatore provinciale Luis Durnwalder (sotto il quale nel 2012 era stata votata una legge ad hoc), circa 135 toponimi italiani avrebbero dovuto essere formalmente eliminati dall'uso comune, sotto la direzione di un'apposita commissione incaricata di vagliare i nomi e selezionare quelli da cassare. Il proposito non ha però avuto seguito a causa delle proteste della comunità italiana e dell'opposizione politica provinciale, sfociati in un ricorso alla Corte costituzionale: la cosiddetta "Legge Durnwalder" è stata quindi abrogata dal Consiglio provinciale il 12 aprile 2019.

### Passato fascista e nazista

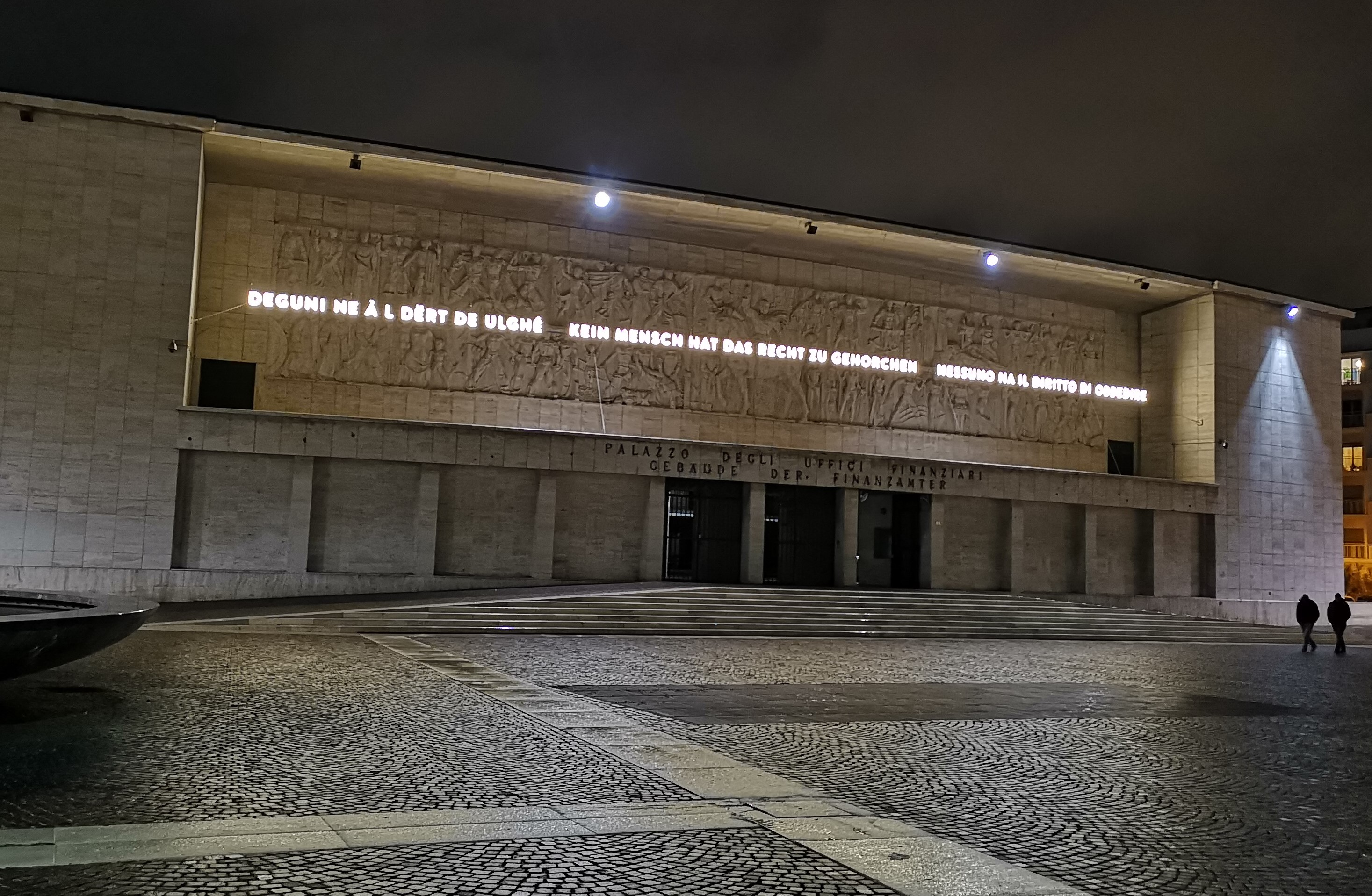
La scritta luminosa con una citazione di Hannah Arendt in tre lingue (ladino-tedesco-italiano), apposta sopra il bassorilievo presente sull'ex Casa del Fascio di Bolzano, di notte

La questione dei monumenti eretti durante il Ventennio, non manca di causare polemiche, soprattutto per quanto riguarda il Monumento alla Vittoria di Bolzano e l'ex Casa del Fascio con un fregio apologetico del fascismo.
Dopo che la piazza dove si erge il monumento alla Vittoria era stata ribattezzata nel 2001 dalla Giunta comunale di Bolzano di centrosinistra in "Piazza della Pace-Friedensplatz", i partiti di centrodestra italiani promossero un referendum, svoltosi il 6 ottobre 2002, in cui prevalse nettamente (62% contro 38%) la decisione di ripristinare il nome "Piazza della Vittoria". La destra italiana ha così reagito a quello che era loro apparso come un tentativo di annacquare l'identità italiana della città, venendo accusata di nostalgie fasciste.
Dopo anni di abbandono, con interventi parziali disposti dal Ministero dei Beni Culturali nel 1990 e nel 2009, nel gennaio 2012 venne approvata la creazione di un'esposizione permanente nel monumento alla Vittoria che storicizzi e depotenzi il monumento e metta in luce l'epoca delle dittature fascista e nazista.
Si riscontrano, da parte di alcuni ambienti italofoni, atteggiamenti che minimizzano oppure addirittura negano l'oppressione fascista delle minoranze tedesche e ladine durante il Ventennio. Pure nella comunità di lingua tedesca vi è la tendenza a nascondere o a minimizzare le evidenti simpatie naziste di molti altoatesini germanofoni negli anni trenta e quaranta.

### Esaltazione del terrorismo
Una parte della popolazione autoctona (in maggioranza di lingua tedesca) mostra simpatia o approvazione nei confronti delle azioni terroristiche del secondo dopoguerra, definendone gli artefici "combattenti per la libertà" (Freiheitskämpfer), ed è in questo senso che gli Schützen hanno lanciato nel 2004 una campagna di affissioni per "ringraziare" i terroristi, che a loro dire sono i veri fautori dei benefici dell'autonomia provinciale. Il manifesto utilizzato mostra sullo sfondo un traliccio divelto dalla dinamite, un ritratto del terrorista Sepp Kerschbaumer, cofondatore del BAS, e in sovrimpressione le parole: Südtirol sagt Danke für: Deutsche Schule! Starke Wirtschaft! Wohlstand und vieles mehr! ("Il Sudtirolo ringrazia per la scuola tedesca, la forte economia, il benessere e molto altro!") Ad Appiano sulla Strada del Vino una via è stata dedicata a Kerschbaumer. La sede RAI di Bolzano ha prodotto un documentario intitolato Die Frauen der Helden ("Le donne degli eroi", riferito ai terroristi degli anni sessanta).

### Indipendentismo sudtirolese

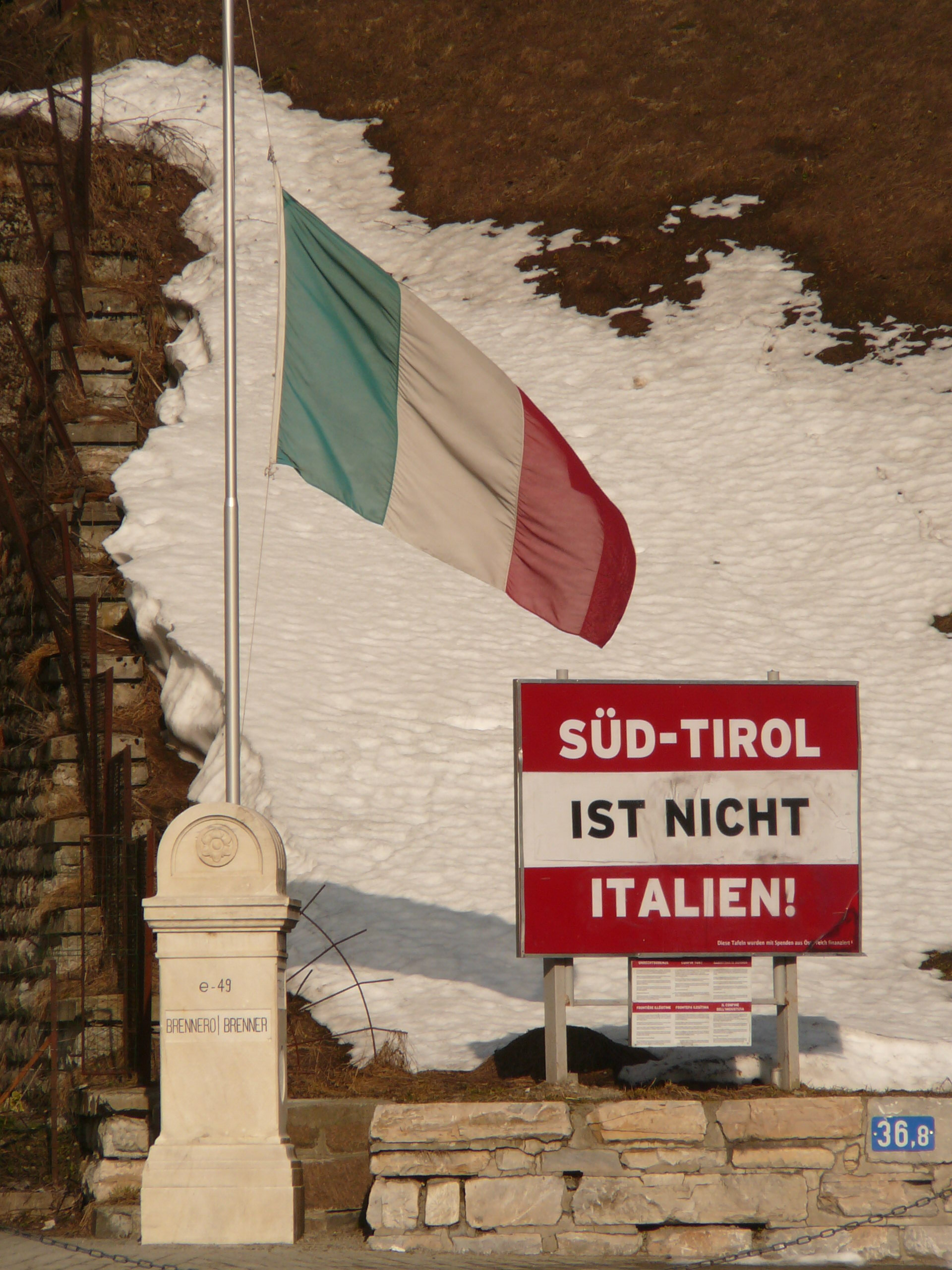
La frontiera italo-austriaca del Brennero, segnalata dal cippo di confine e da un cartello, posto ai limiti del territorio austriaco, recante la scritta Süd-Tirol ist nicht Italien, ovvero: "Il "Sud-Tirolo" non è Italia"

Il partito "Süd-Tiroler Freiheit" (guidato da Eva Klotz, figlia del terrorista Georg Klotz) ha fatto della secessione dall'Italia e della "libertà del Sud-Tirolo" la sua linea politica preponderante, lanciando una campagna politica per rimarcare che "il Sud-Tirolo non è Italia". In tal senso, il partito ha attuato massicce campagne di affissione di volantini e manifesti inneggianti all'indipendenza e organizzato vari raduni per lo stesso motivo.
Altri partiti apertamente favorevoli alla celebrazione di un referendum per l'autodeterminazione per il ricongiungimento con l'Austria o la creazione di uno "Stato Libero del Sudtirolo" sono la Bürger Union für Südtirol e il partito dei Die Freiheitlichen (questi ultimi su posizioni meno radicali). Tali partiti hanno raccolto insieme oltre il 27% dei voti alle elezioni provinciali del 2013, con un aumento di 6 punti percentuali rispetto al 2008.
Anche l'ex presidente della Provincia autonoma, Luis Durnwalder, si è detto convinto che se oggi gli altoatesini fossero chiamati al referendum, si pronuncerebbero in maggioranza per il ritorno all'Austria. Nello statuto SVP si può leggere tuttora che "come conseguenza della prima guerra mondiale l'Alto Adige, per secoli parte dell'Austria, fu separato dalla madrepatria e tale ingiustizia storica viene tuttora sentita come tale dalla popolazione".

### Rapporti con l'Austria
L'attuazione del Pacchetto per l'Alto Adige permise all'Italia ed all'Austria di accordarsi sul rilascio da parte di quest'ultima di una "quietanza liberatoria" che riconosceva l'adempimento da parte dello Stato italiano degli obblighi di tutela delle comunità tirolese e ladina. Ciò avrebbe dovuto risolvere definitivamente la vertenza altoatesina, ma il testo della "quietanza liberatoria", sottoscritta dai ministri degli Esteri Gianni De Michelis ed Alois Mock, non è chiaro in proposito. Da parte italiana si ritiene che il documento De Michelis-Mock abbia chiuso la lunga querelle diplomatica intercorsa fra i due paesi sull'Alto Adige, con la rinuncia austriaca a eventuali rivendicazioni. L'Austria non ha invero mai desistito a svolgere una funzione di controllo sulle modalità con cui si esercita la sovranità italiana nella provincia di Bolzano.
Sul piano internazionale la questione altoatesina è tornata così sotto i riflettori nel gennaio 2006, quando il presidente della Repubblica Carlo Azeglio Ciampi cancellò la visita ufficiale a Vienna a seguito di iniziative volte a inserire in una prospettata riforma della Costituzione austriaca, norme che dichiarassero esplicitamente "la funzione di tutela dell'Alto Adige da parte dello Stato austriaco e il diritto all'autodeterminazione". Tali modifiche infatti, comportavano un'ingerenza negli affari interni di uno Stato sovrano.
In questa occasione 113 sindaci altoatesini su 116 firmarono una petizione in favore delle proposte di modifica della costituzione austriaca. L'azione dei sindaci fu molto criticata sia dall'allora Governo Berlusconi, sia dall'Unione di centrosinistra. Dall'altro lato il parlamento austriaco ha nel settembre 2006 votato un ordine del giorno per inserire definitivamente nella nuova Costituzione la funzione di tutela della popolazione altoatesina di lingua tedesca.

### Il 150º dell'unità italiana
In occasione delle celebrazioni per il 150º anniversario dell'Unità d'Italia, nel 2011, si verificarono tensioni tra la provincia autonoma di Bolzano e il governo della Repubblica Italiana, a causa delle dichiarazioni del presidente della provincia Luis Durnwalder, che comunicò l'intenzione di non partecipare ai festeggiamenti, ritenendo che l'unione dell'area all'Italia nel 1919 fosse avvenuta contro la volontà della popolazione locale. Durnwalder lasciò agli assessori provinciali di lingua italiana la libertà di festeggiare la ricorrenza, a titolo personale e non in rappresentanza della provincia autonoma. Da queste dichiarazioni scaturì una dura polemica con il Presidente della Repubblica Italiana Giorgio Napolitano.
Le tensioni rientrarono l'anno successivo in occasione dei festeggiamenti per il 40º anniversario del secondo Statuto d'autonomia che si tennero nel settembre 2012 a Merano. Giorgio Napolitano ed il suo omologo austriaco Heinz Fischer vennero insigniti del Grand'Ordine di merito della provincia autonoma di Bolzano ed entrambi dichiararono la comune volontà di rispettare pienamente le prerogative autonomistiche dell'Alto Adige.